# KTM-5
KTM-5（ロシア語: КТМ-5）は、ソビエト連邦（現：ロシア連邦）の鉄道車両メーカーであるウスチ＝カタフスキー車両製造工場が手掛けた路面電車車両。1960年代から1990年代にかけて製造が行われ、総生産数15,036両を記録した世界最多の路面電車車両である。

## 開発までの経緯
ウスチ＝カタフスキー車両製造工場は、ウスチ＝カタフに本社・工場を置く鉄道車両メーカーである。18世紀後半に製鉄会社として創業した同社は、20世紀初頭に製造したトビリシ市電向けの車両を皮切りに路面電車市場へ参入し、ソビエト連邦（ソ連）成立後は各地の都市へ向けて電車の大量生産を実施していた。だが、第二次世界大戦前後を含めて同社が製造していた車両は全て小型の2軸車で、急速な需要の増加への対応は難しい状況だった。一方、同時期にはソ連の他の鉄道車両メーカーも多数の路面電車車両の生産を行っており、リガ車両製作工場では大型ボギー車のMTV-82が量産されていたが、当時の路面電車網の急速な拡大に生産速度が追い付いていない状況だった。
そんな中、ロシア・ソビエト連邦社会主義共和国（РСФСР、RSFSR）閣僚理事会からの布告により、ウスチ＝カタフスキー車両製造工場は1959年にソ連圏内における路面電車車両の主要生産者に任命され、新型車両の開発に着手した。同じ頃、ソ連各地には東側諸国のチェコスロバキア（現：チェコ）・プラハの鉄道車両メーカーであるタトラ国営会社スミーホフ工場（ČKDタトラ）の路面電車車両・タトラカーの導入が始まっており、高い品質や性能に加えて大量生産体制が大きく評価されていた。これを含めたソ連各地の路面電車車両を基に、1963年に試作車が完成したのがKTM-5である。ただし次項で述べる通り、1969年以降の量産に際しては車体の構造やデザインが大きく変更される事となった。

## 運用・車種

### KTM-5（КТМ-5）
1963年に2両が製造された試作車。車体デザインはタトラカー（タトラT3）を始めとした製造当時のソ連のボギー車と類似した流線形で、窓は固定式となっており、換気は屋根上に設置されたベンチレータによって行われた。乗降扉は右側に3箇所設置され、両開き式折戸が用いられた。電気機器はリガ車両製作工場で量産されていたRVZ-6と同一のものが使われており、主電動機の出力は31 kWであった。
製造後はチェリャビンスク市電で試験が行われたが、より先進的な車両を開発すると言うウスチ＝カタフスキー車両製造工場側の意向から、KTM-5が量産される事はなかった。試験終了後は工場内に保管されていたが、2020年で既に両車とも解体されており現存しない。

### KTM-5M（КТМ-5М）
試作車のKTM-5の実績を基に、より先進的かつ低コスト・低重量な車両を目標に開発が行われた量産形式。軽量化のため車体の製造にあたっては繊維強化プラスチックが多用され、試作車と比べて重量が2 - 3 t減少した。座席も従来の2人掛け・1人掛けのクッション付き座席から、背もたれにクッションが設置された独立式のプラスチック製座席に変更された。更に車体デザインについても、曲線を多用したKTM-5から大きく変化し直方体状の外観へと改められた。
1965年から1967年にかけて計5両の量産先行車が導入され、換気装置や窓の構造などの比較が実施された。その結果を基に1969年から量産が始まり、計620両がソ連各地の路面電車に導入された。だが、1970年に入ると電気機器や制動装置の故障が多数報告された他、それが起因となった火災が頻出し、プラスチック製の車体の燃焼により発生した有害物質が原因の化学中毒による死者が報告される事態となった。その結果、ウスチ＝カタフスキー車両製造工場にはソ連一般工学省とRSFSR公益事業省から車両設計変更の命令が下され、安全性を高めた車両の開発が行われる事になった。これに伴い、KTM-5Mの半数以上は同工場で改修工事が行われた一方、それ以外の車両は各地の路面電車事業者による改造が実施された。
2020年現在、カザフスタンのパヴロダル市電に1971年製のKTM-5Mが1両残存しており、同年の時点で世界で最も古いKTM-5となっている。

### KTM-5M3（КТМ-5М3）（71-605）

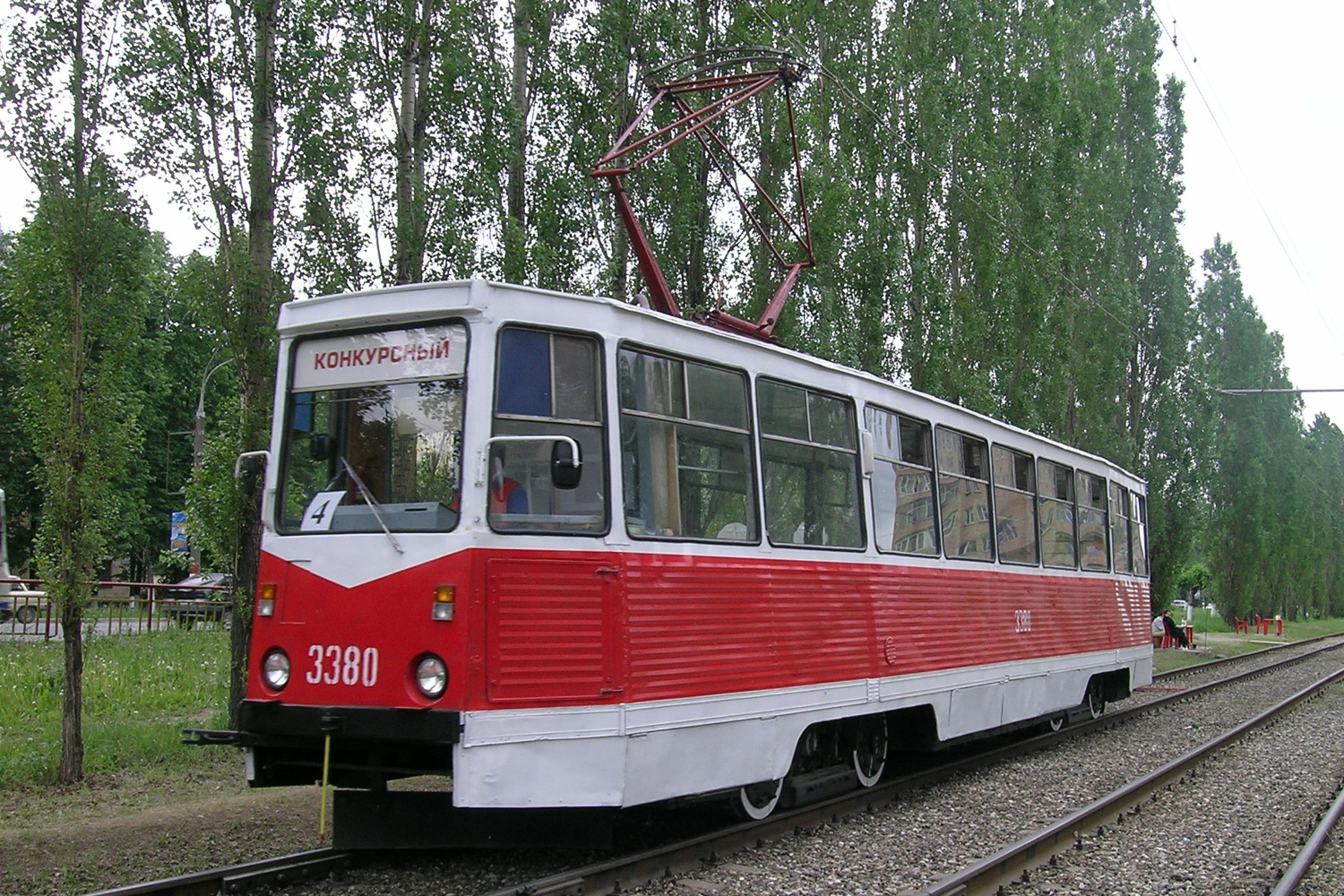
KTM-5M3（71-605）（ニジニ・ノヴゴロド）

車体設計に関して複数の問題点が指摘されたKTM-5Mに代わって開発された形式。車体デザインはKTM-5Mを踏襲した一方、側板をプラスチックから鋼板に変更し、コルゲート加工を施す事で強度や安全性が増した。
1971年から1990年までソ連各地の都市に向けて大量生産が行われ、計12,493両が製造された。地元のレニングラード機械技術工場製の電車を継続的に導入していたサンクトペテルブルク市電でも、1980年代の大規模な路線延伸・再編に対して従来の車両の製造が追いつかなくなった事を受け1980年代初頭に250両が導入され、2007年まで使用された。ただしモスクワ市電を始め、KTM-5の導入が行われなかった都市も幾つか存在した。
1976年までは「KTM-5M3」が正式な形式名であったが、コンピュータによる管理体制を整えるためのコード番号がソ連の鉄道車両に導入された事で同年以降は「71-605」と言う形式番号も使用された。この番号には「ウスチ＝カタフスキー車両製造工場（6）で5番目に開発された路面電車車両（71）」と言う意味が含まれている。
1990年以降は台車や機器の設計を変更した車両が製造され、以下のように形式が改められた。
- 71-605A（71-605А） - 1990年以降に生産されたKTM-5（71-605）は、補助電源装置に静止型インバータが変更され、台車の設計にも変化が生じた事から、区別のため形式名が「71-605A」に改められた。1992年までに1,426両が製造された[5]。
- 71-605U（71-605У） - ソビエト連邦（現：ロシア連邦）で唯一軌間1,435 mm（標準軌）の路線網を有するロストフ・ナ・ドヌ市電へ向けて製造された形式。71-605Aを基に設計が行われ、標準軌に対応した台車が用いられた。1990年から1992年まで45両が導入された[5]。

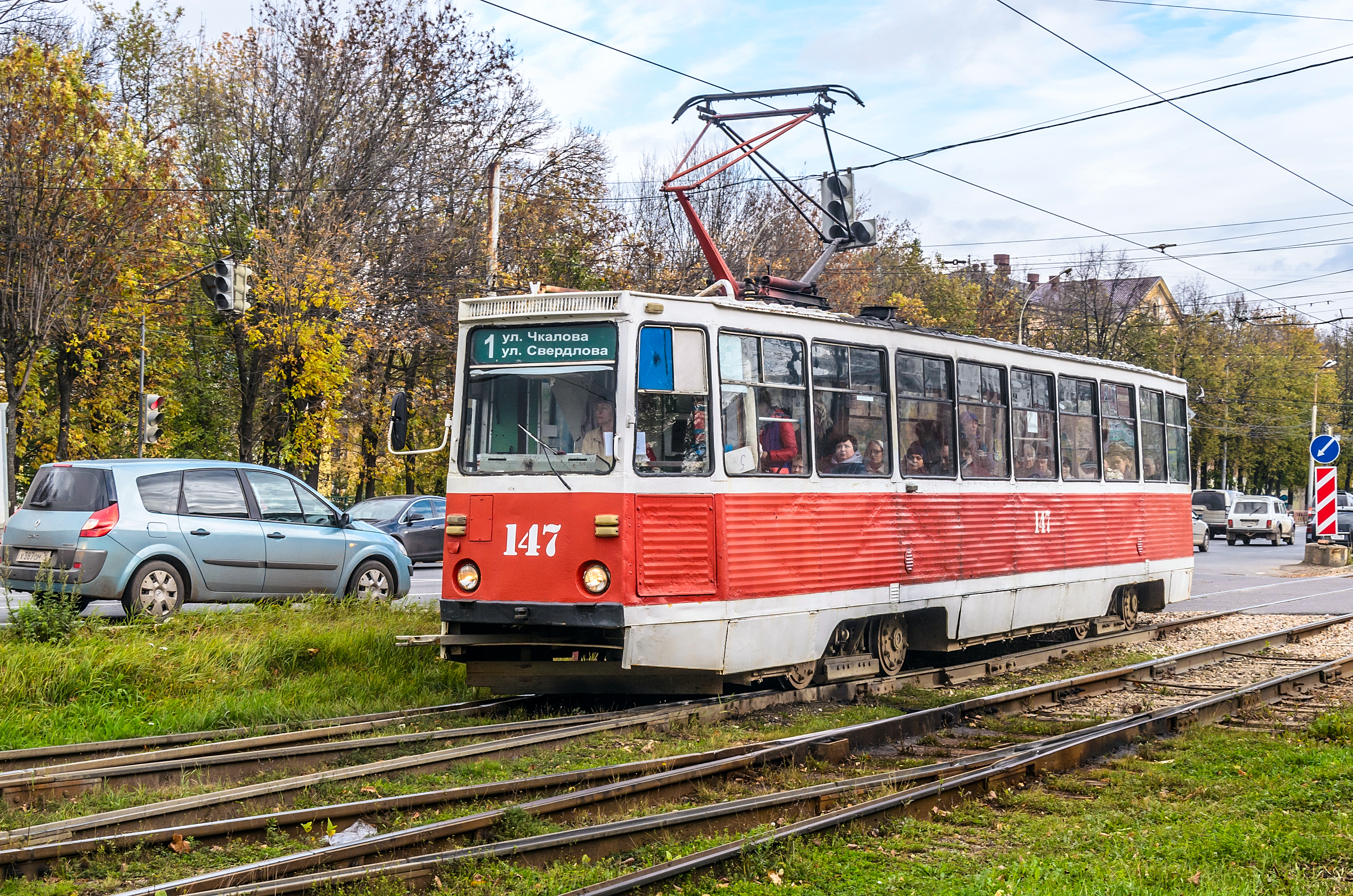
71-605A（ヤロスラヴリ）
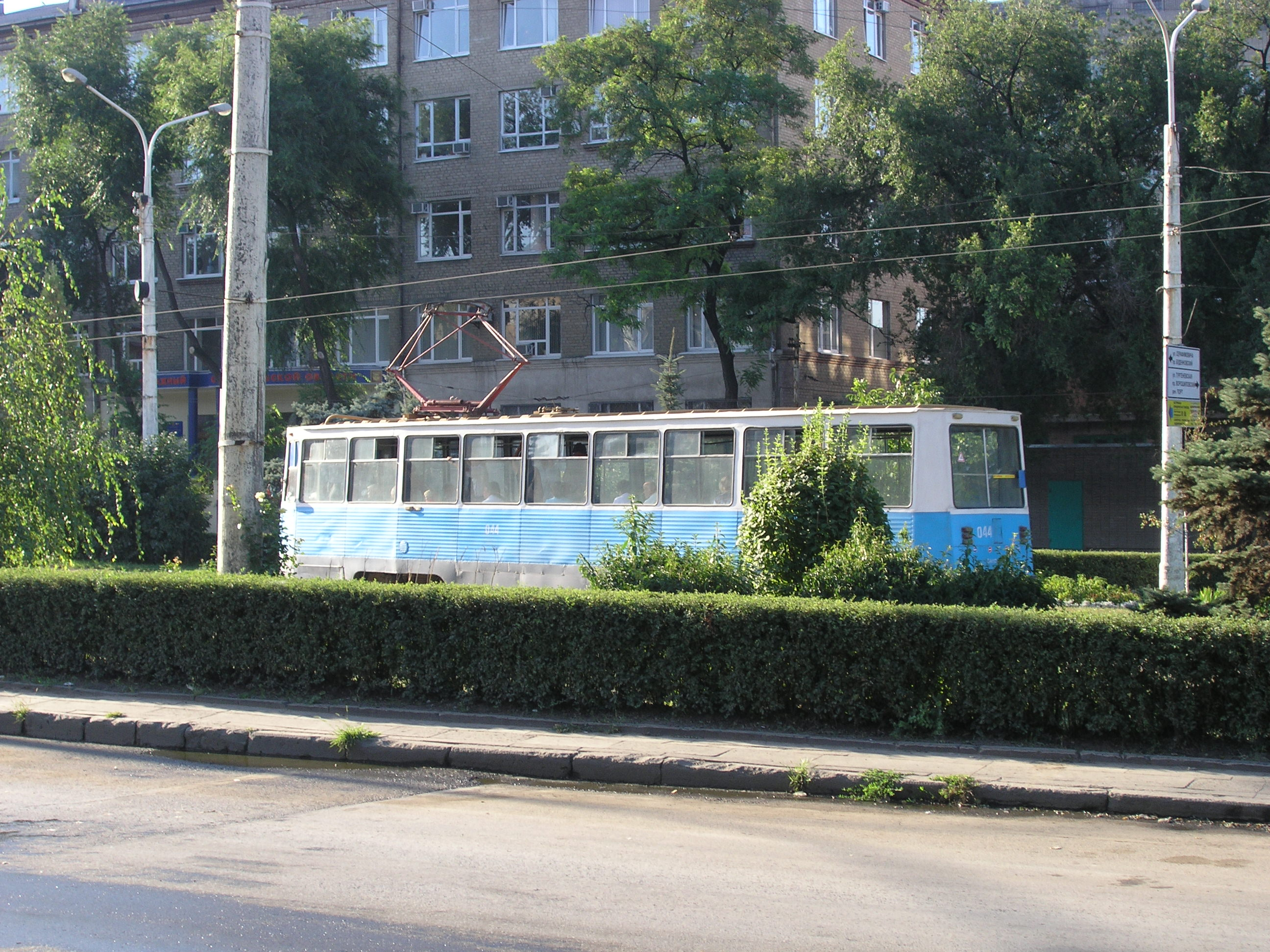
71-605U（ロストフ・ナ・ドヌ）

## 構造
以下、特筆がない限りKTM-5M3の構造について記述する。
単行運転が可能なボギー車（単車）で、ループ線が存在する路線での使用を前提としているため、運転台は片側のみに設置されている。また総括制御にも対応しており、2 - 3両編成での運行も可能である。
車体はモノコック構造を用いて設計され、KTM-5Mは外板に繊維強化プラスチックが、KTM-5M3は屋根や車体前後を除いて鋼板が使われている。また後者は強度を高めるため、側面窓下にコルゲート加工が施されている。車内は初期の車両はラッカーによる吹き付け塗装が行われた合板、後期はプラスチックによる裏打ちが行われて、床板は滑り止め用のゴムで覆われている。また、機器の整備が容易になるように床下には4つのハッチが設置されている。座席は進行方向を向いた1人掛けの椅子によるクロスシートが用いられ、右側に2列、左側に1列設置されている。乗降扉は外吊り式の片開き扉があり、開閉にはチェーン駆動が採用されている。
台車はアメリカ合衆国のPCCカー向けに開発され、後にライセンス契約によりタトラカーに用いられたB-3台車を基に設計が行われた、側梁が車輪の内側に設置されたインサイドフレーム式台車が用いられている。軸箱や軸梁を一体化し、防振ゴムによって振動を抑制すると共に、車輪（弾性車輪）や枕ばねにもゴムを使う事で、状態が悪い軌道でも振動や騒音を抑え、安定した走行を可能としている。台車に設置されている制動装置もタトラカーと同様の電気式ドラムブレーキと非常用の電磁吸着ブレーキとなっている。
これらの台車には出力45 kWの主電動機が2台搭載され、自在継手やハイポイドギアを介して車軸に動力が伝えられる（直角カルダン駆動方式）。制御装置はPCCカーやタトラカーと同様に抵抗制御方式が用いられているが、これらは円形に配置された多数のタップを用いた超多段抵抗制御装置が使われた一方、KTM-5は以前からウスチ＝カタフスキー車両製造工場製の電車に用いられたカム軸制御装置が引き続き用いられている。また、運転室からの速度制御方式もタトラカーの足踏みペダルではなくハンドルが使われている。ワイパーや乗降扉の駆動には補助電源装置（電動発電機や充電池など）から供給された24 Vの電力が用いられる。

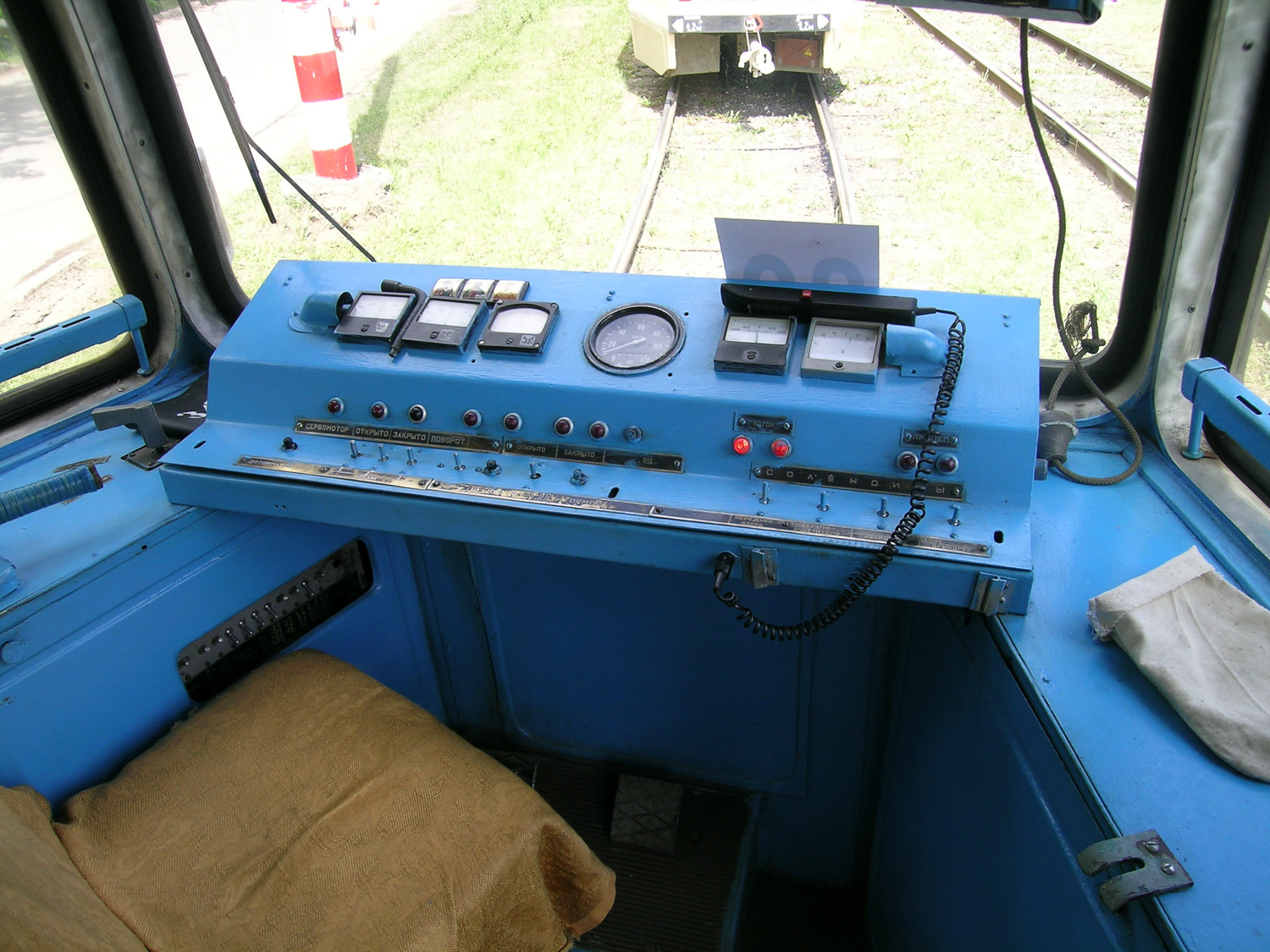
運転台
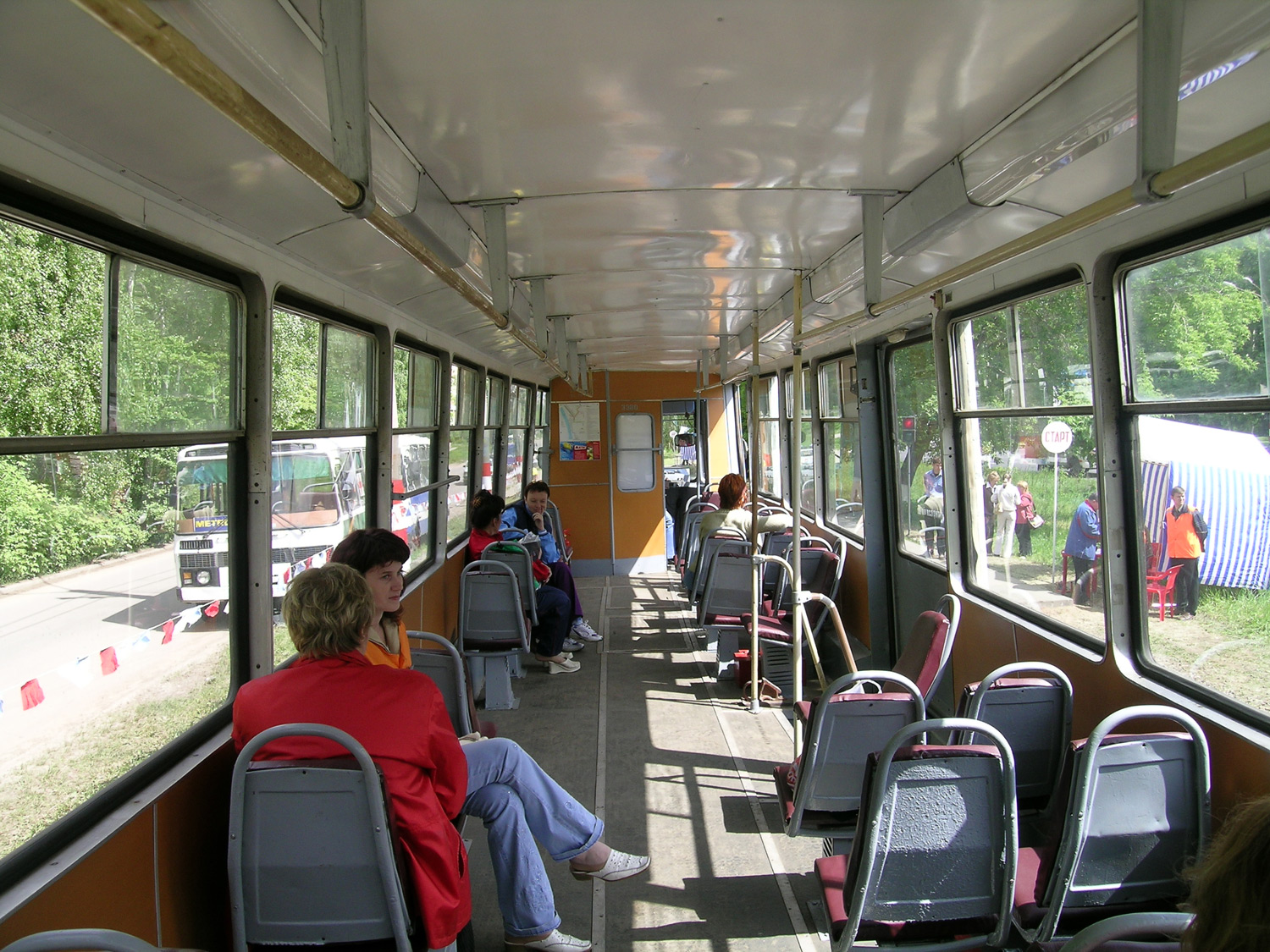
車内（前方）
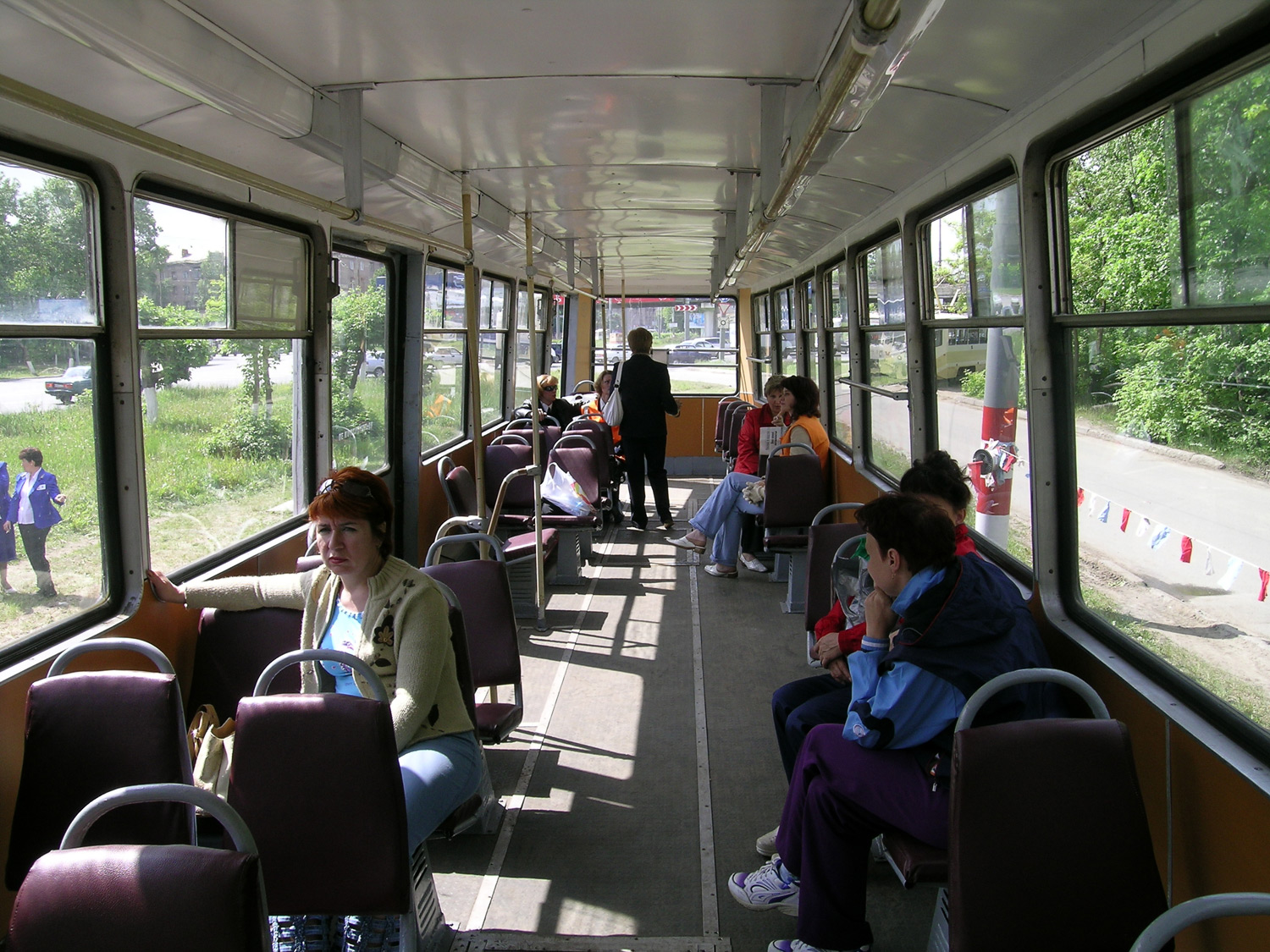
車内（後方）

## ギャラリー

### ロシア連邦

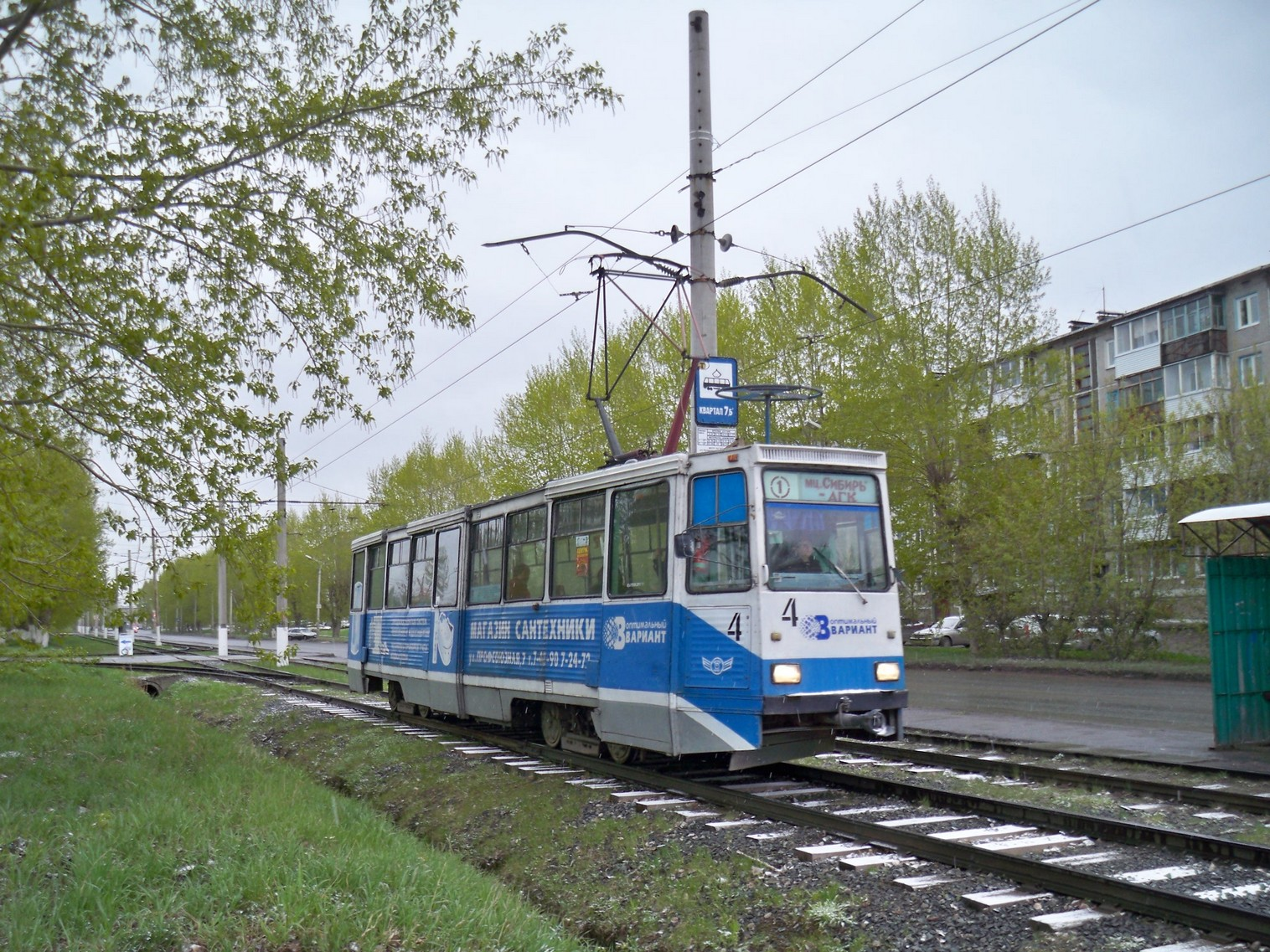
アチンスク （アチンスク市電）
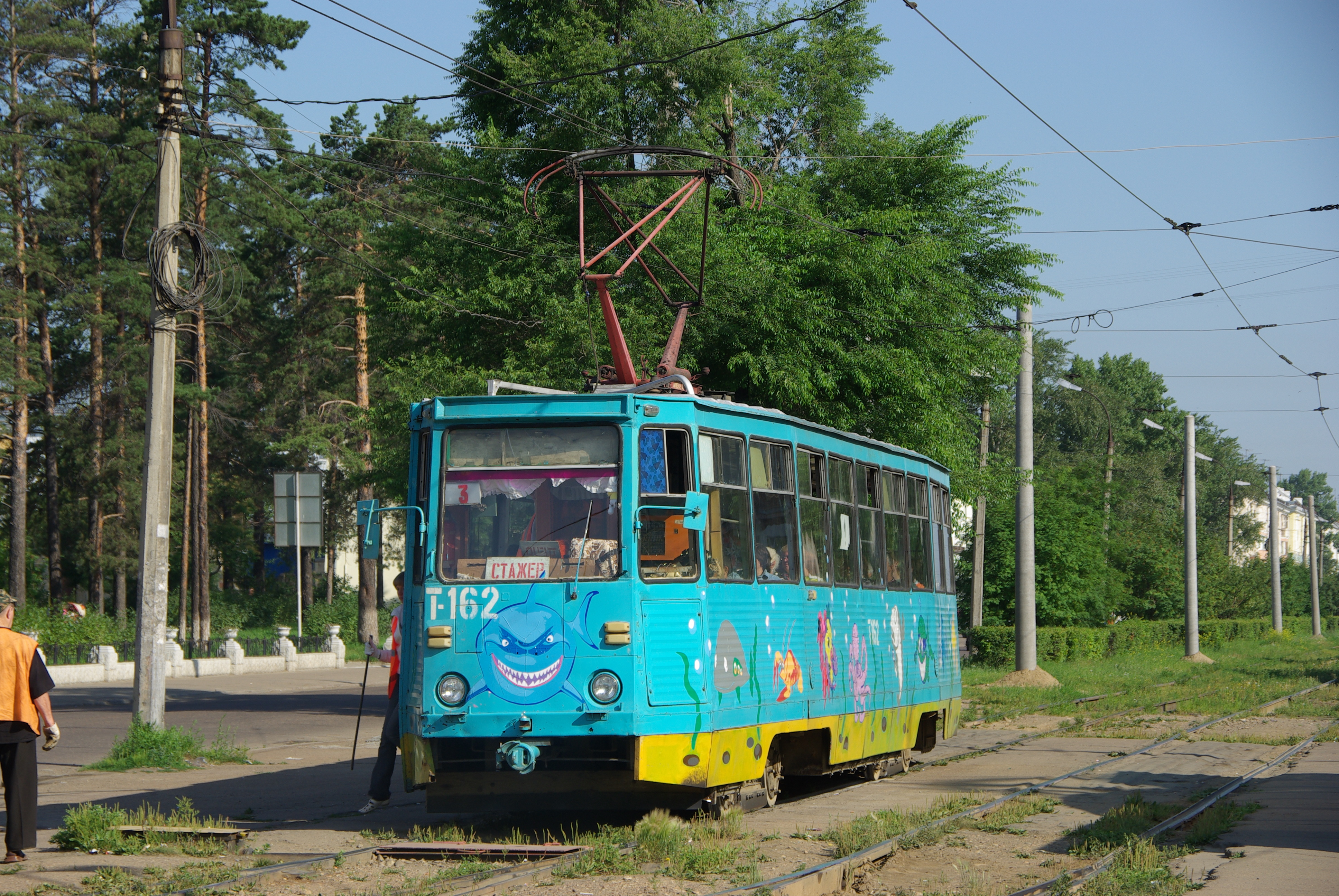
アンガルスク （アンガルスク市電）
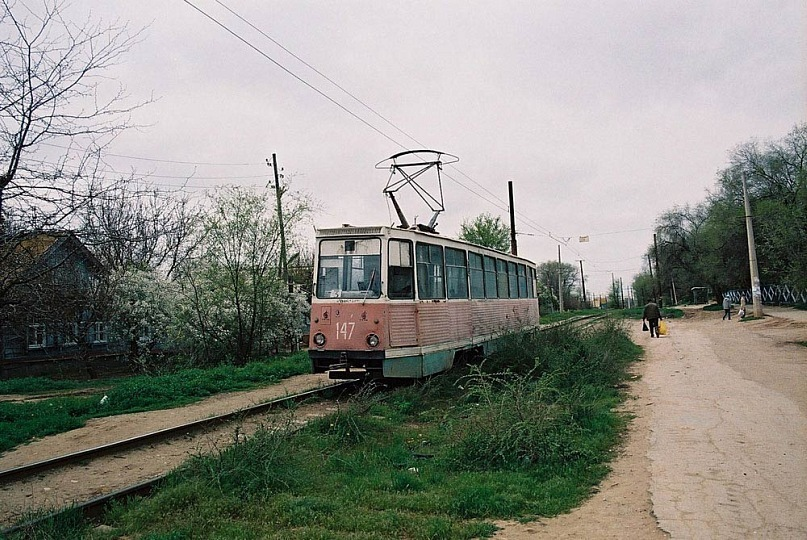
アストラハン （アストラハン市電）
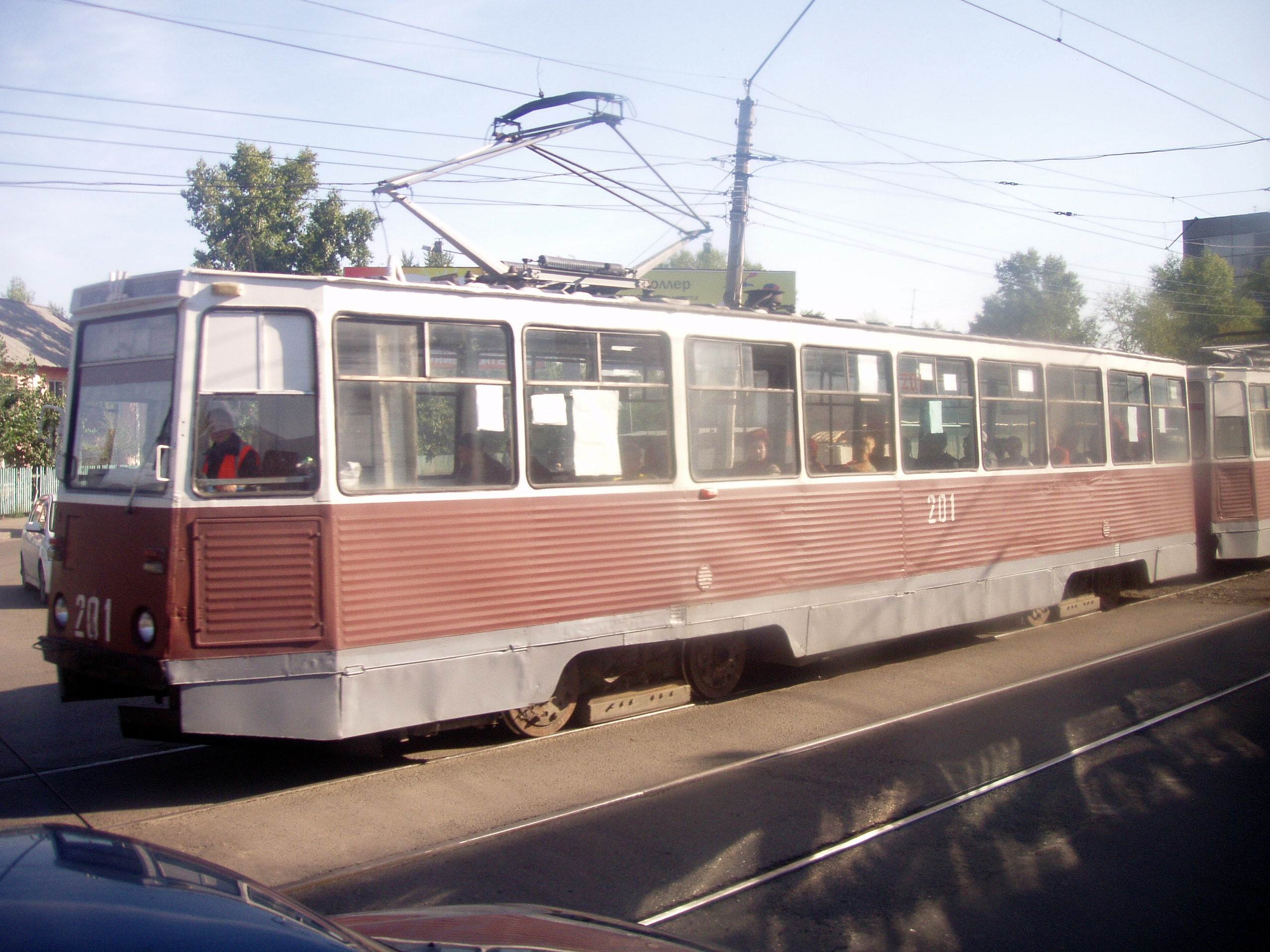
ビイスク （ビイスク市電）
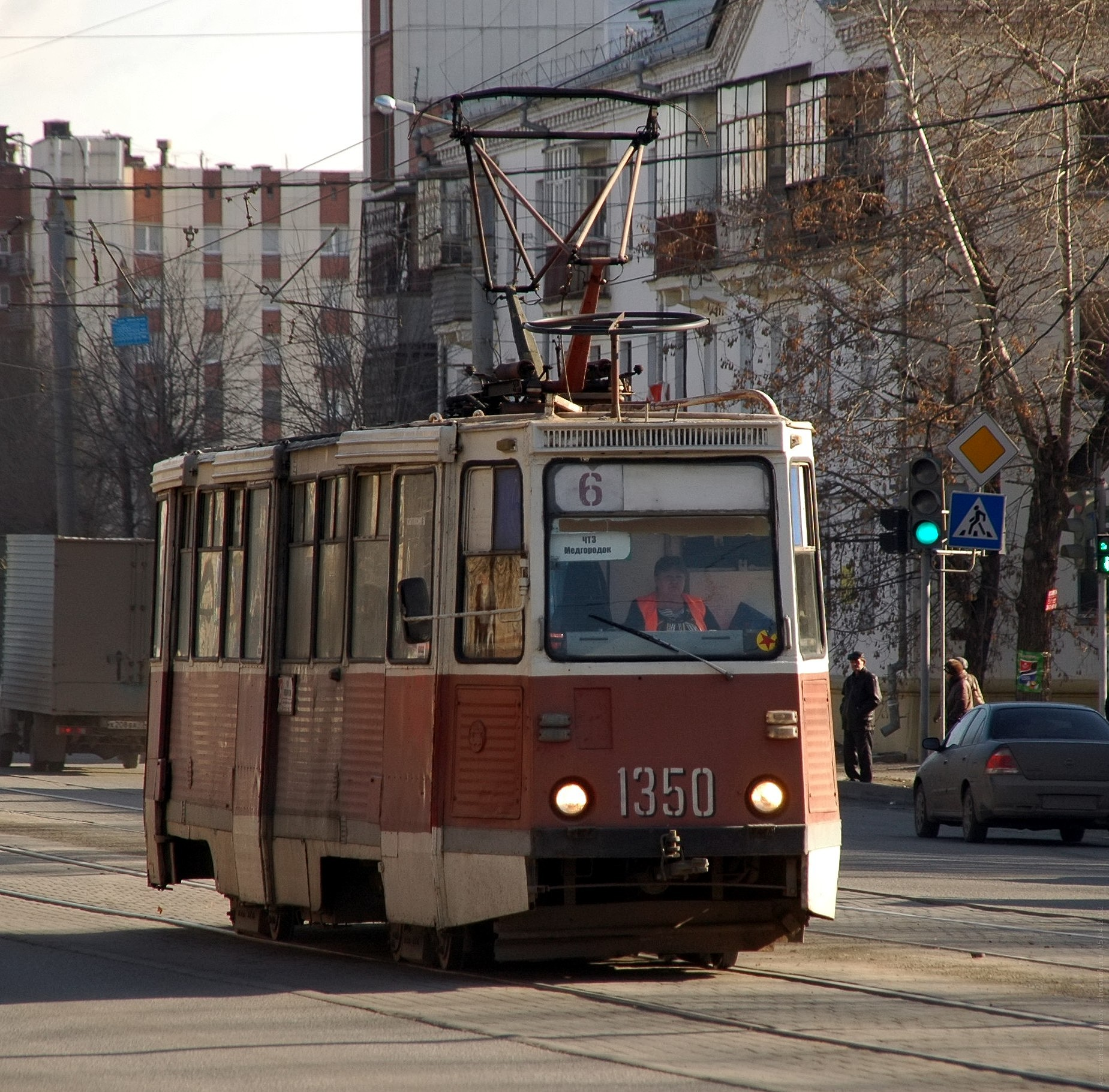
チェリャビンスク （チェリャビンスク市電）
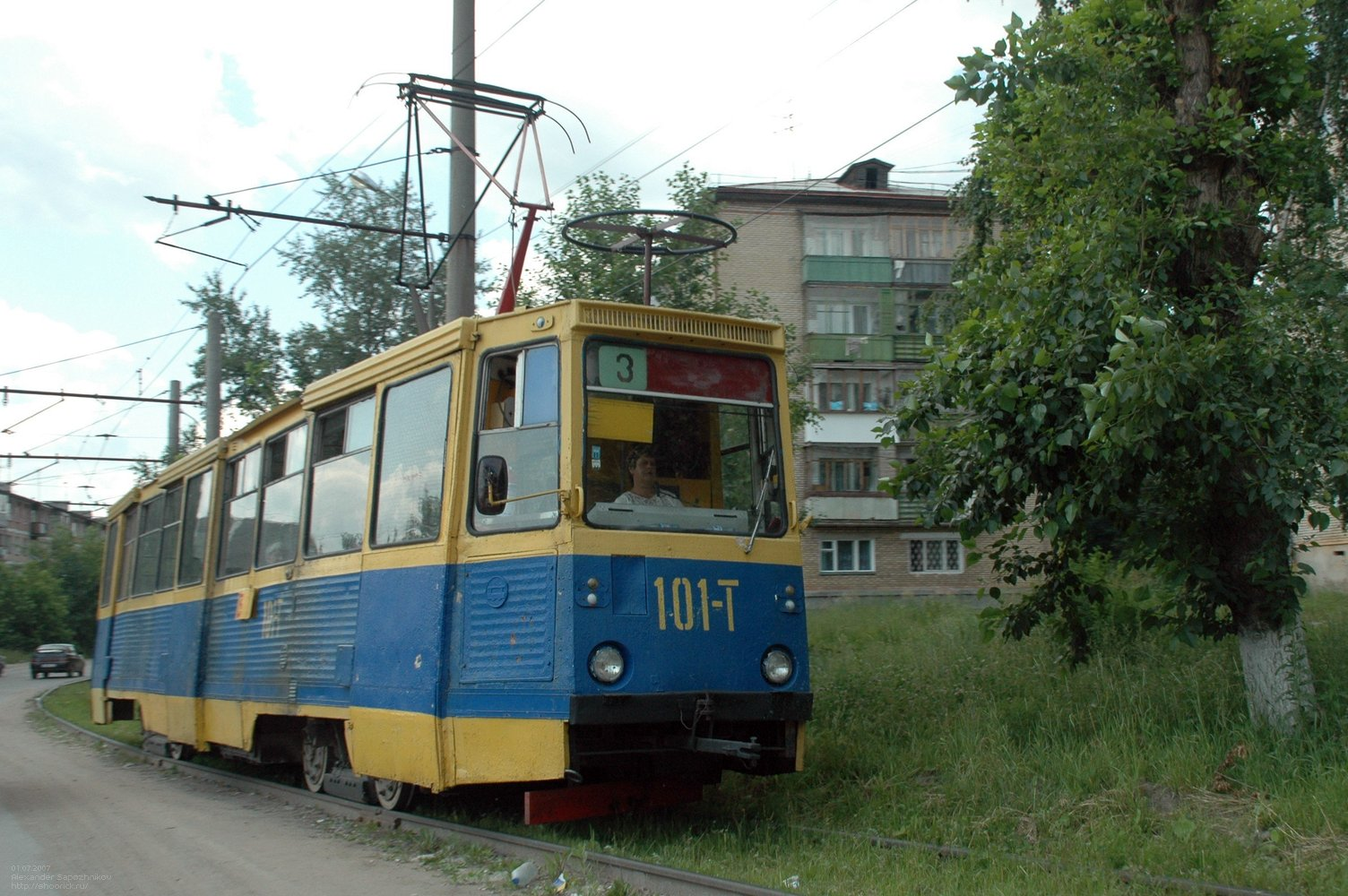
ズラトウースト （ズラトウースト市電）
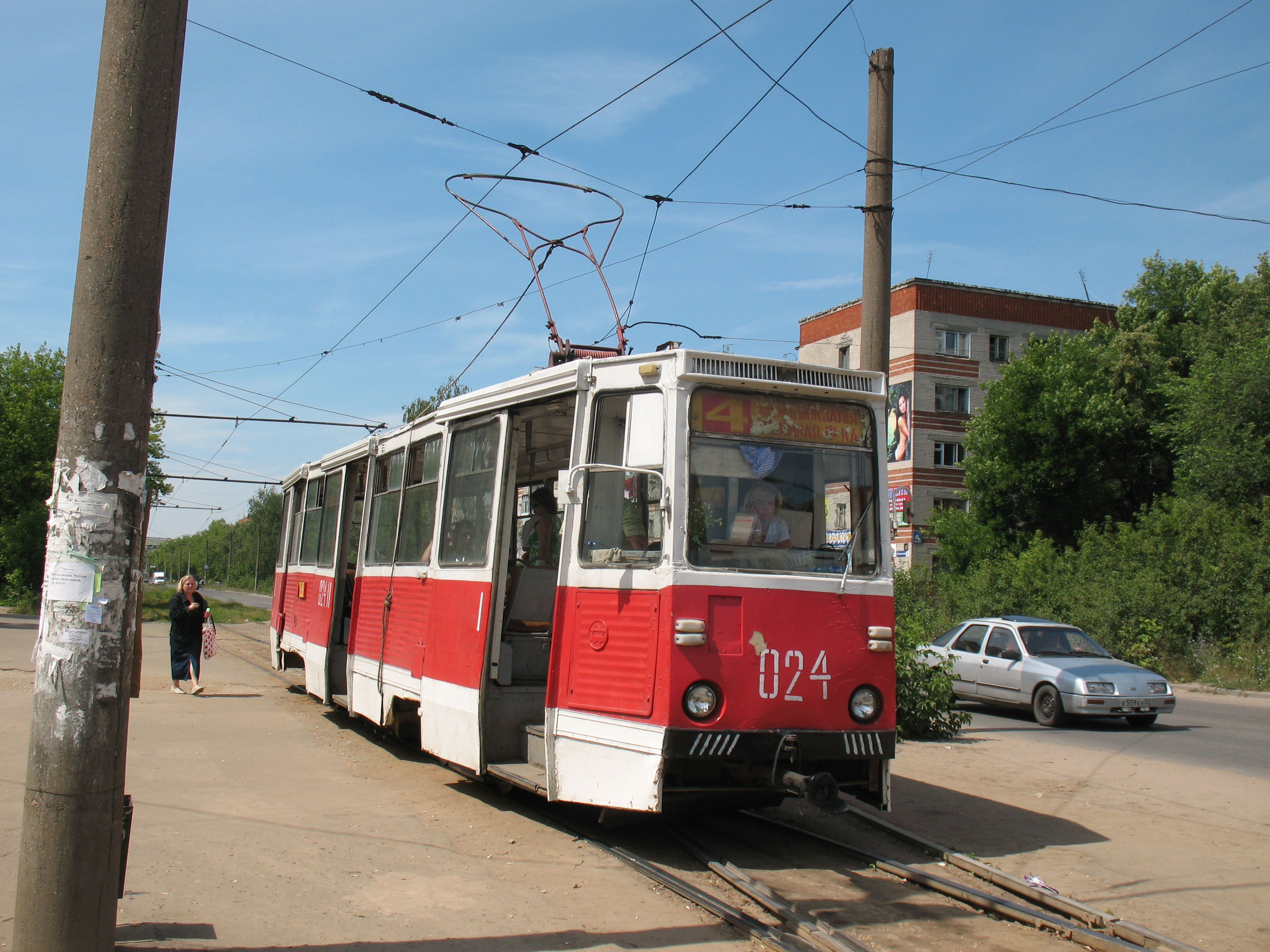
ジェルジンスク （ジェルジンスク市電）
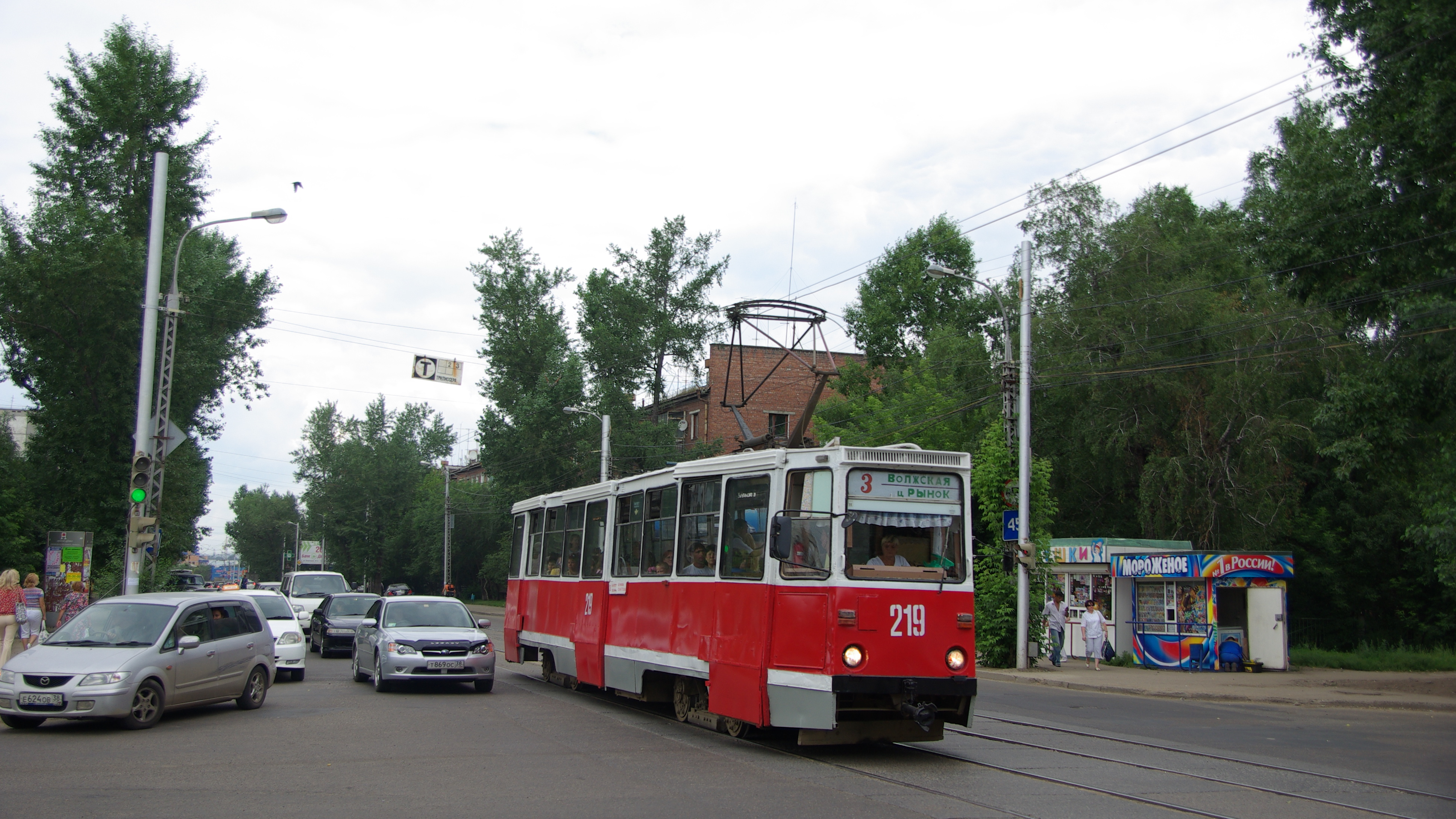
イルクーツク （イルクーツク市電）
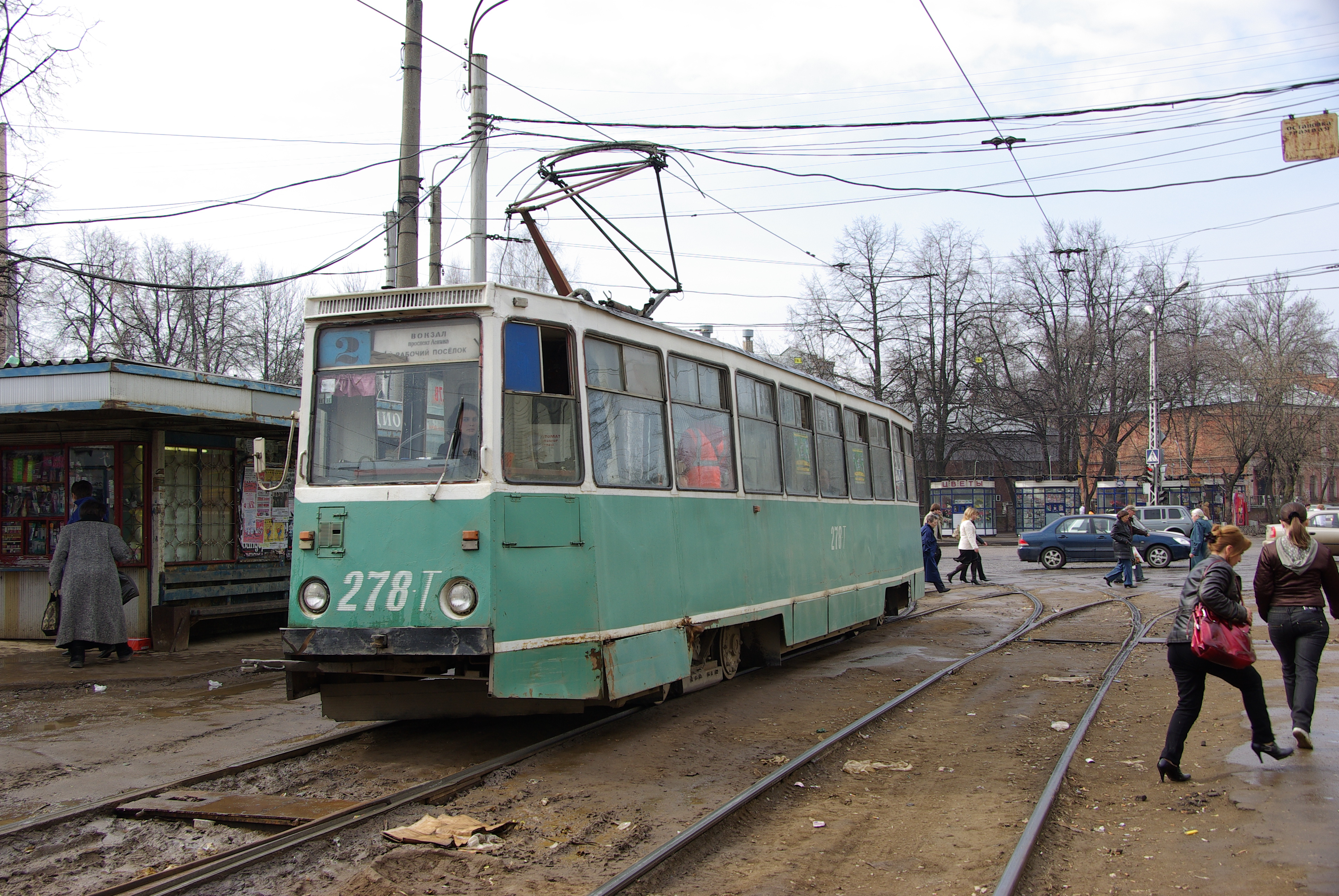
イヴァノヴォ （イヴァノヴォ市電）
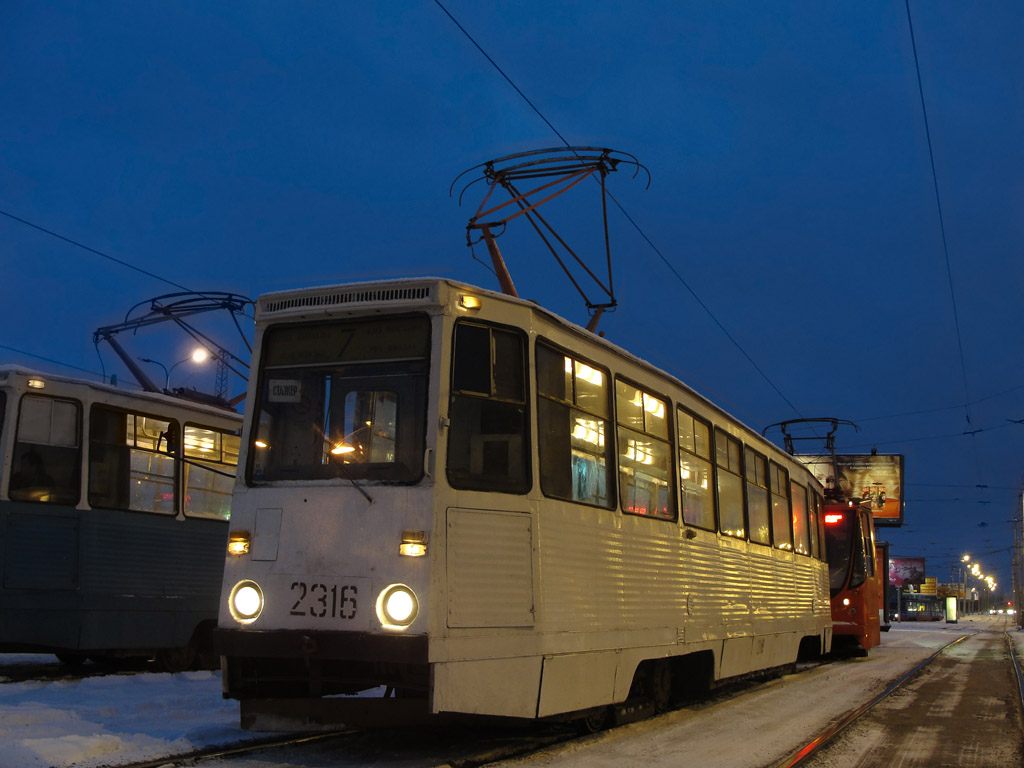
カザン （カザン市電）
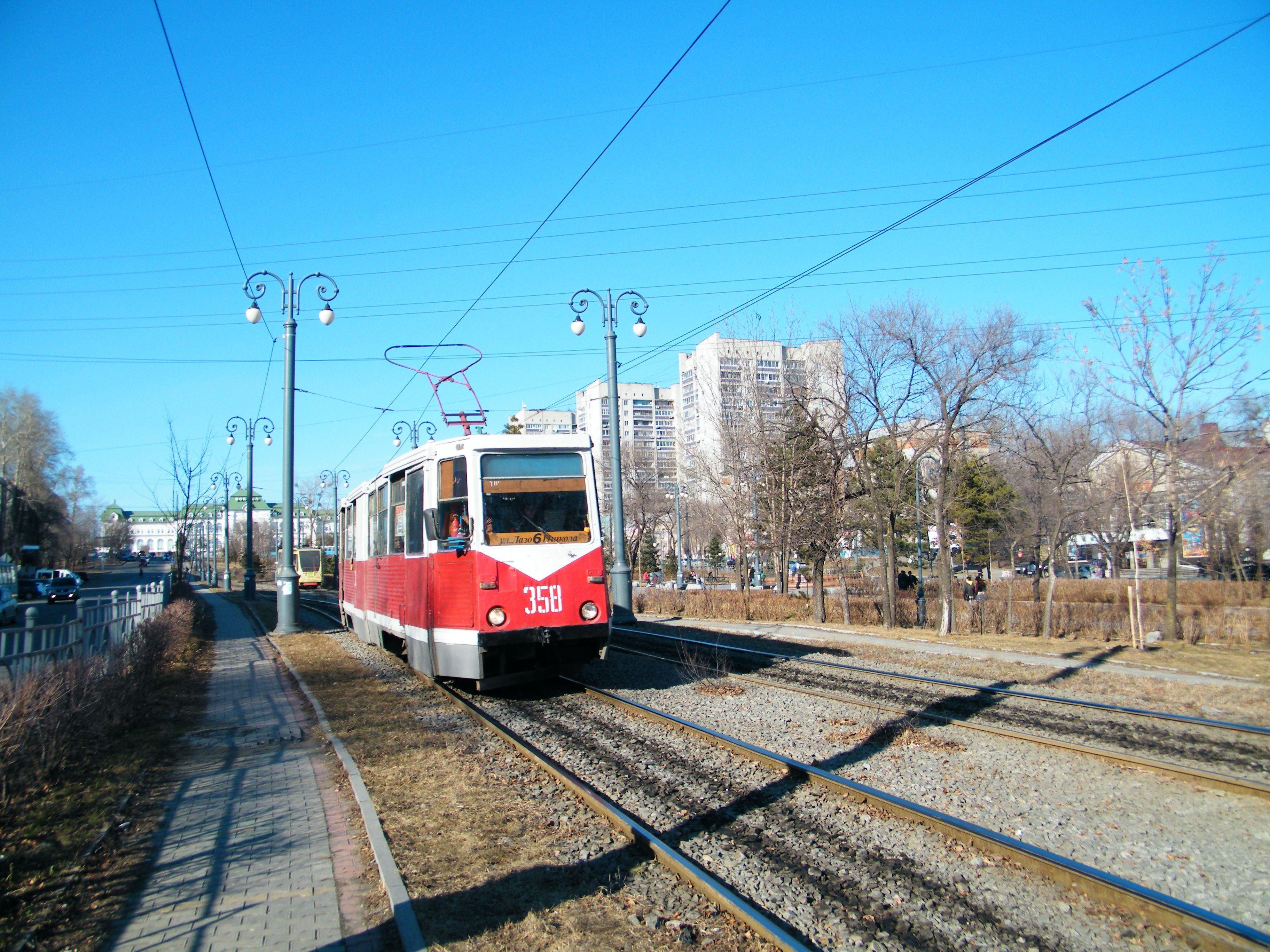
ハバロフスク （ハバロフスク市電）
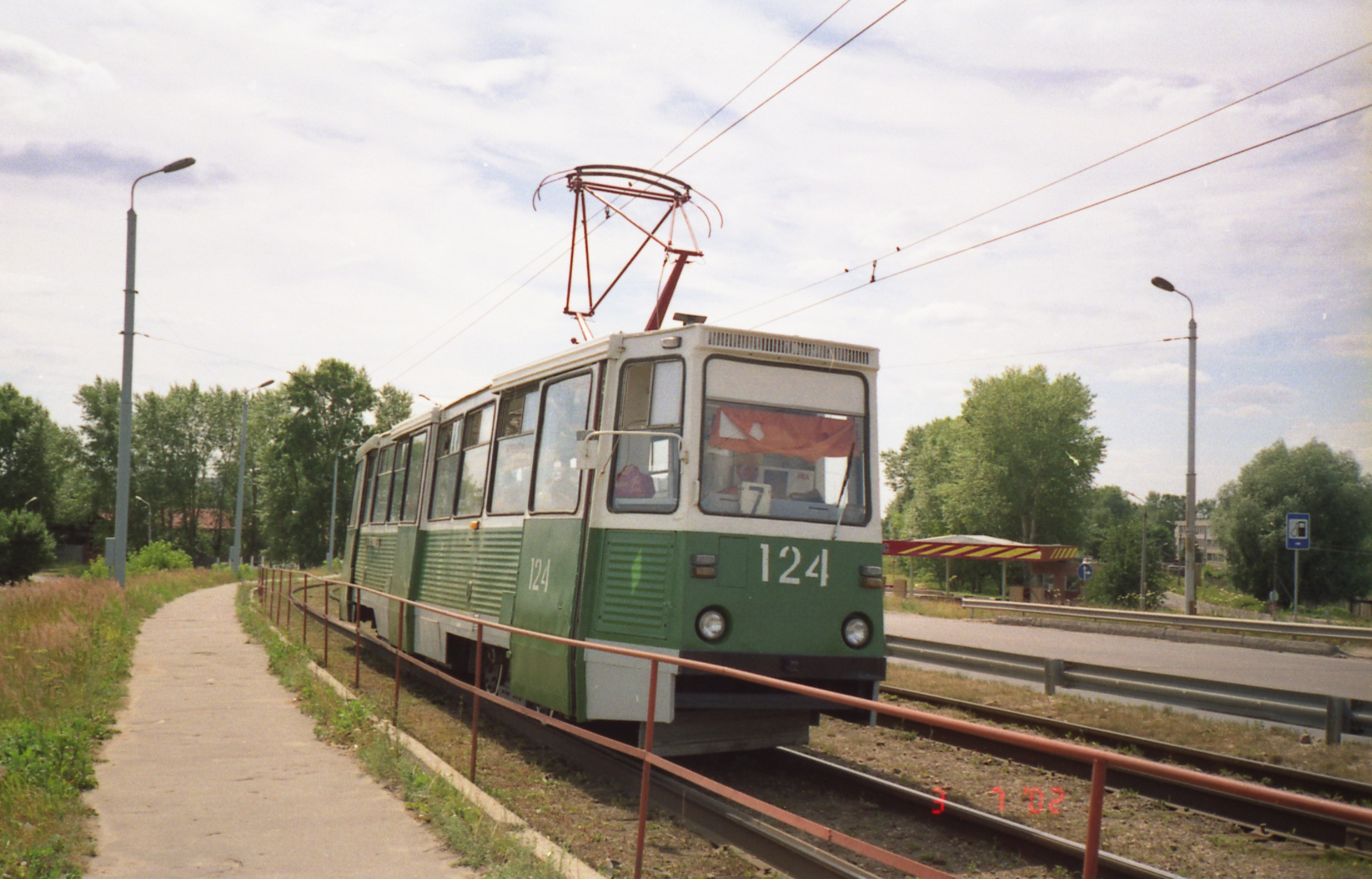
コロムナ （コロムナ市電）
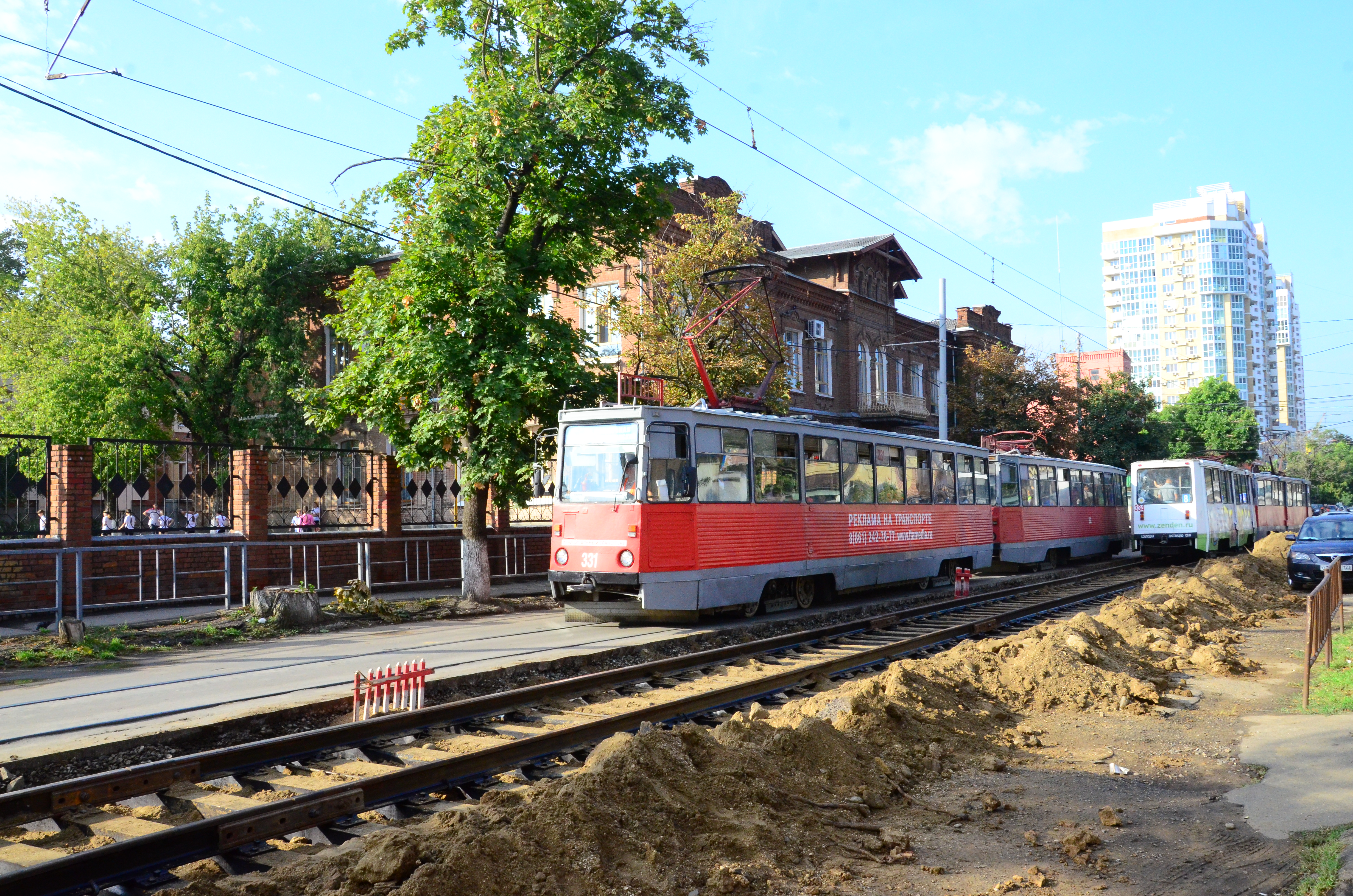
クラスノダール （クラスノダール市電）
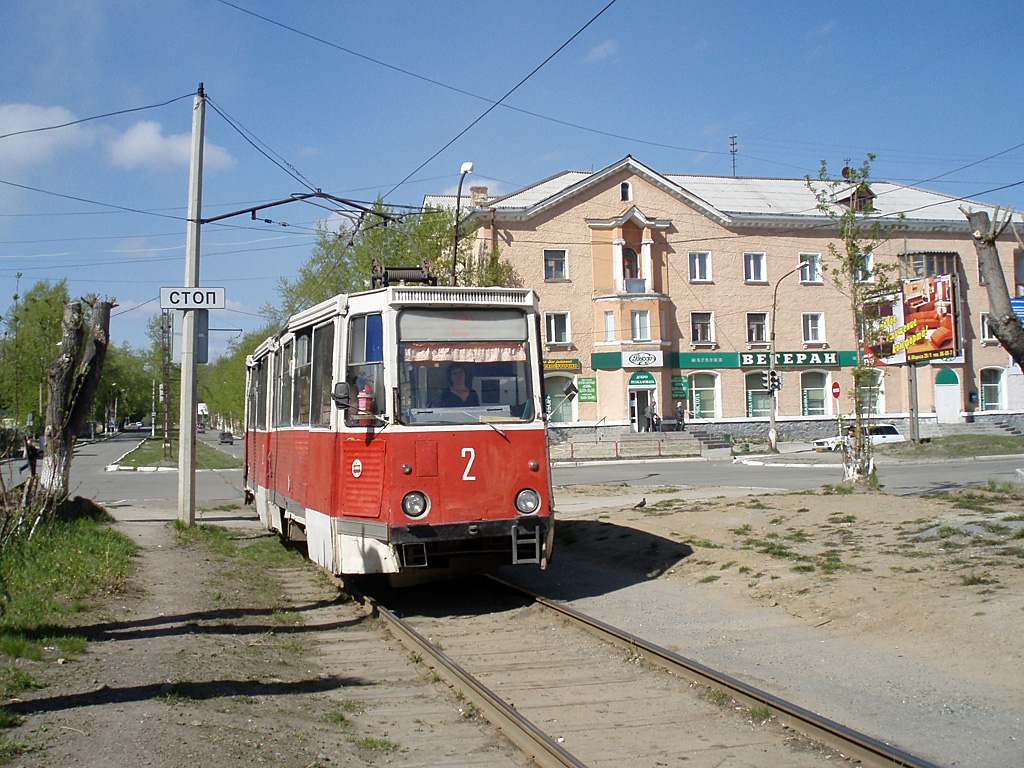
クラスノトゥリンスク（英語版） （クラスノトゥリンスク市電）
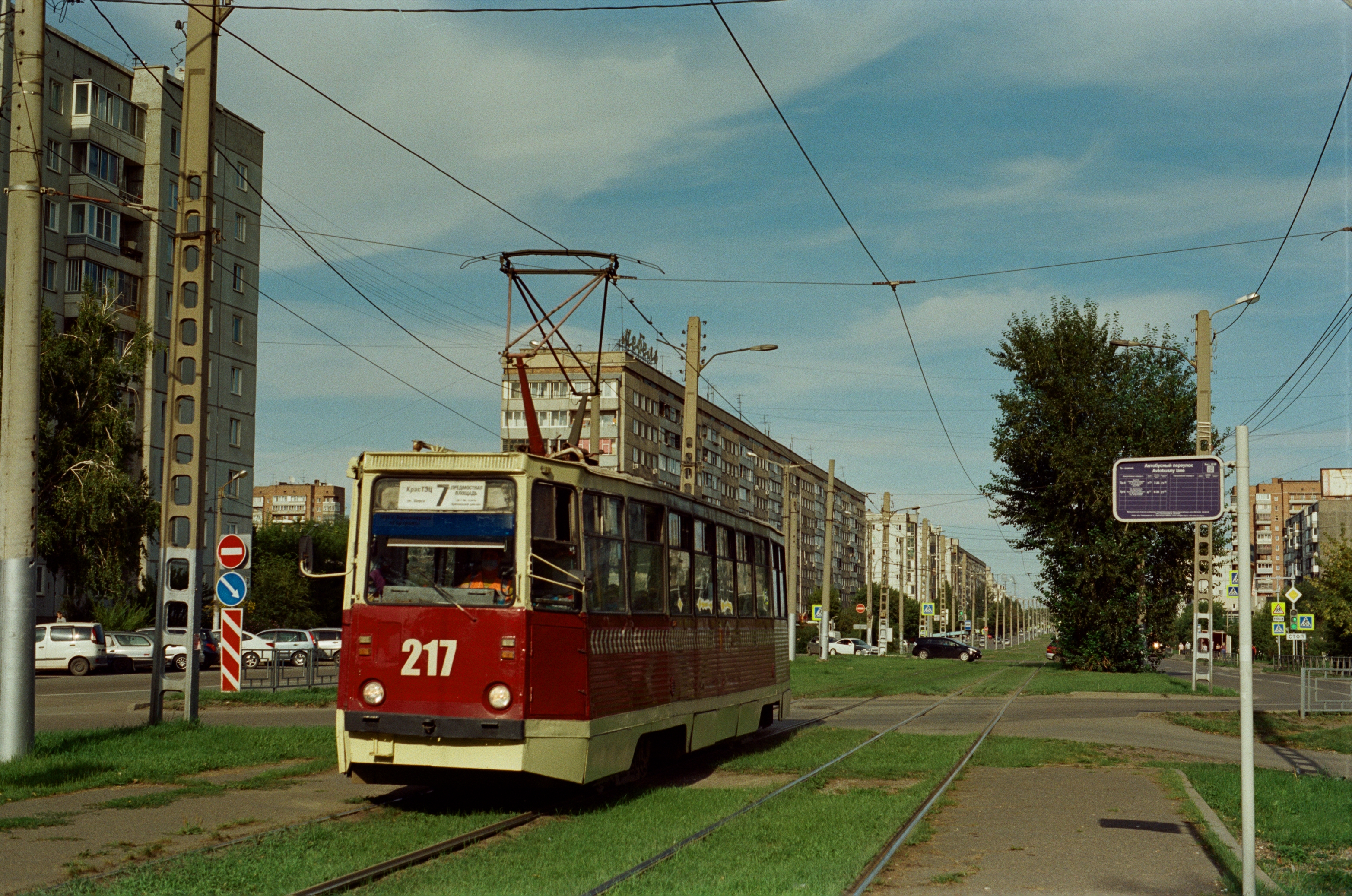
クラスノヤルスク （クラスノヤルスク市電）
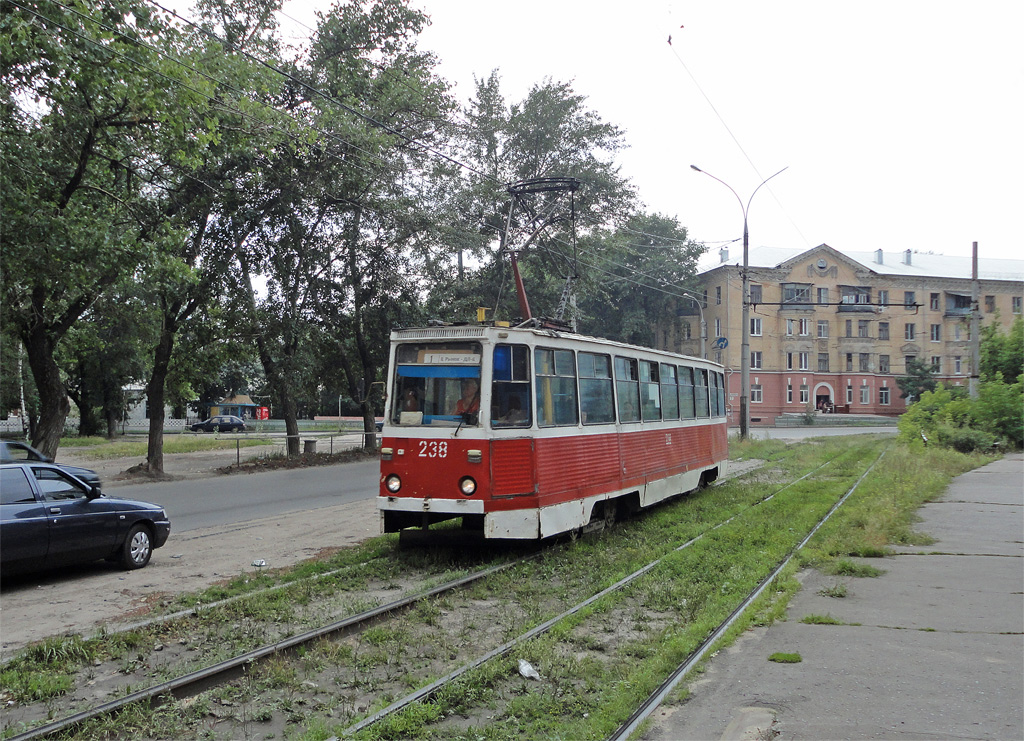
リペツク （リペツク市電）
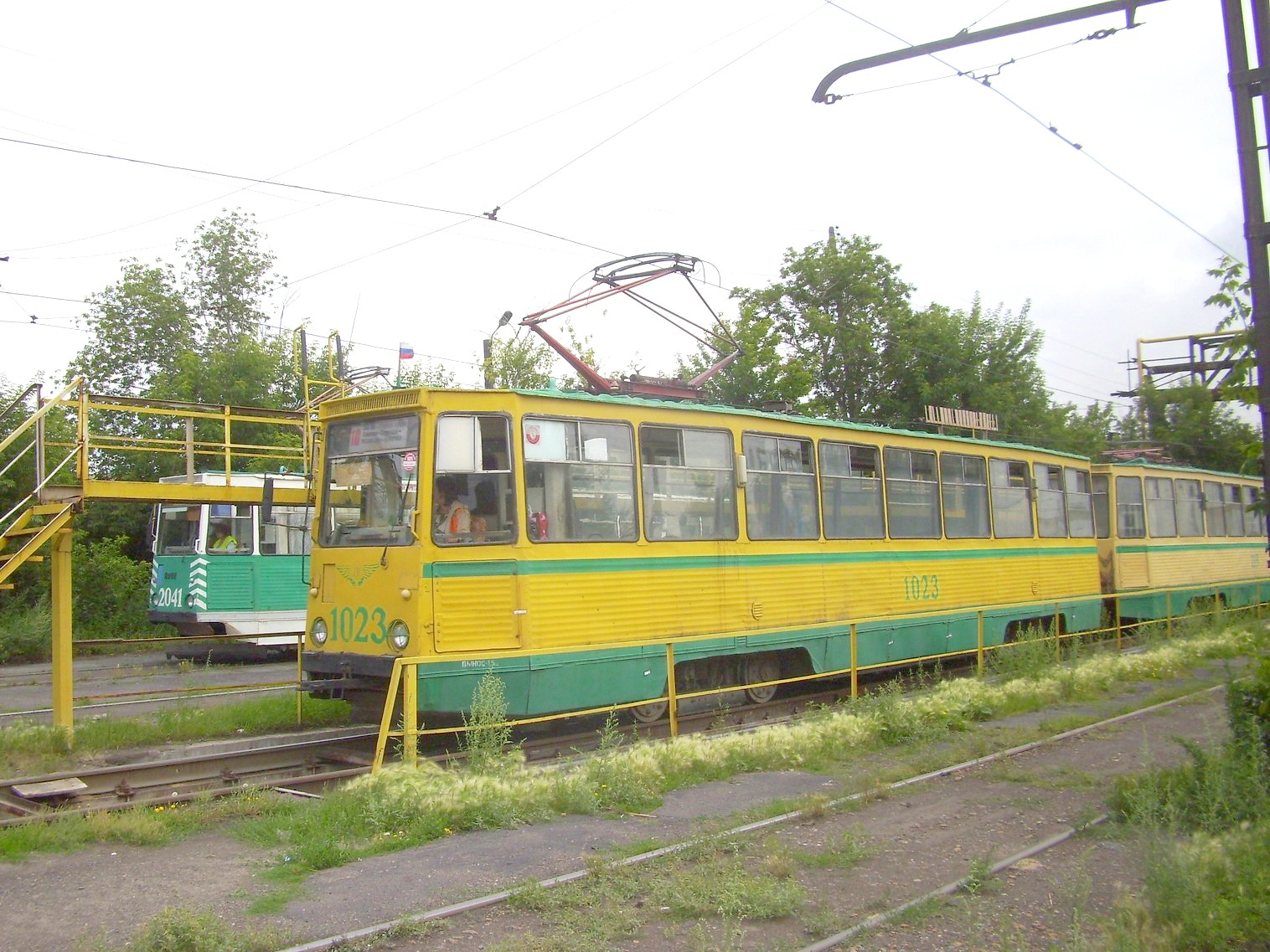
マグニトゴルスク （マグニトゴルスク市電）
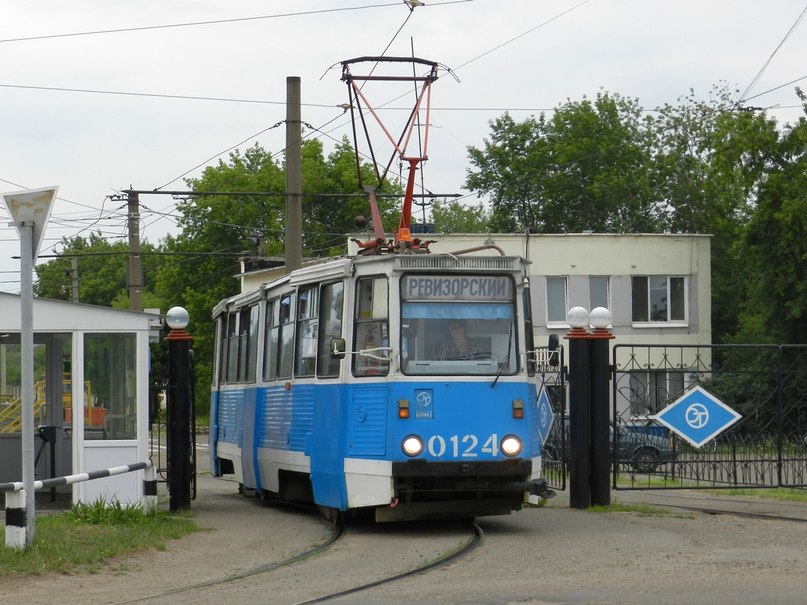
ナーベレジヌイェ・チェルヌイ （ナーベレジヌイェ・チェルヌイ市電）
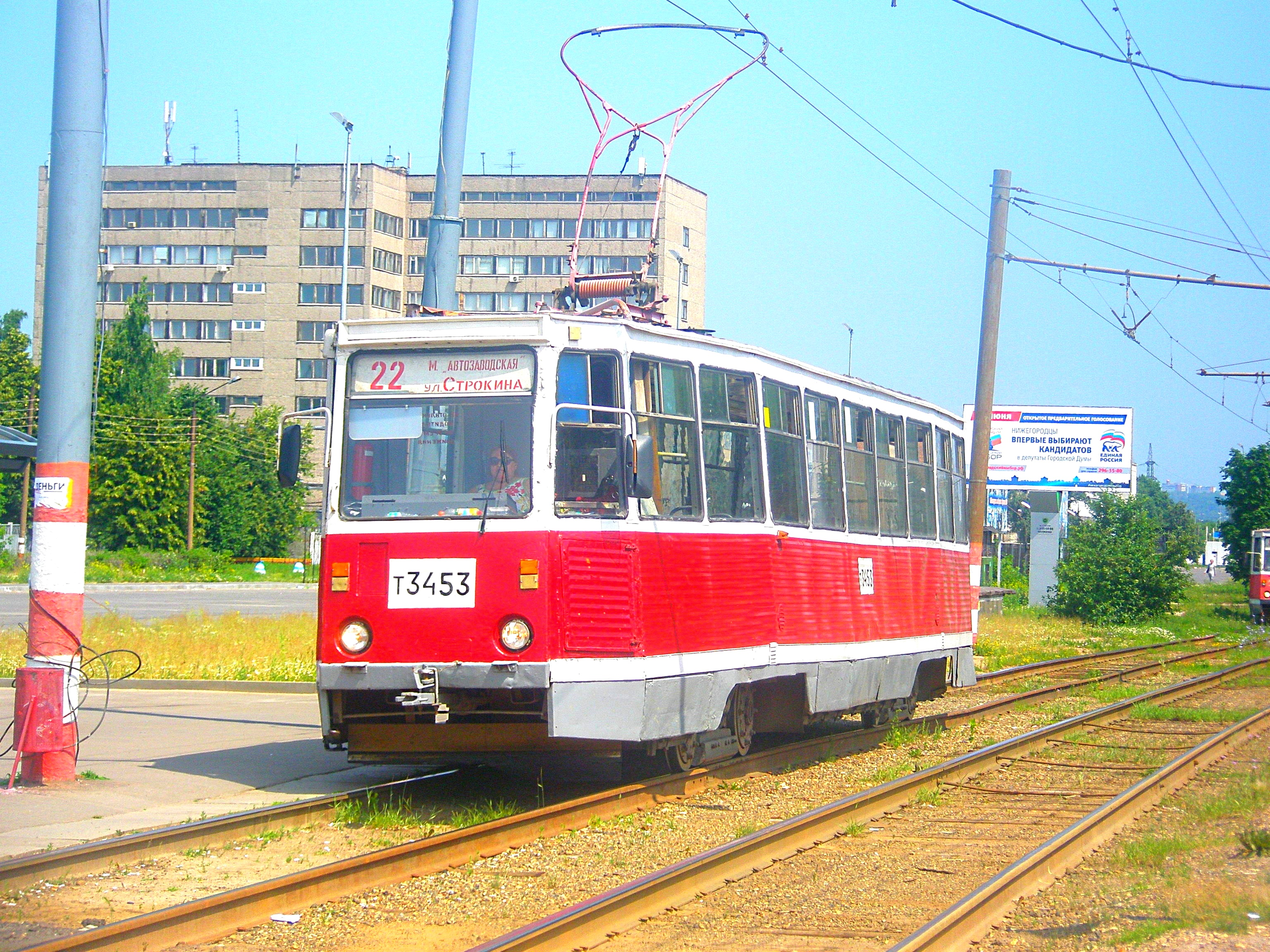
ニジニ・ノヴゴロド （ニジニ・ノヴゴロド市電）
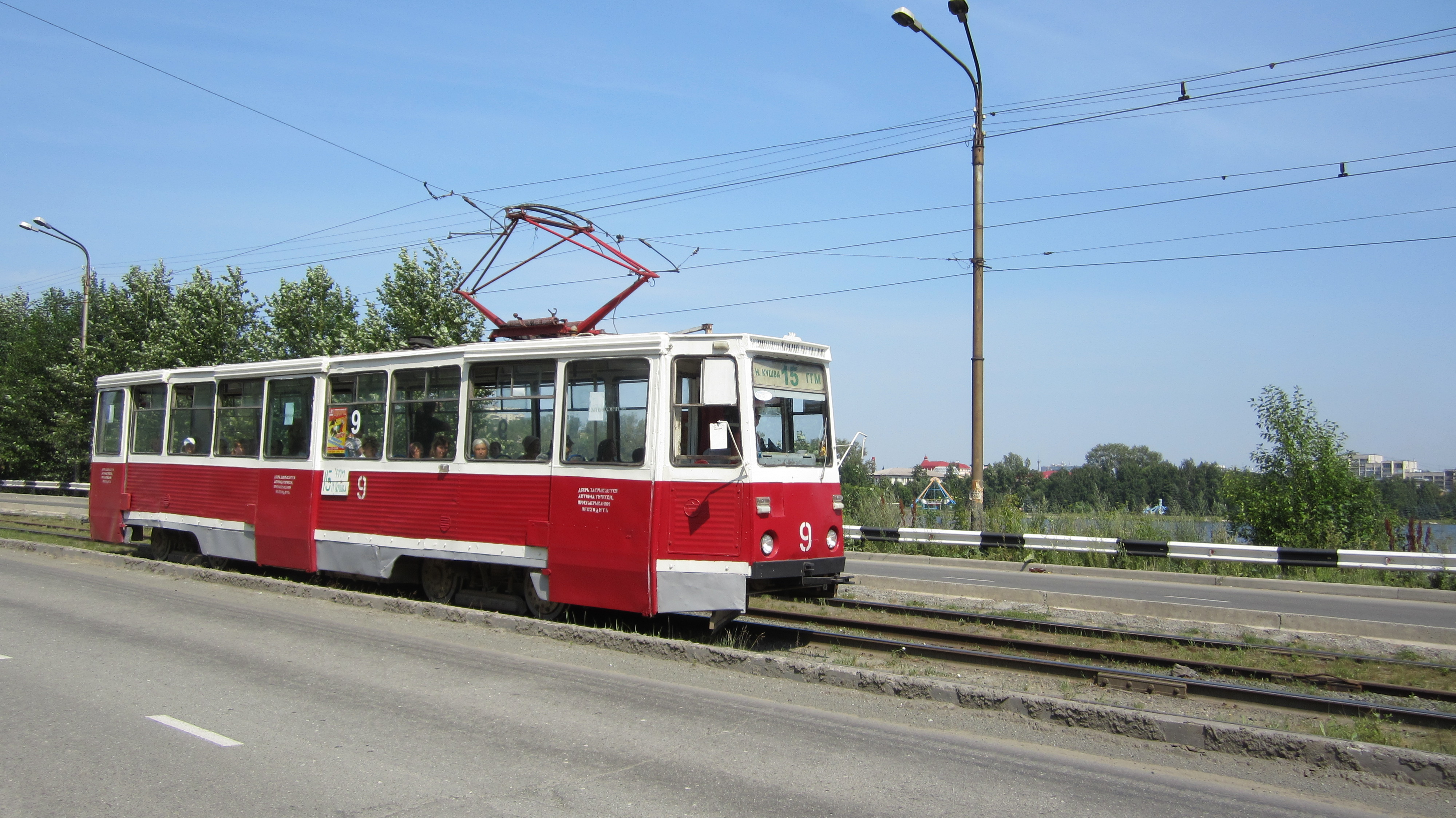
ニジニ・タギル （ニジニ・タギル市電）
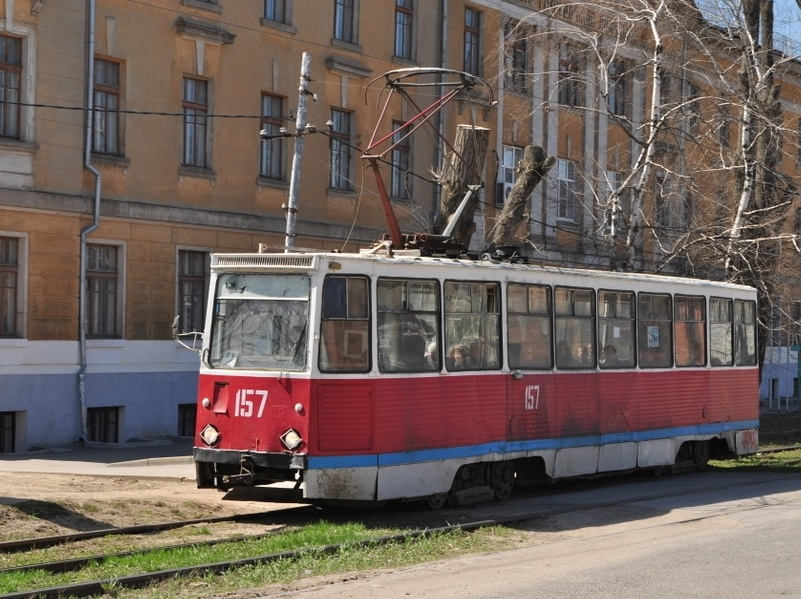
ノヴォチェルカッスク （ノヴォチェルカッスク市電）
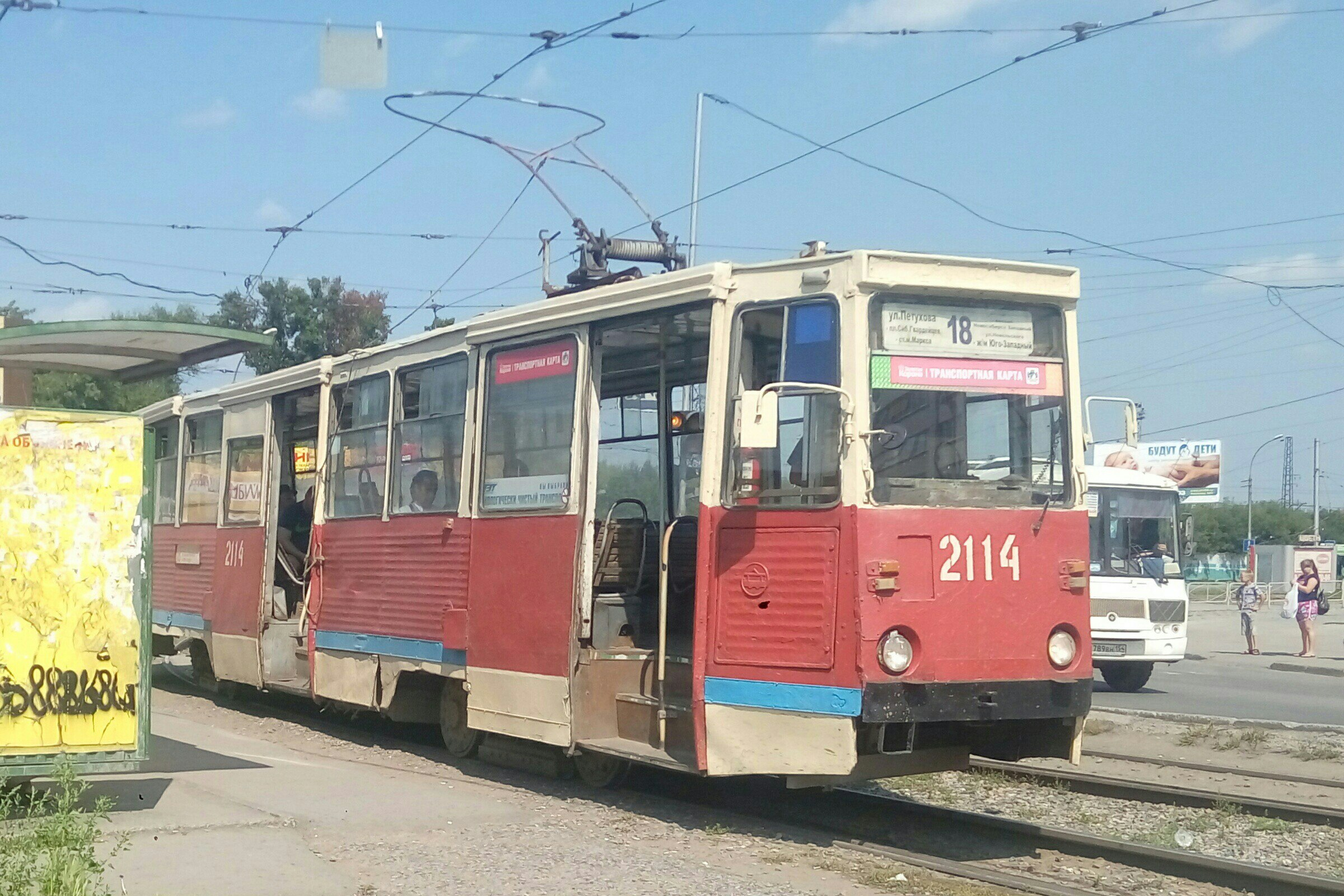
ノヴォシビルスク （ノヴォシビルスク市電）
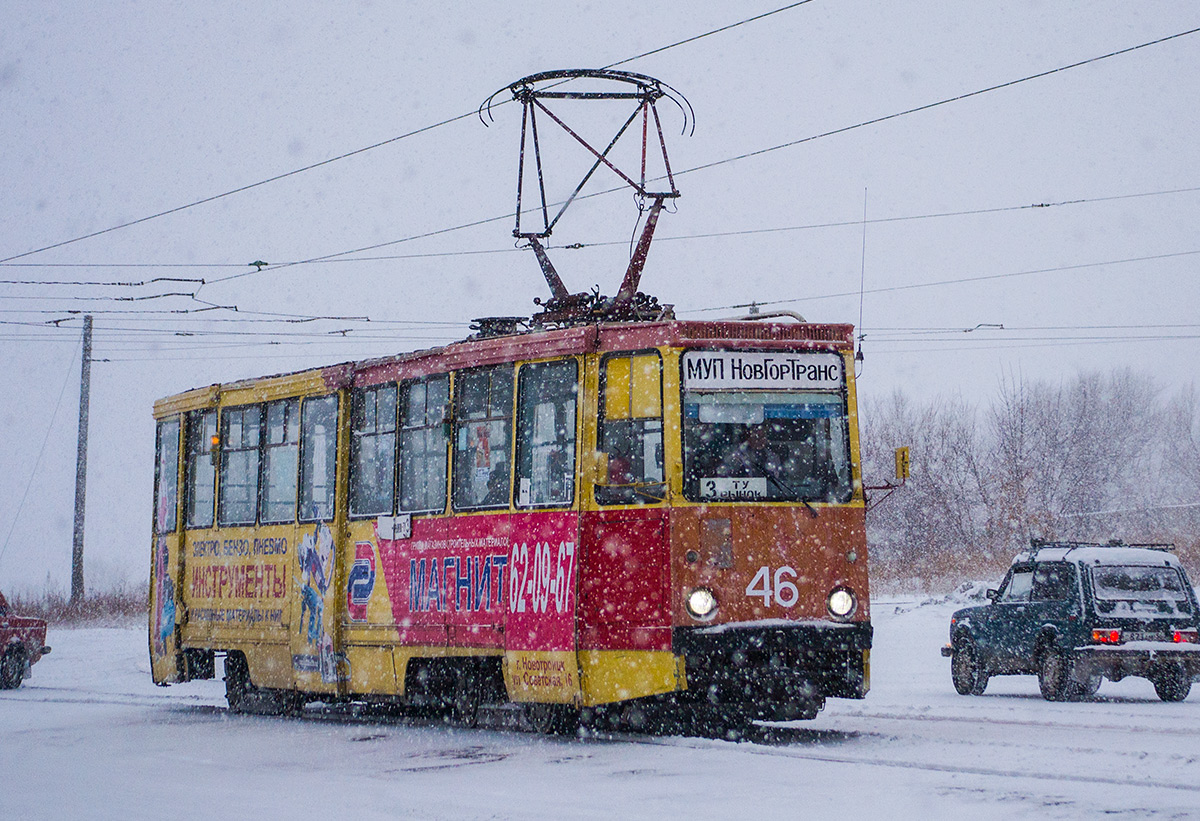
ノヴォトロイツク（英語版） （ノヴォトロイツク市電）
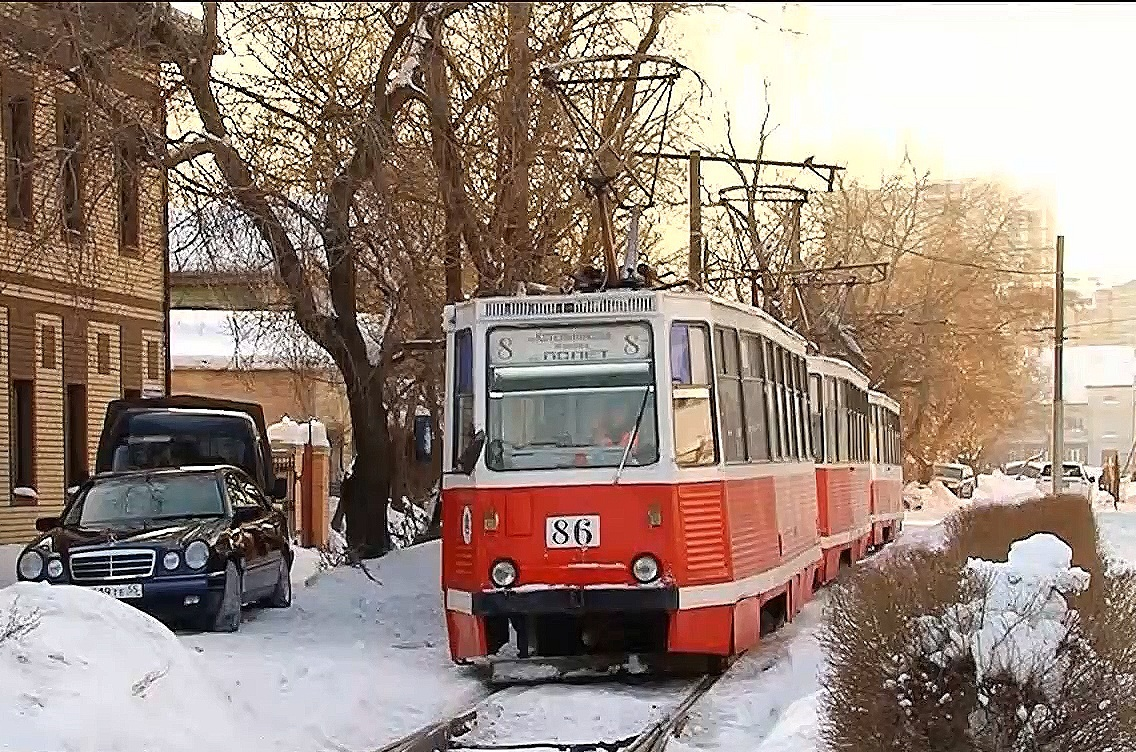
オムスク （オムスク市電）
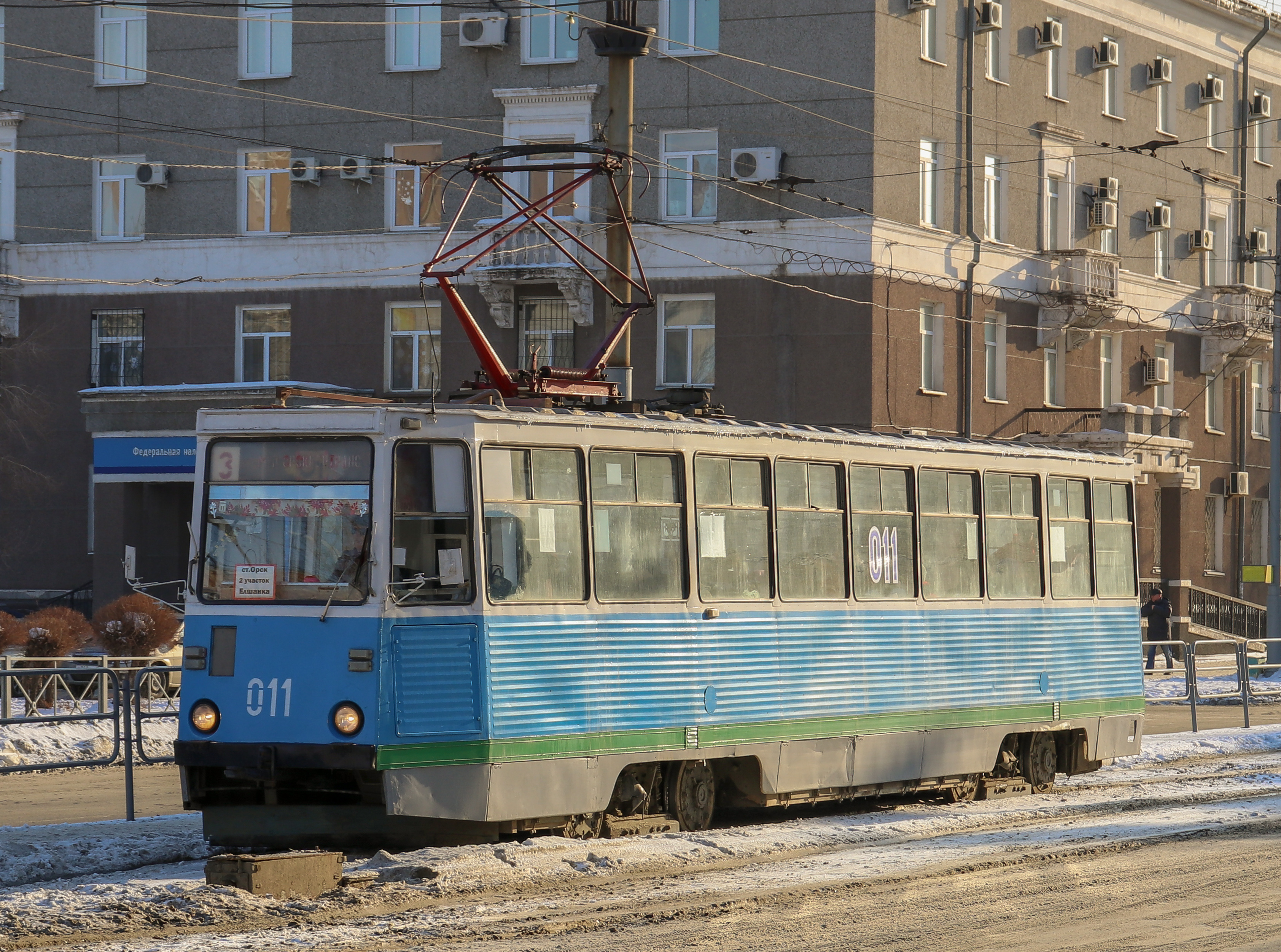
オルスク （オルスク市電）
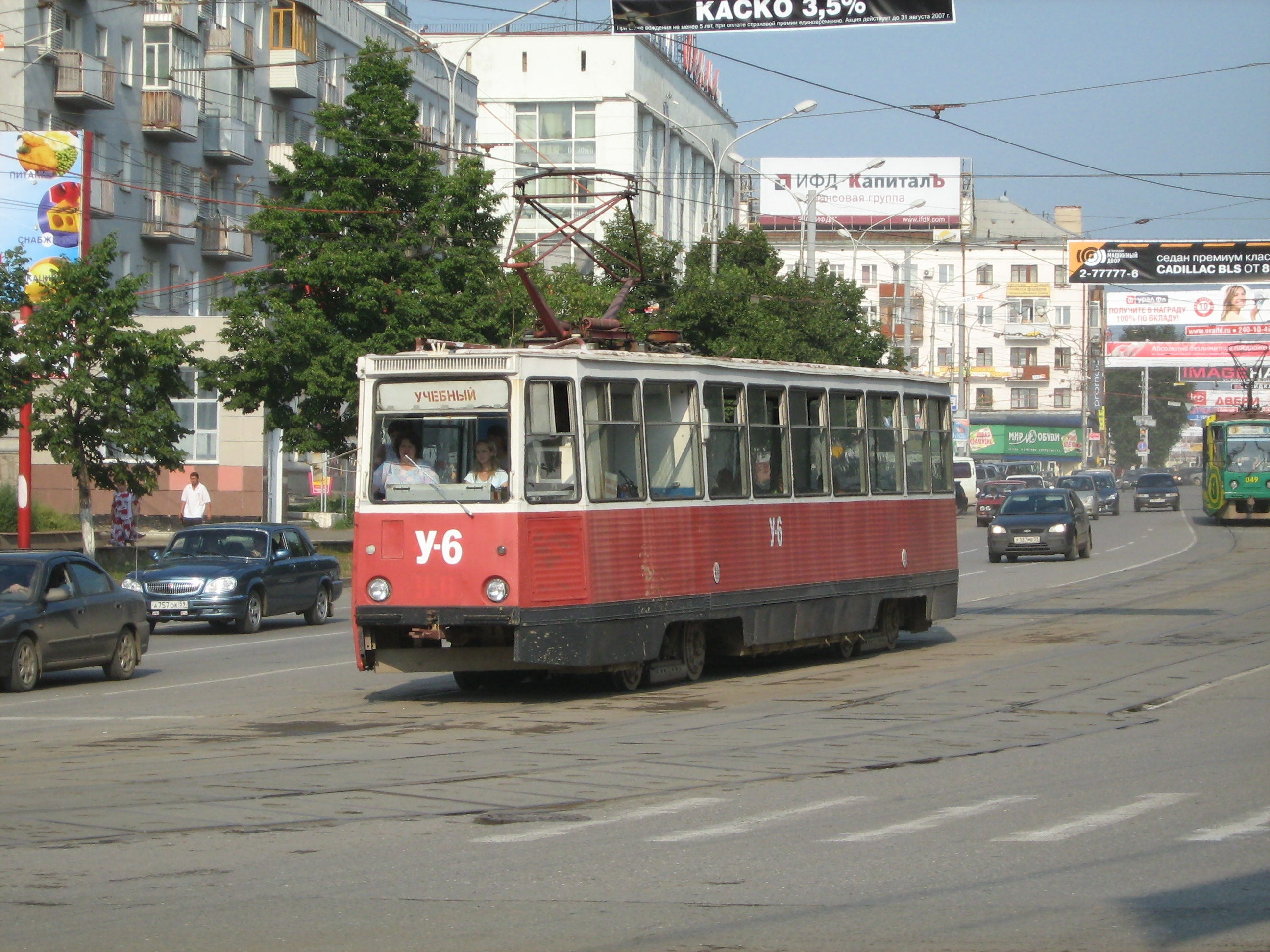
ペルミ （ペルミ市電）
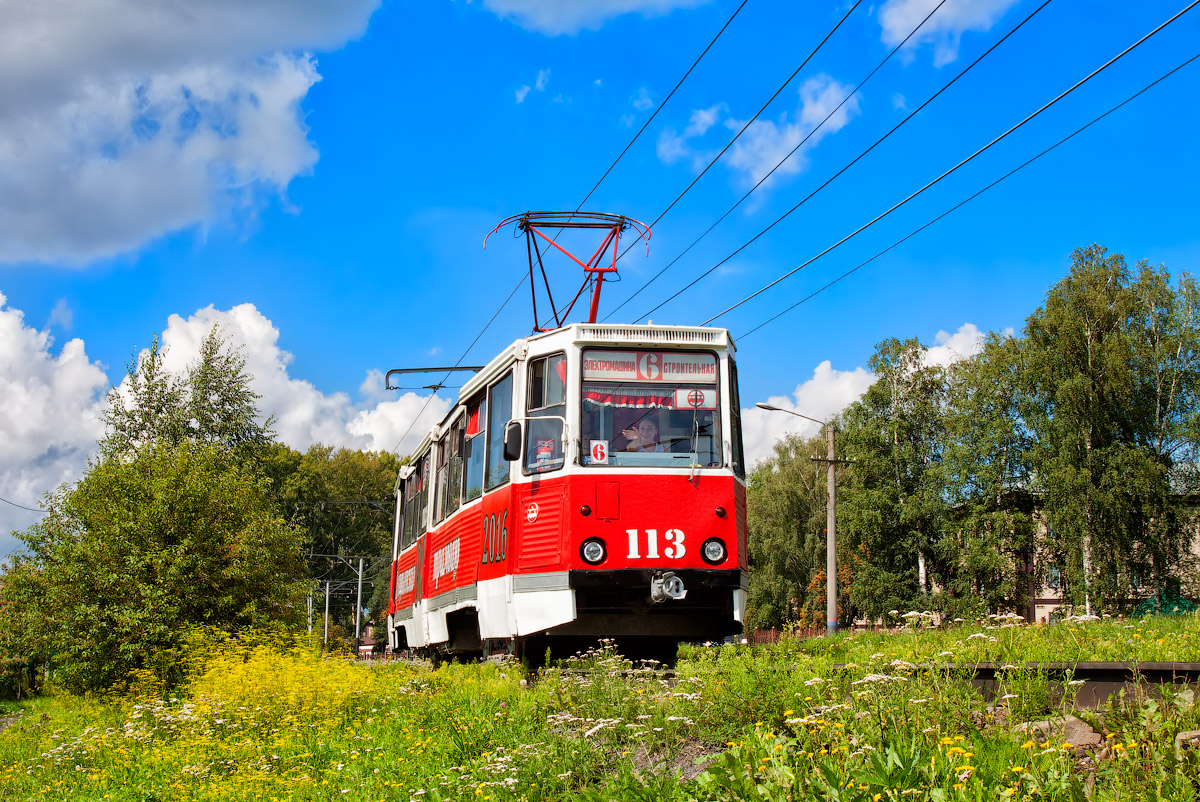
プロコピエフスク （プロコピエフスク市電）
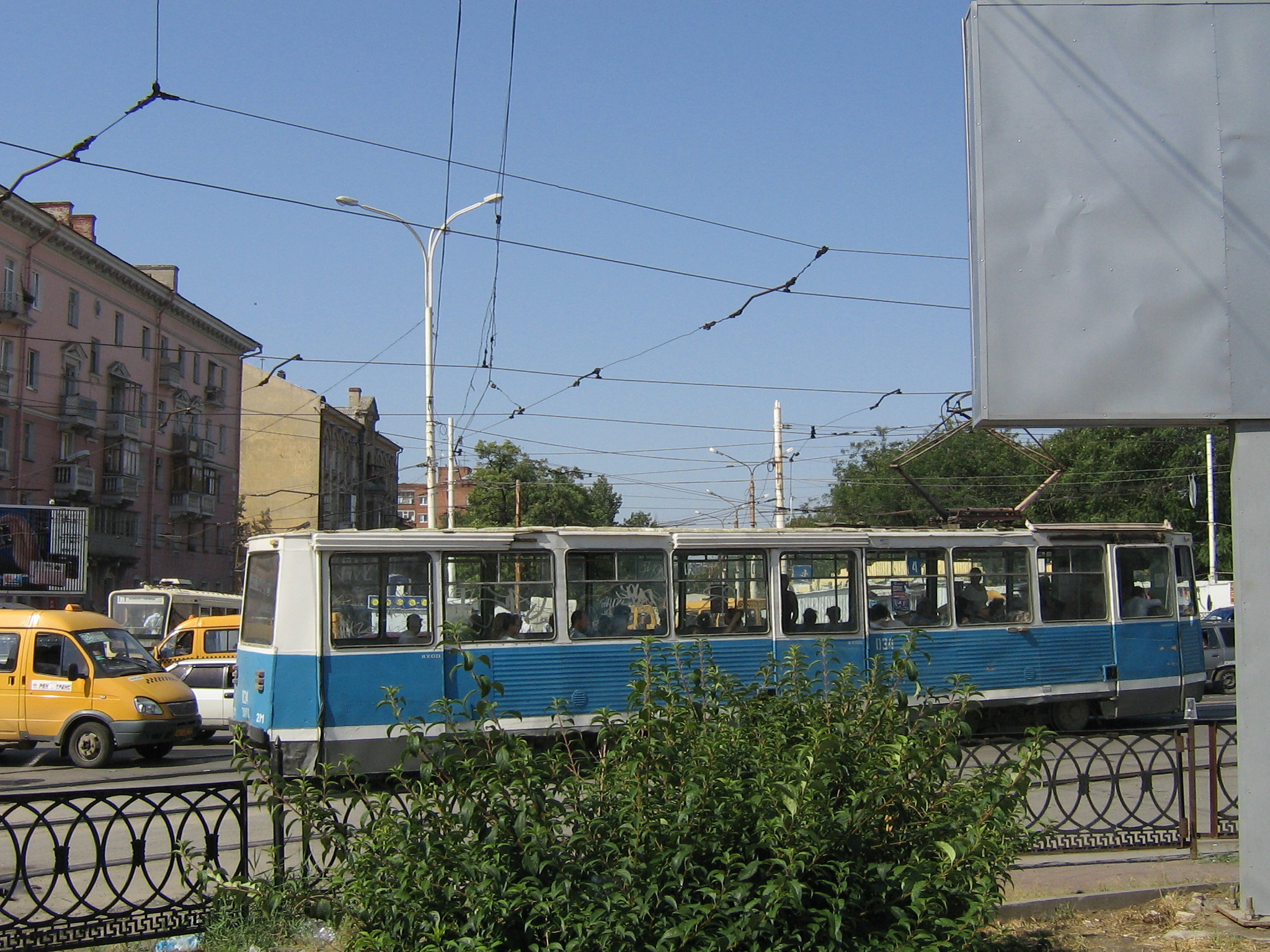
ロストフ・ナ・ドヌ （ロストフ・ナ・ドヌ市電）
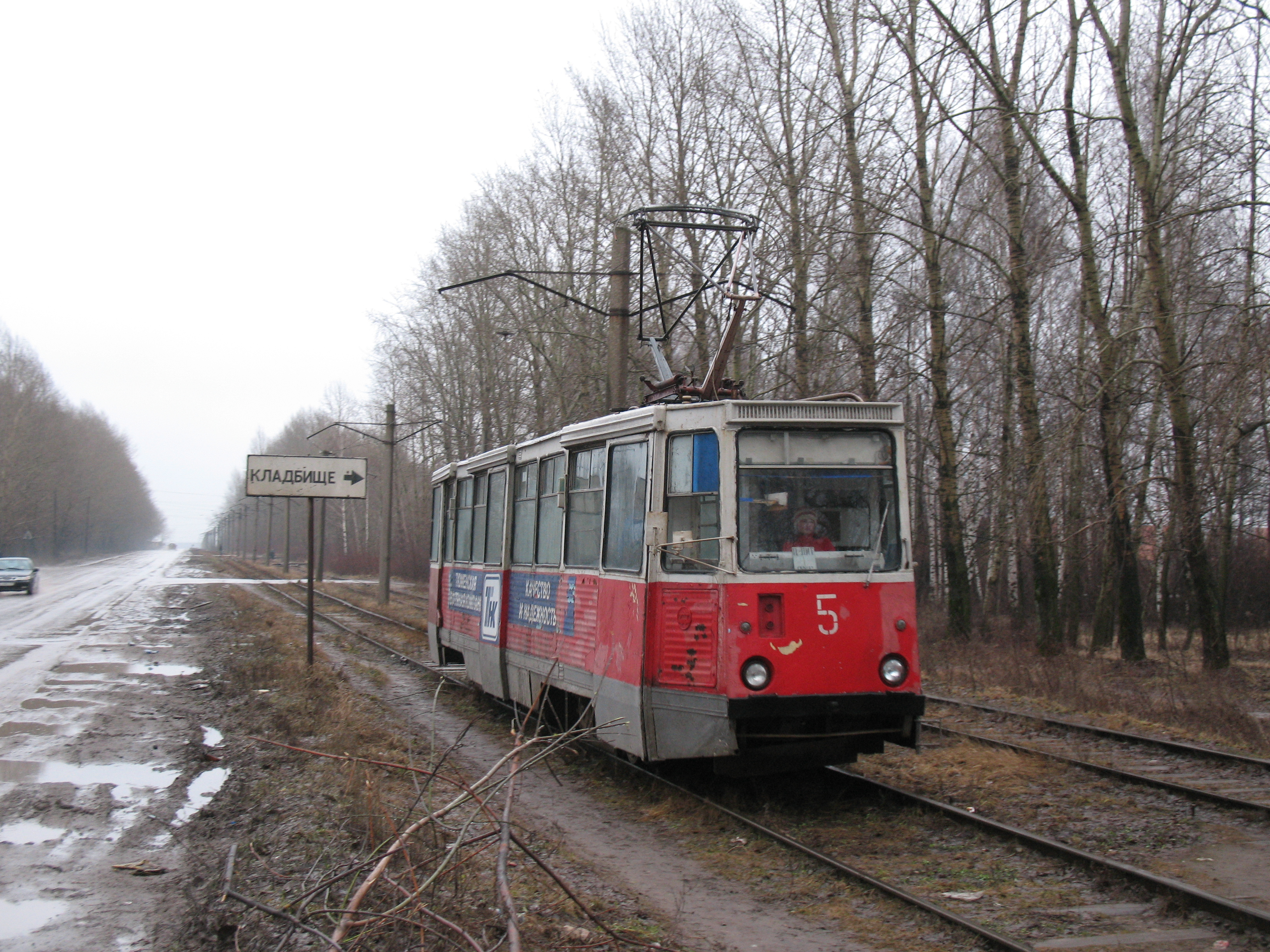
リャザン （リャザン市電）
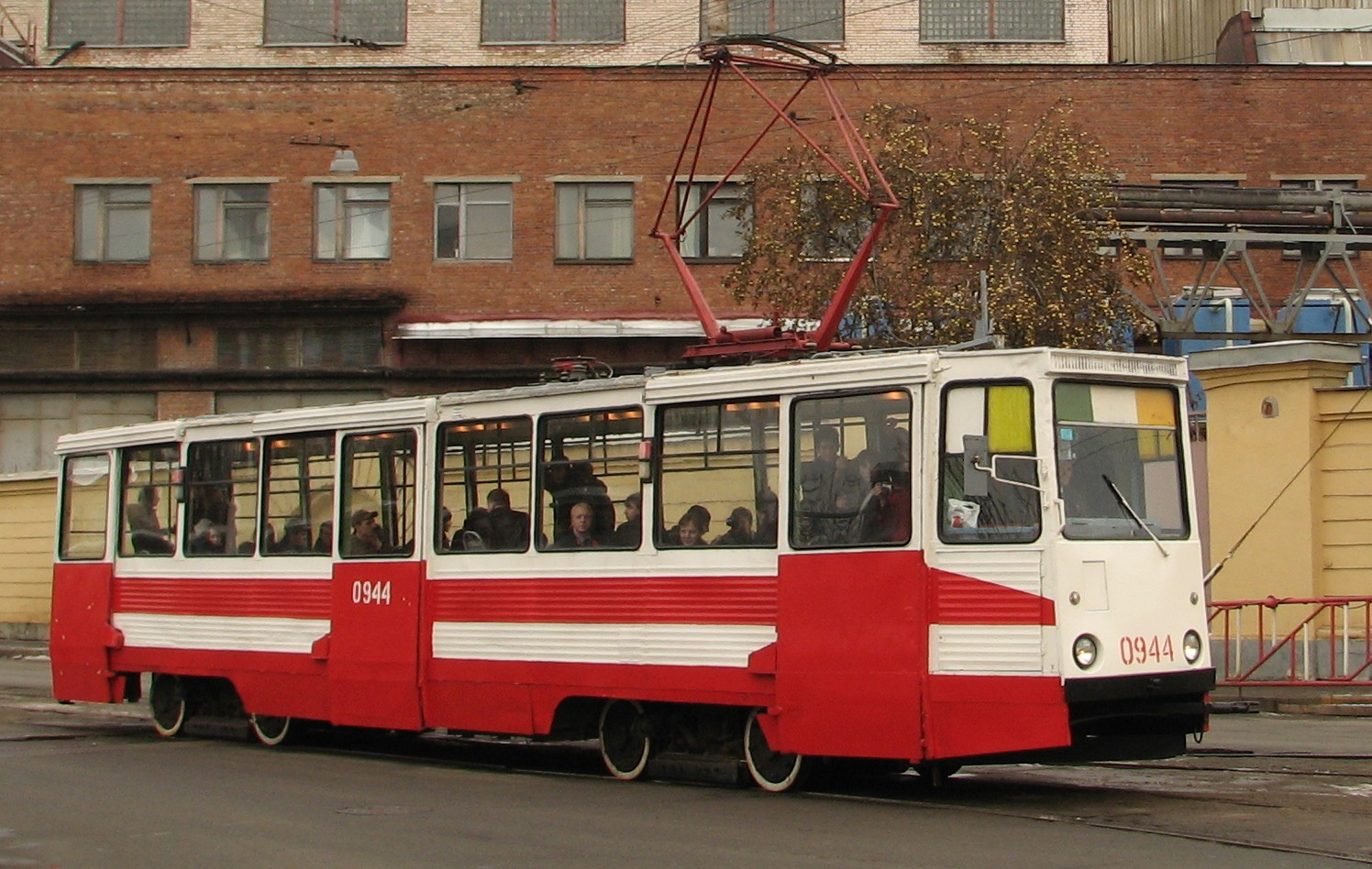
サンクトペテルブルク （サンクトペテルブルク市電）
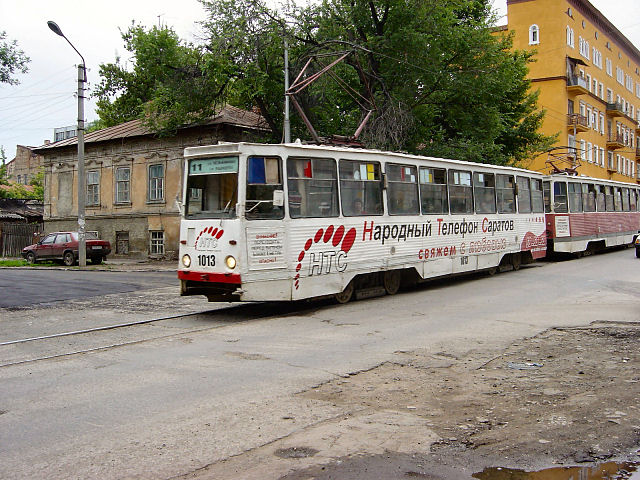
サラトフ （サラトフ市電）
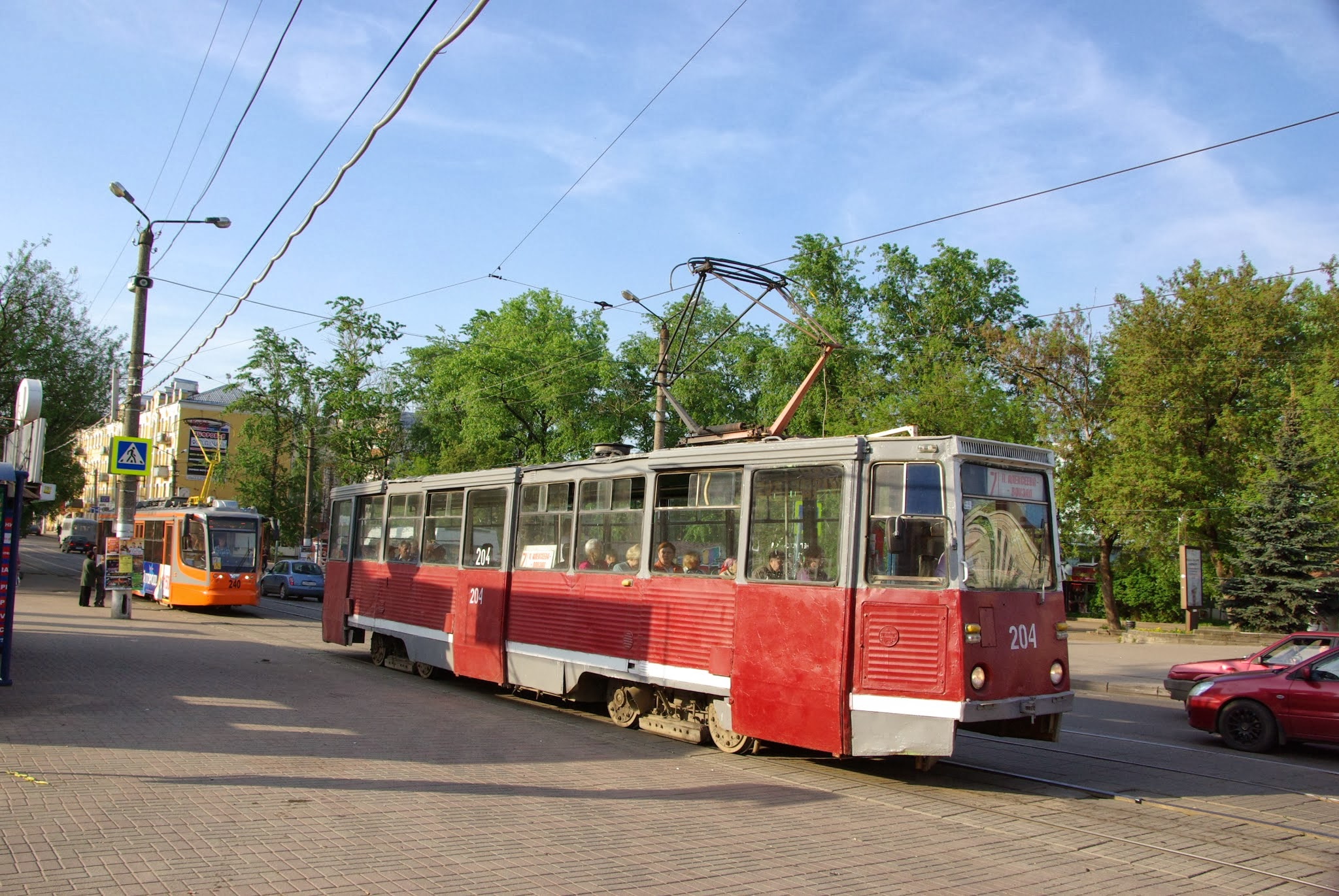
スモレンスク （スモレンスク市電）
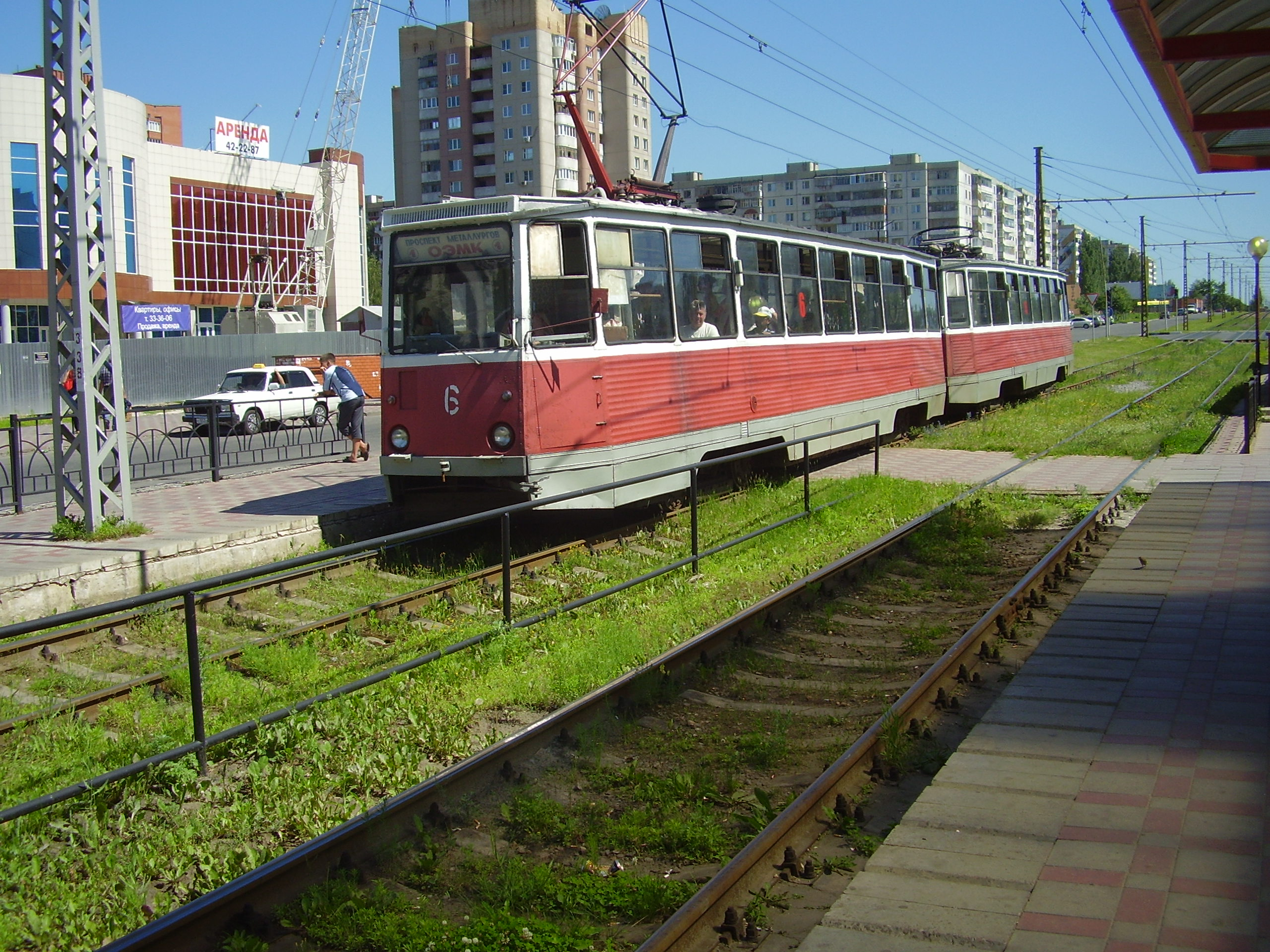
スタールイ・オスコル （スタールイ・オスコル市電）
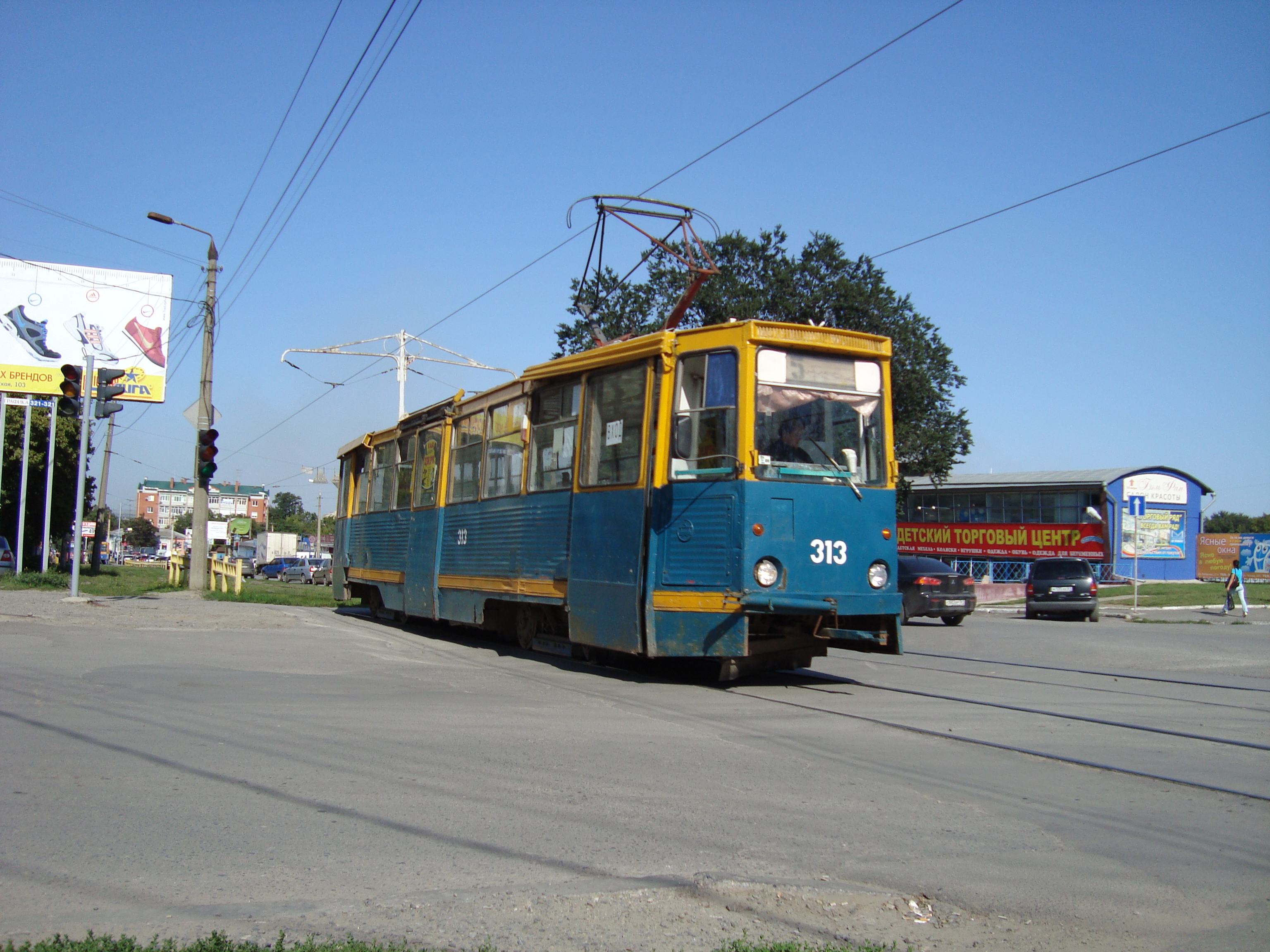
タガンログ （タガンログ市電）
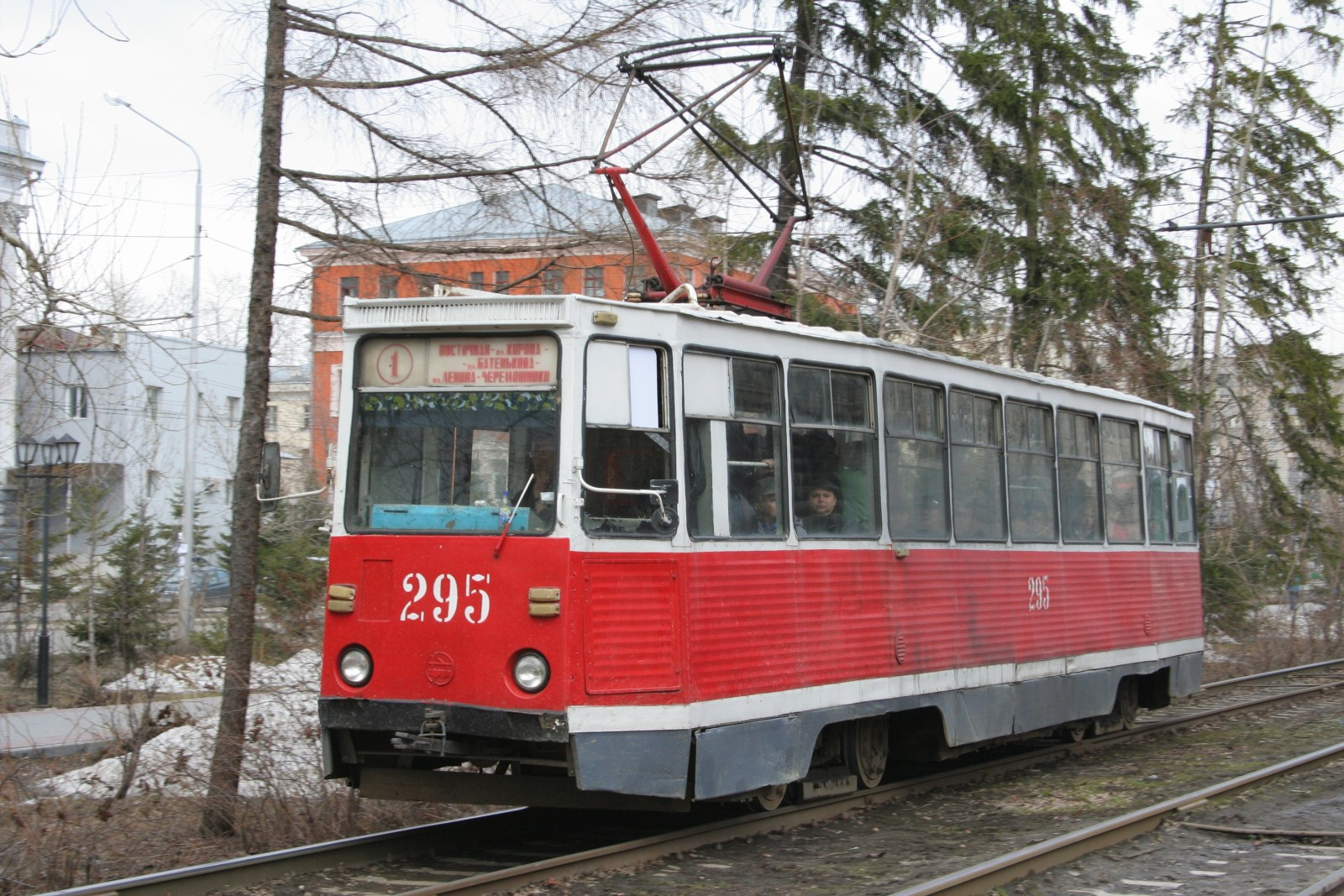
トムスク （トムスク市電）
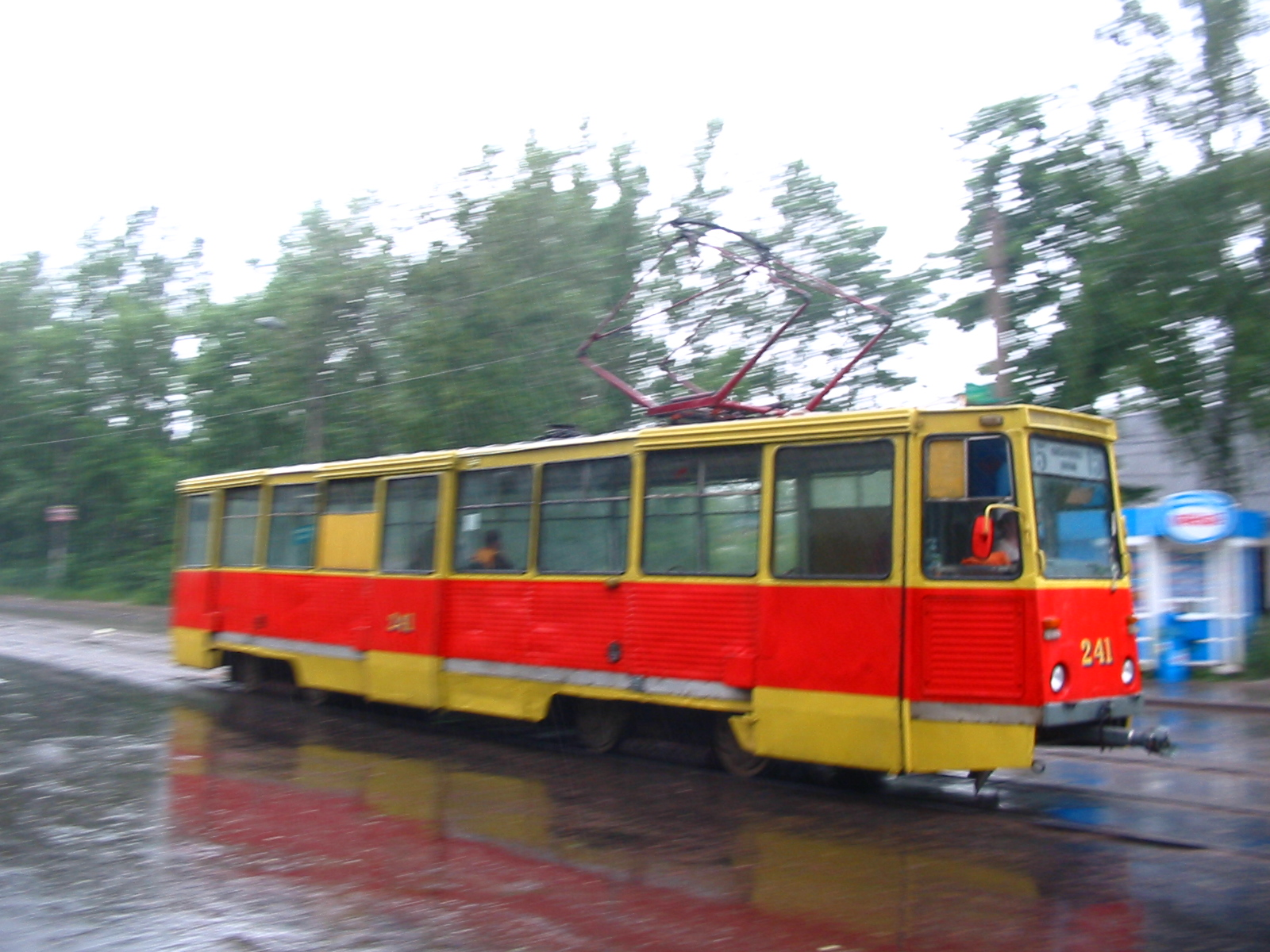
トヴェリ （トヴェリ市電）
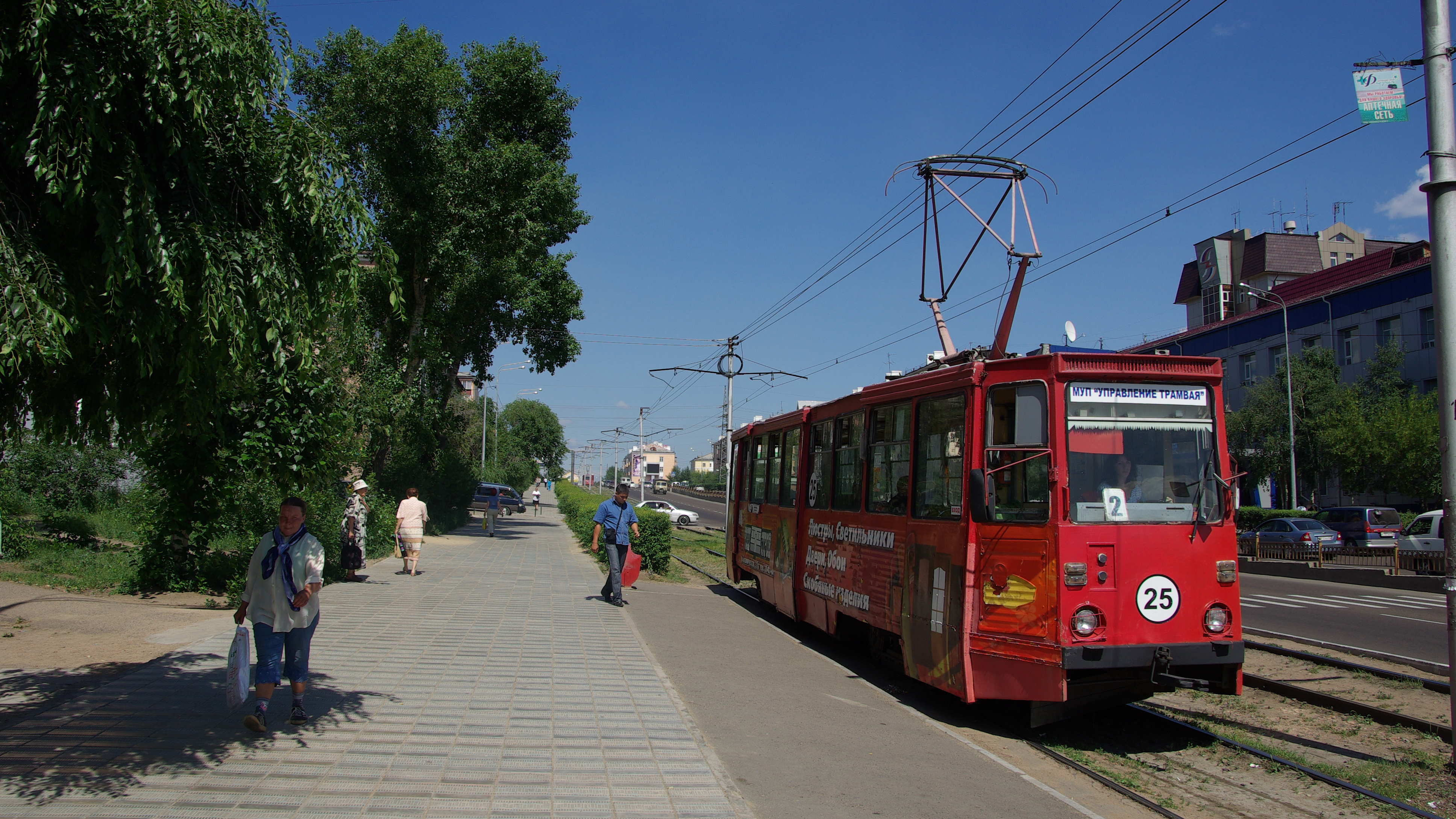
ウラン・ウデ （ウラン・ウデ市電）
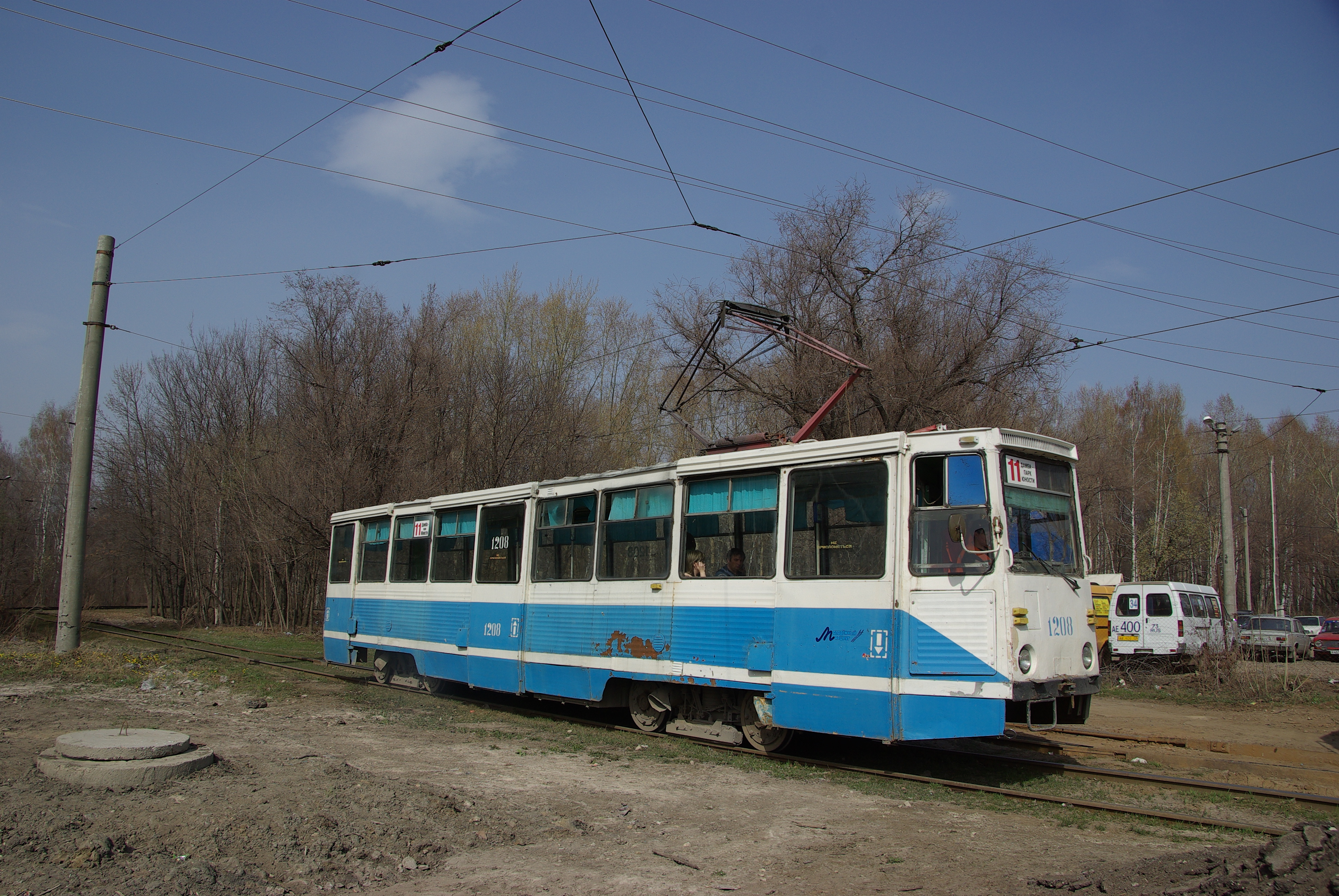
ウリヤノフスク （ウリヤノフスク市電）
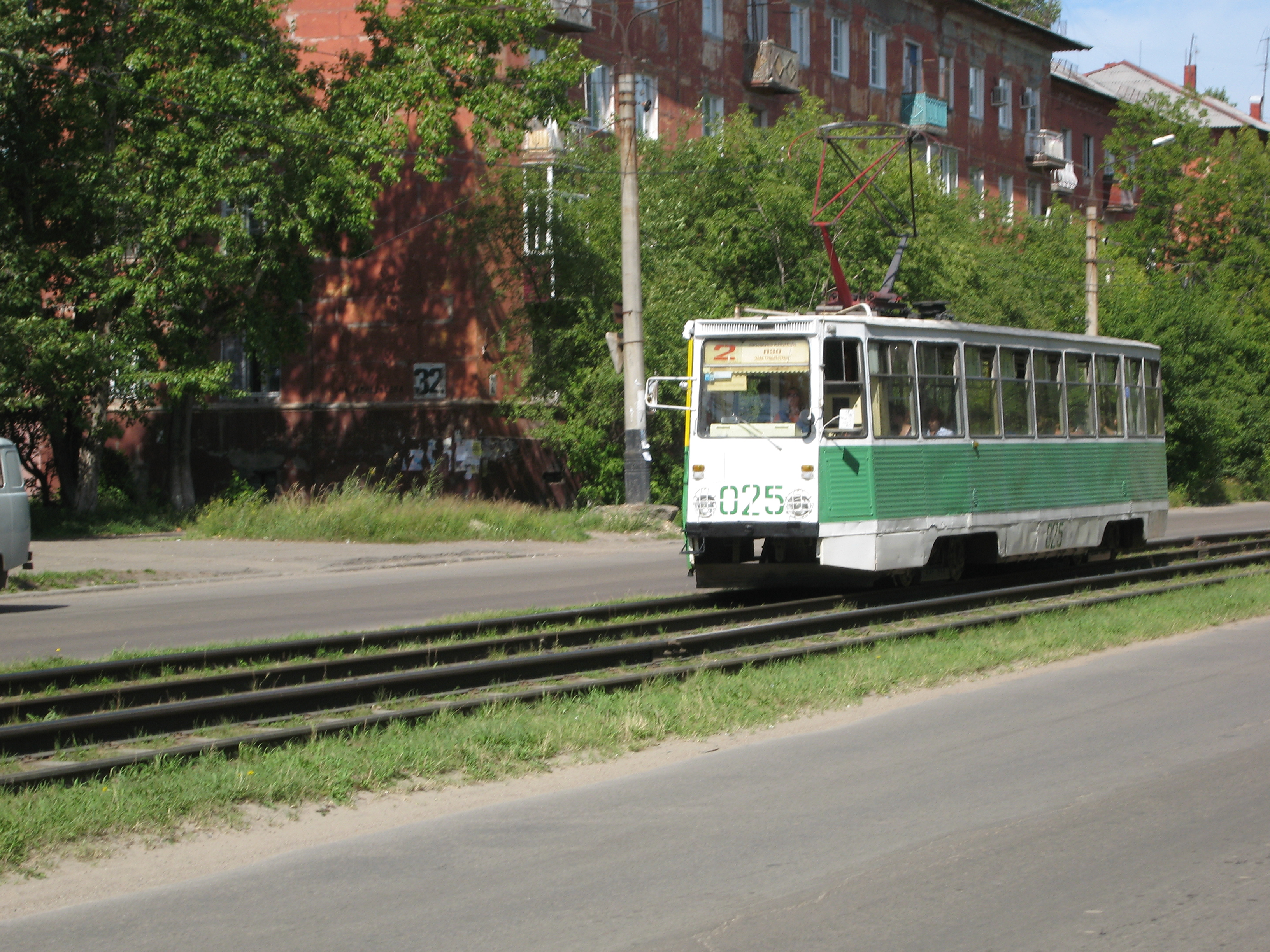
ウソリエ・シビリスコエ（英語版） （ウソリエ・シビリスコエ市電）
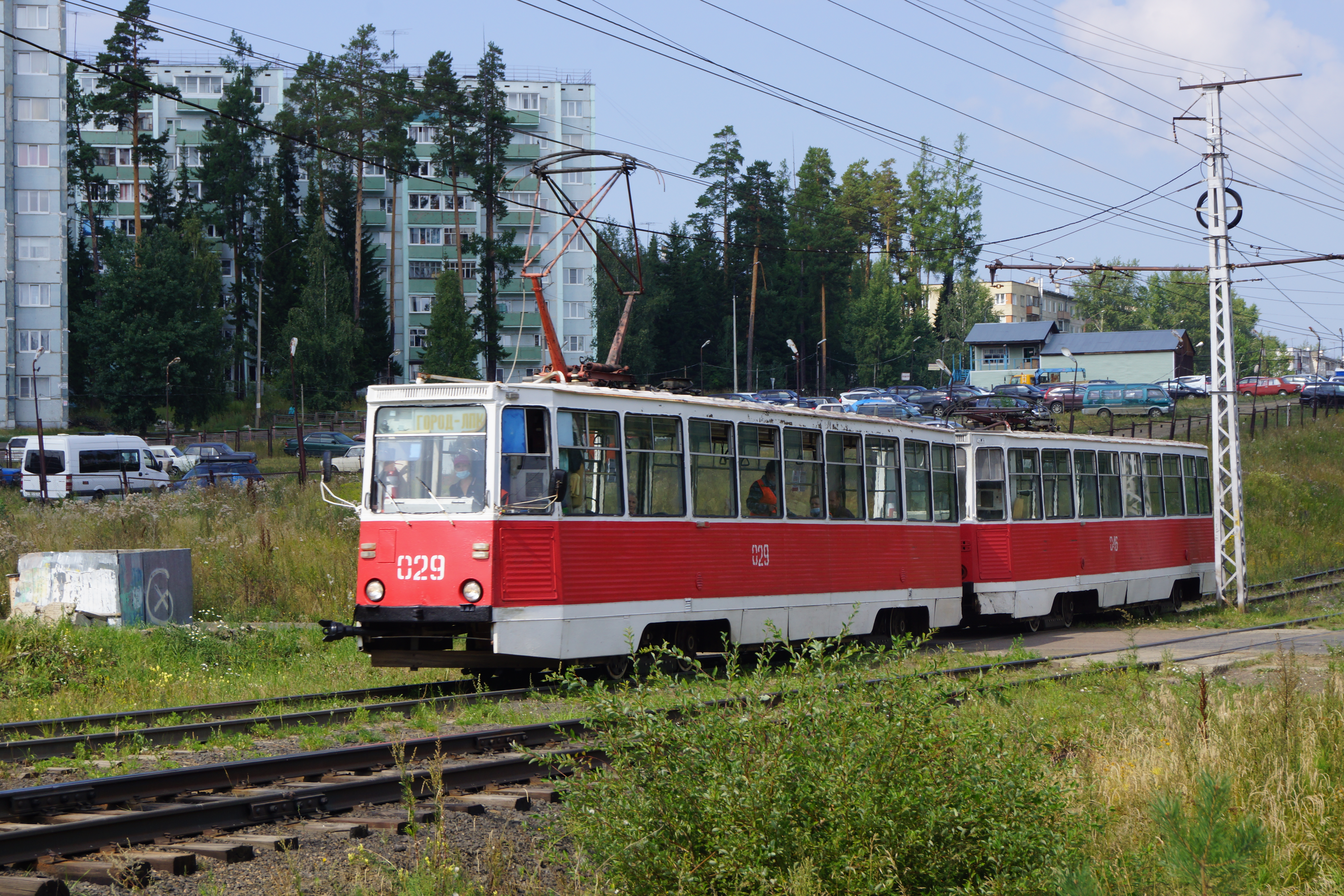
ウスチ＝イリムスク （ウスチ＝イリムスク市電）
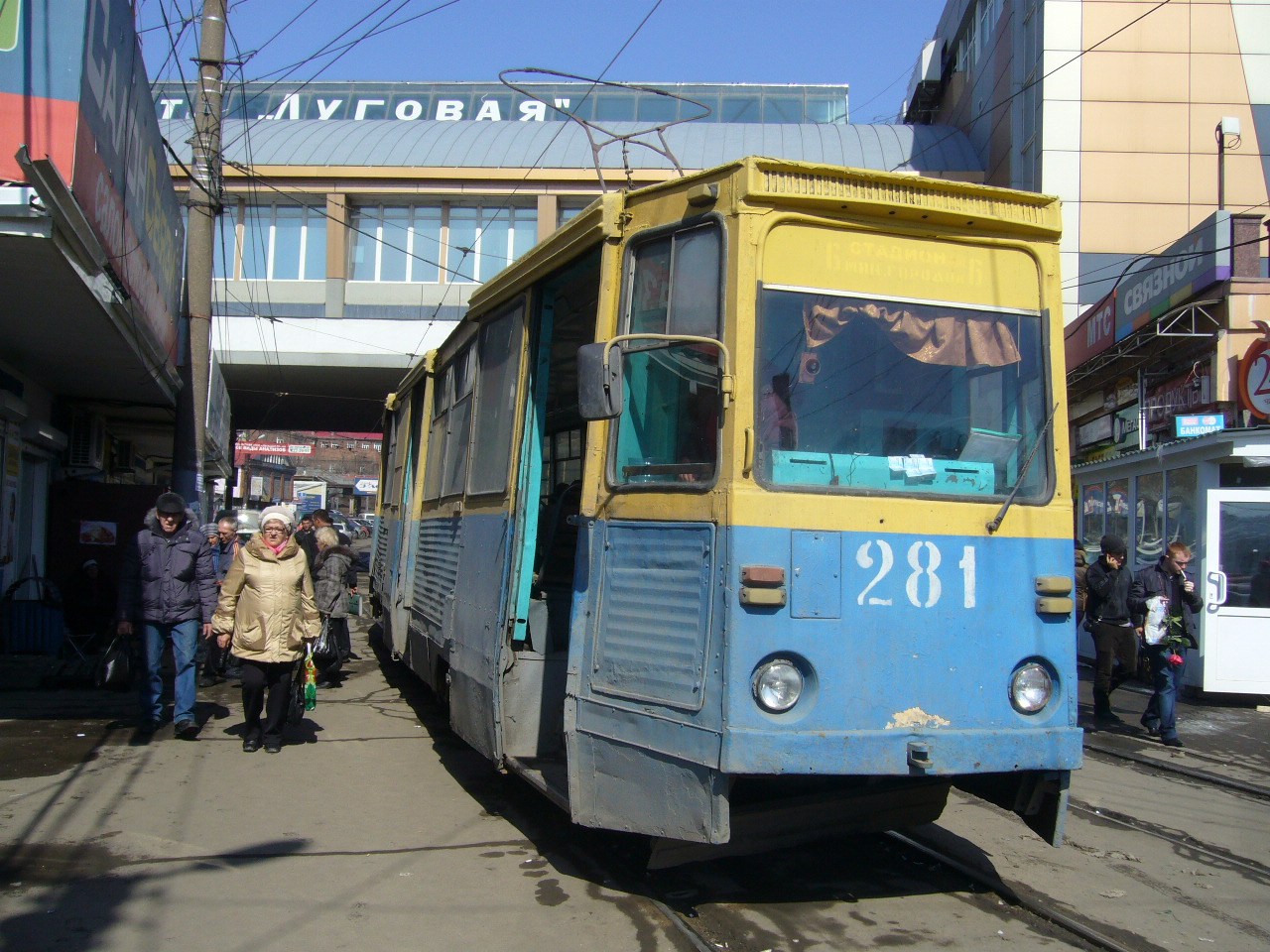
ウラジオストク （ウラジオストク市電）
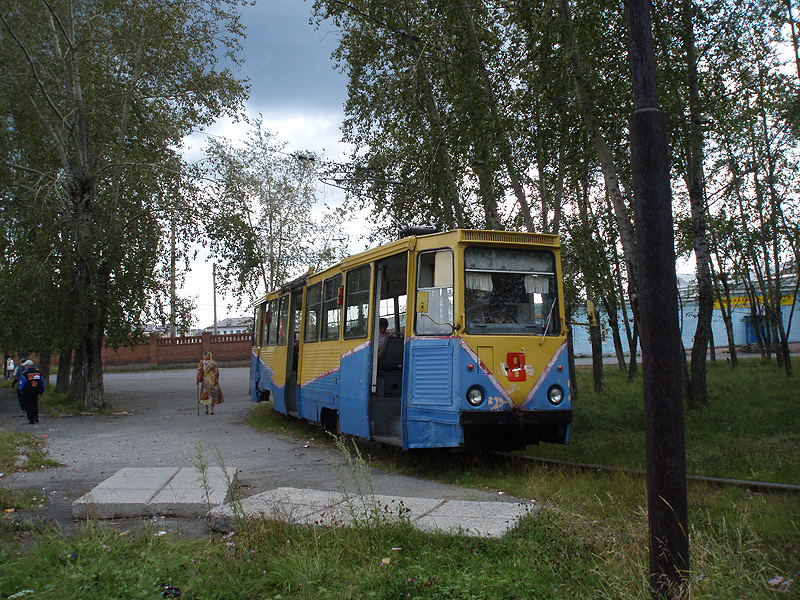
ヴォルチャンスク（英語版） （ヴォルチャンスク市電）
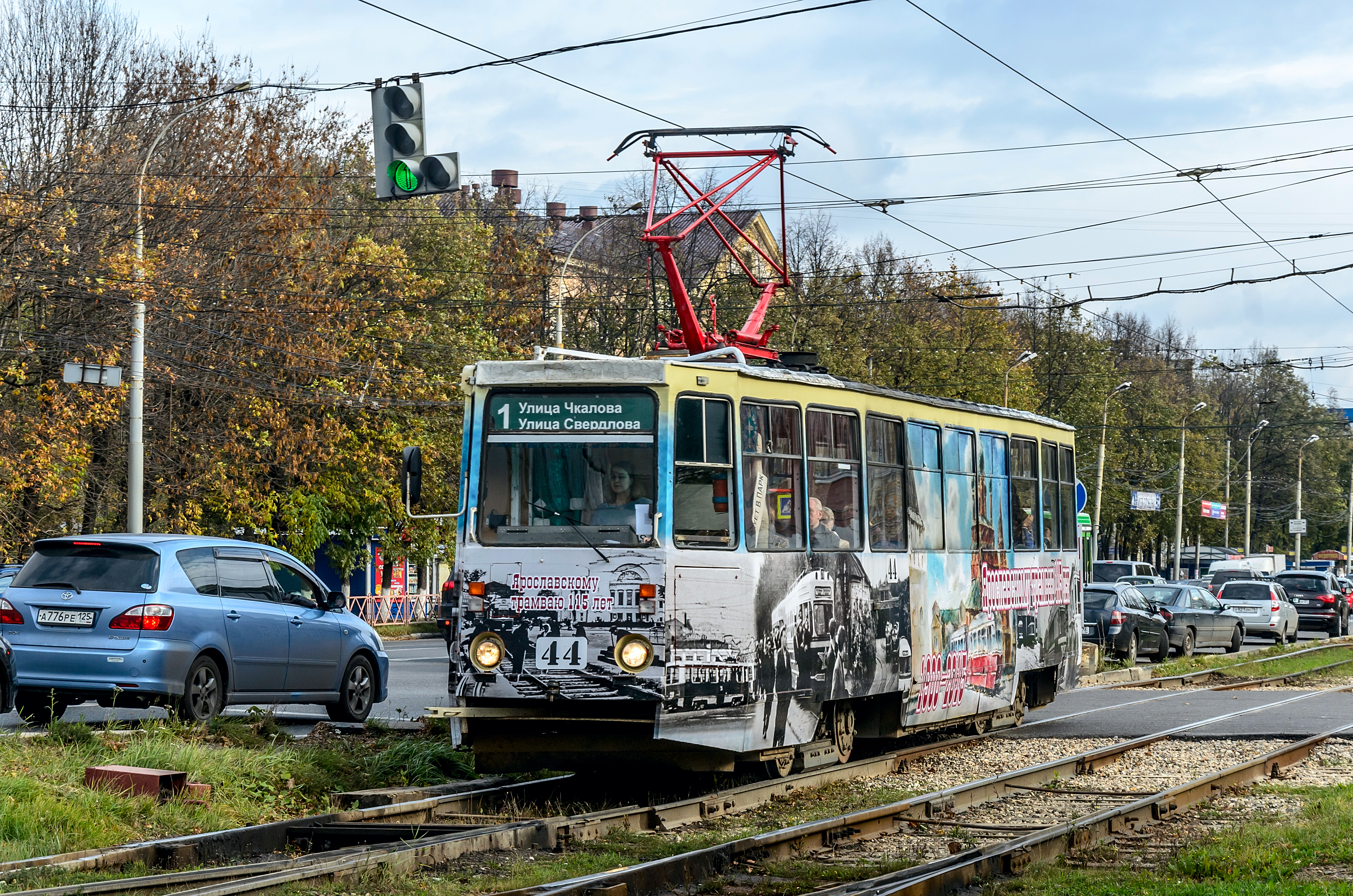
ヤロスラヴリ （ヤロスラヴリ市電）

### ウクライナ

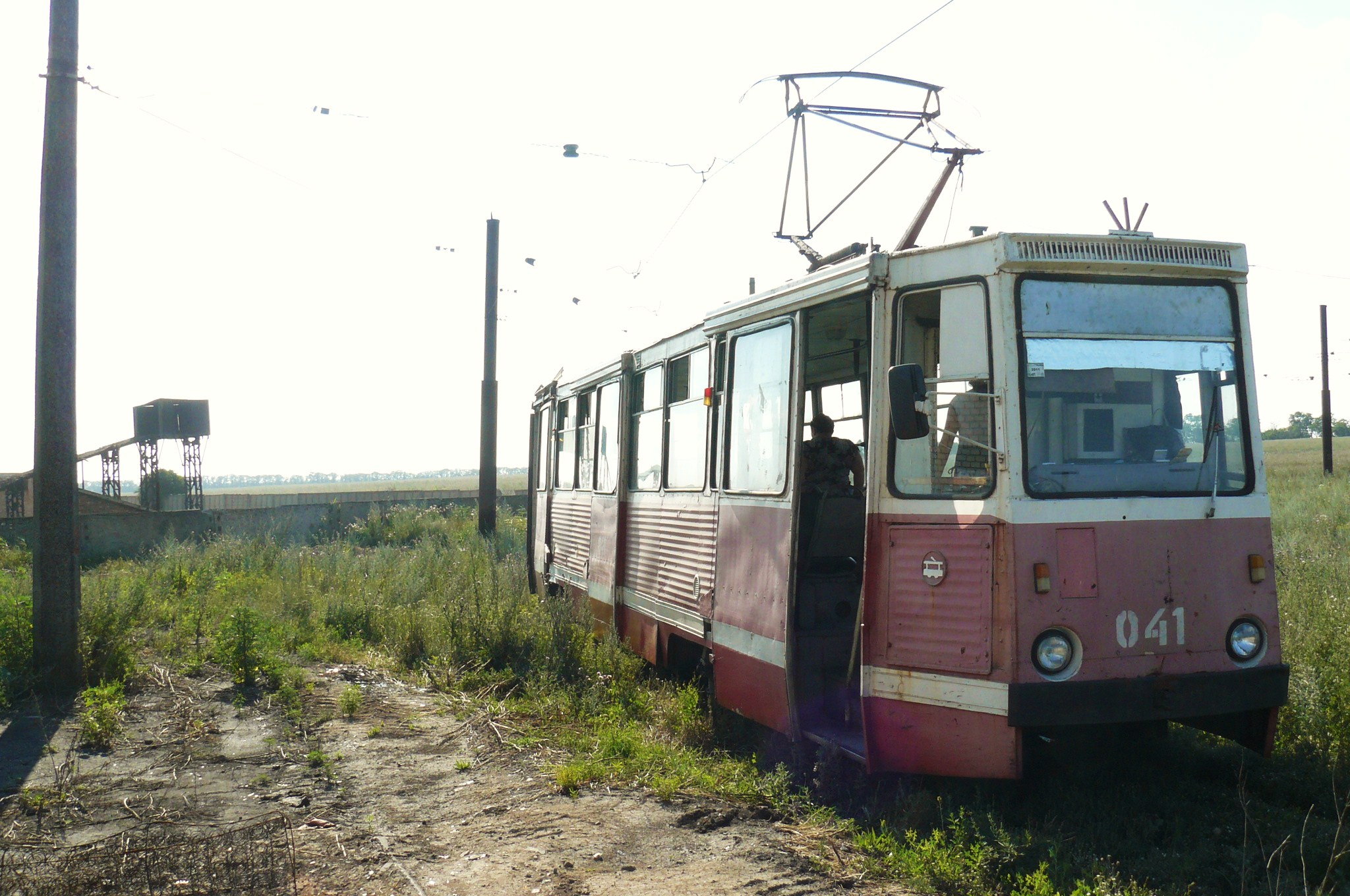
アウディーイウカ （アウディーイウカ市電）
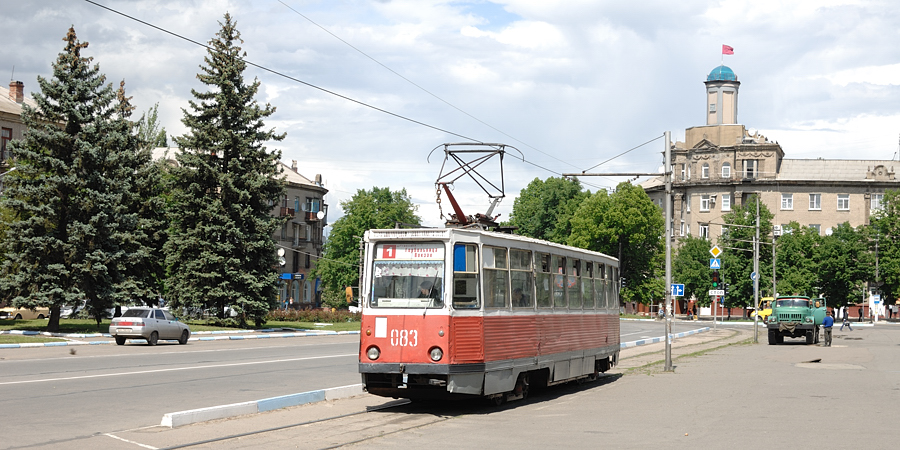
ドルジュキーウカ （ドルジュキーウカ市電）
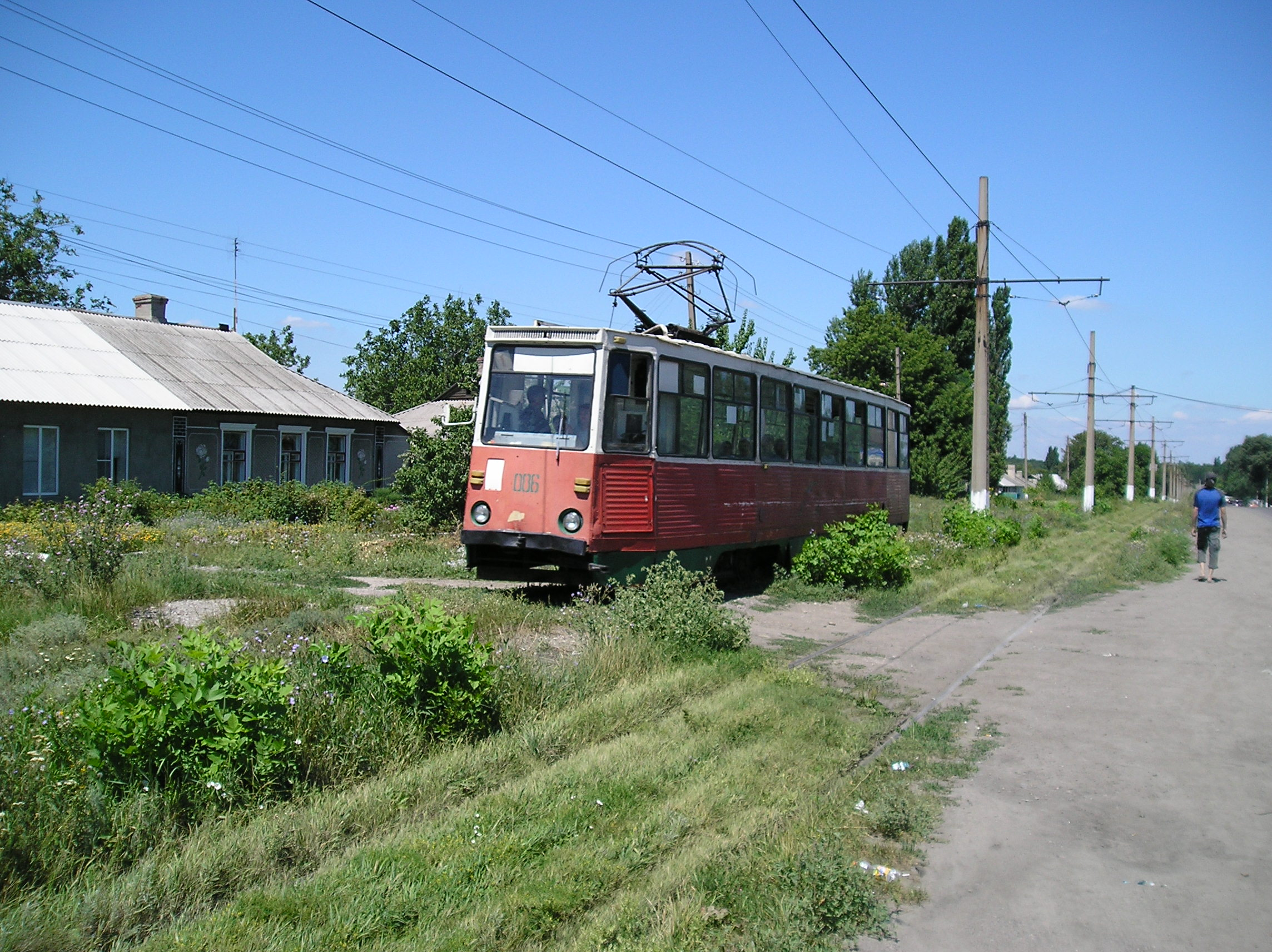
スタハーノフ（現：カディエフカ） （スタハーノフ市電）
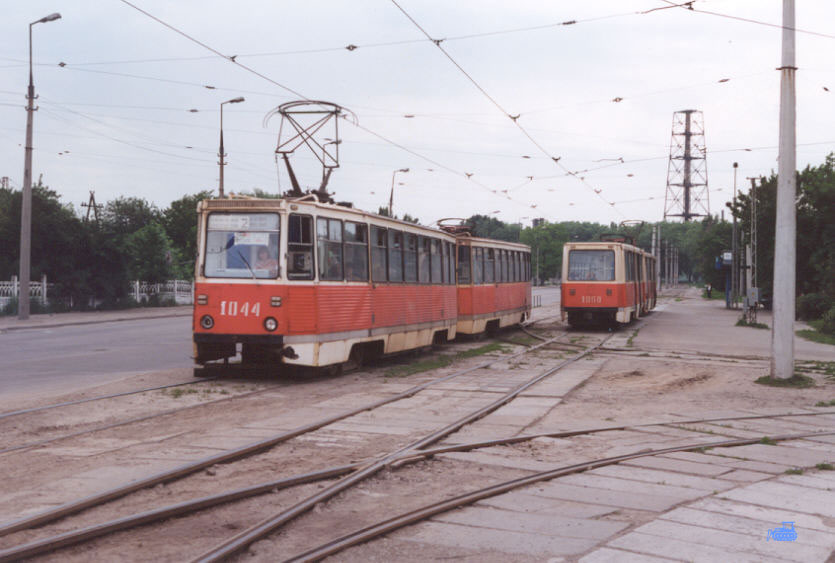
カーミヤンシケ （カーミヤンシケ市電）
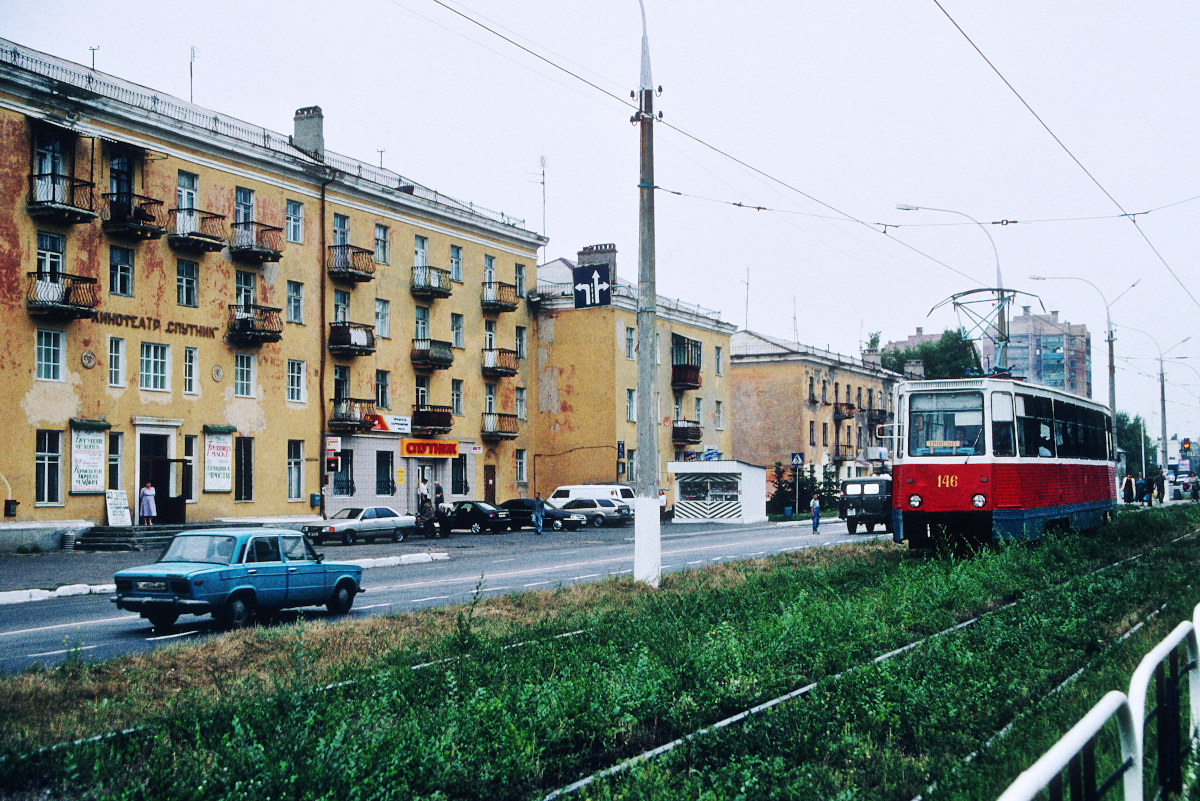
コンスタンチノフカ（ウクライナ語版） （コンスタンチノフカ市電）
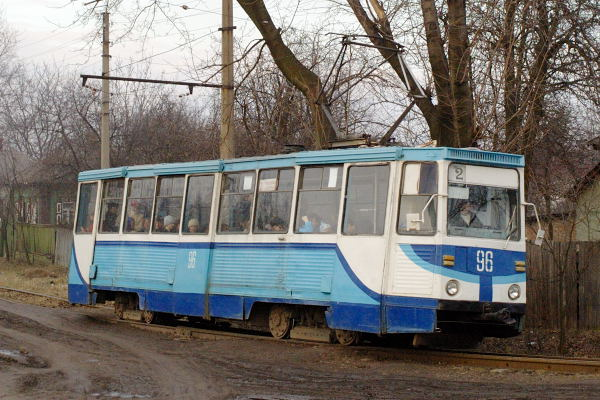
コノトプ （コノトプ市電）
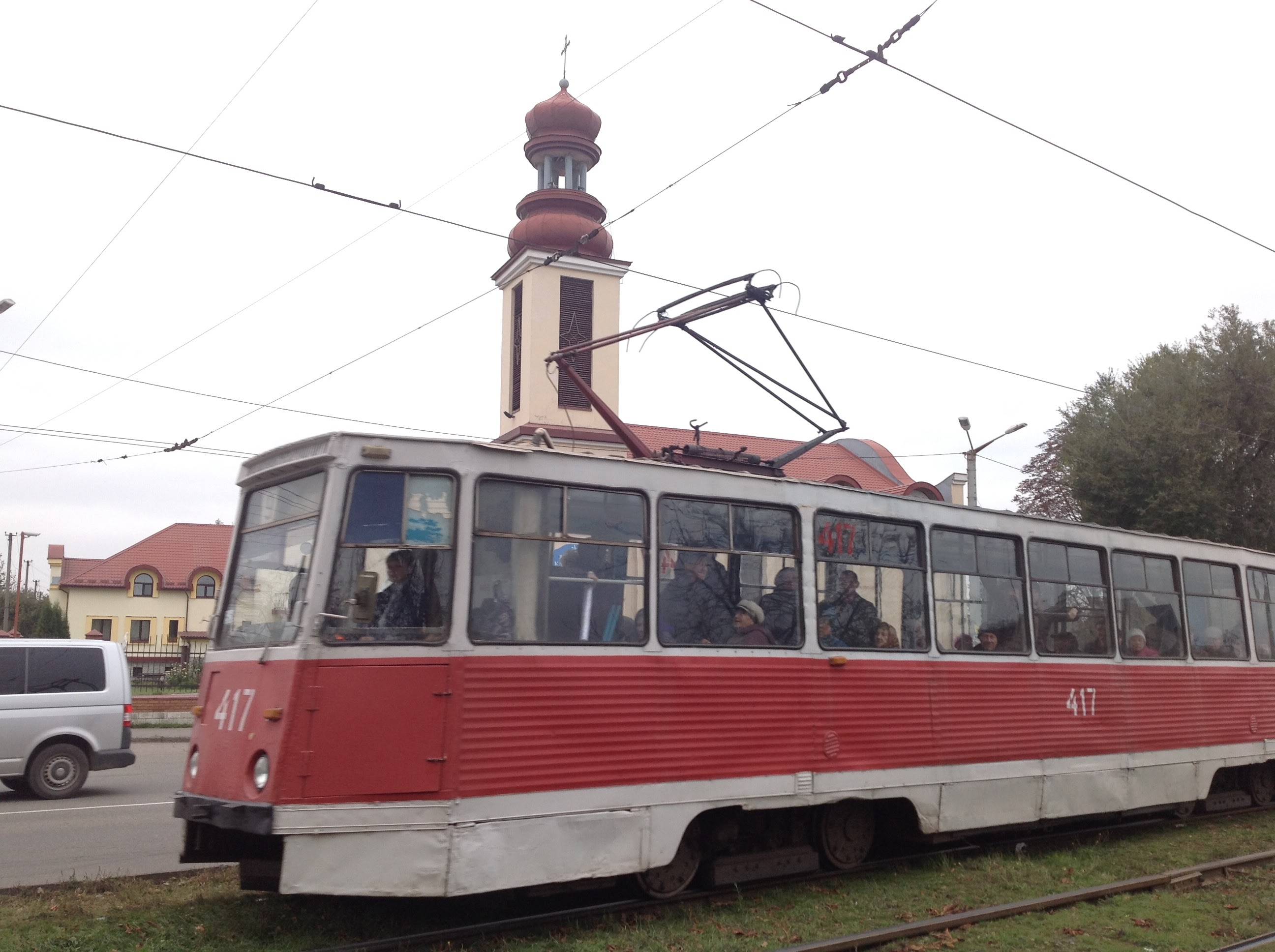
クルィヴィーイ・リーフ （クルィヴィーイ・リーフ市電）
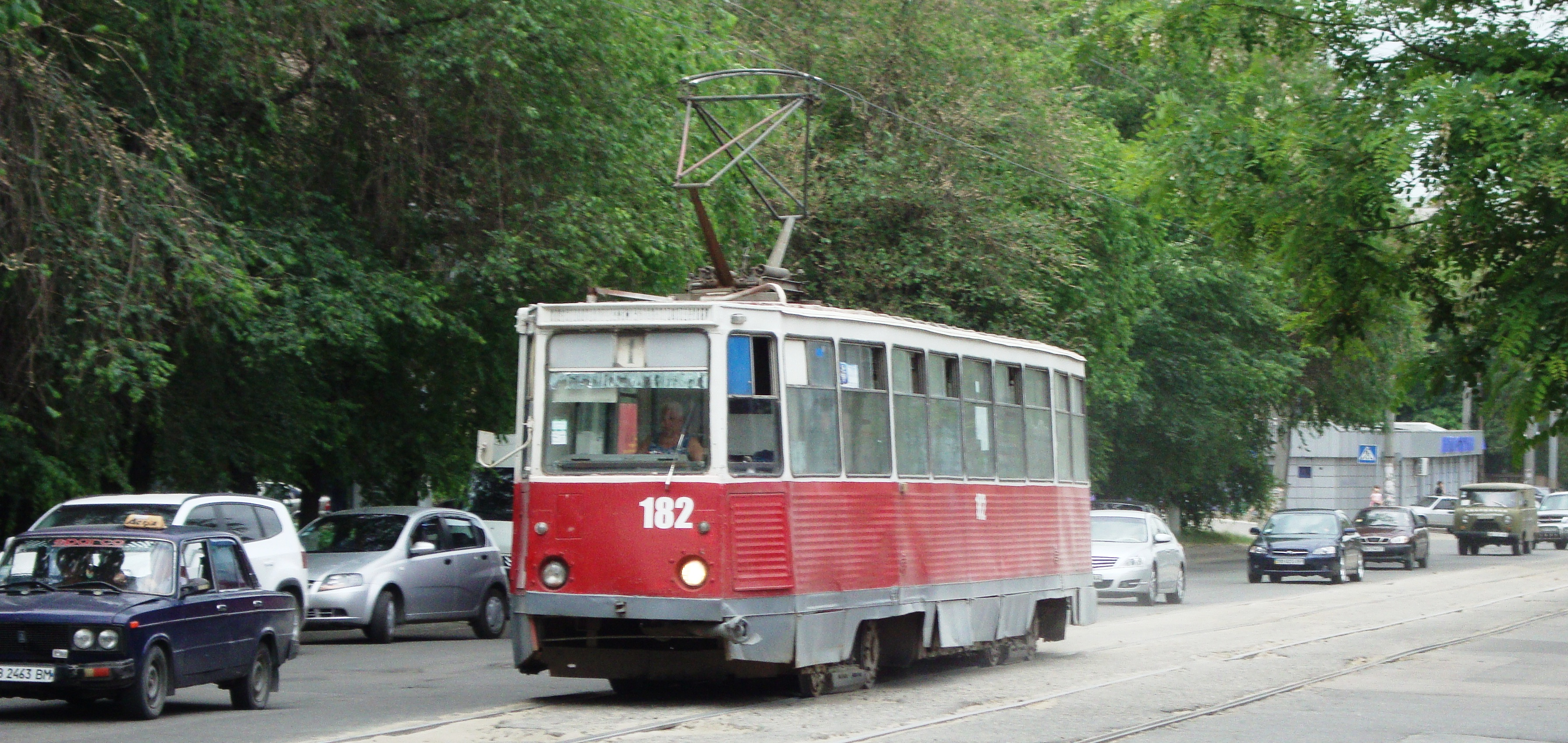
ルハーンシク （ルハーンシク市電）
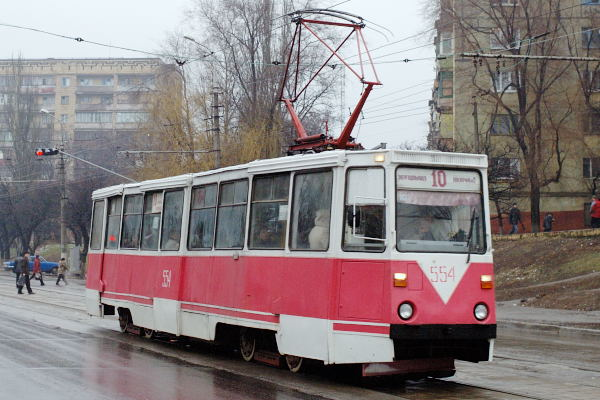
マリウポリ （マリウポリ市電）
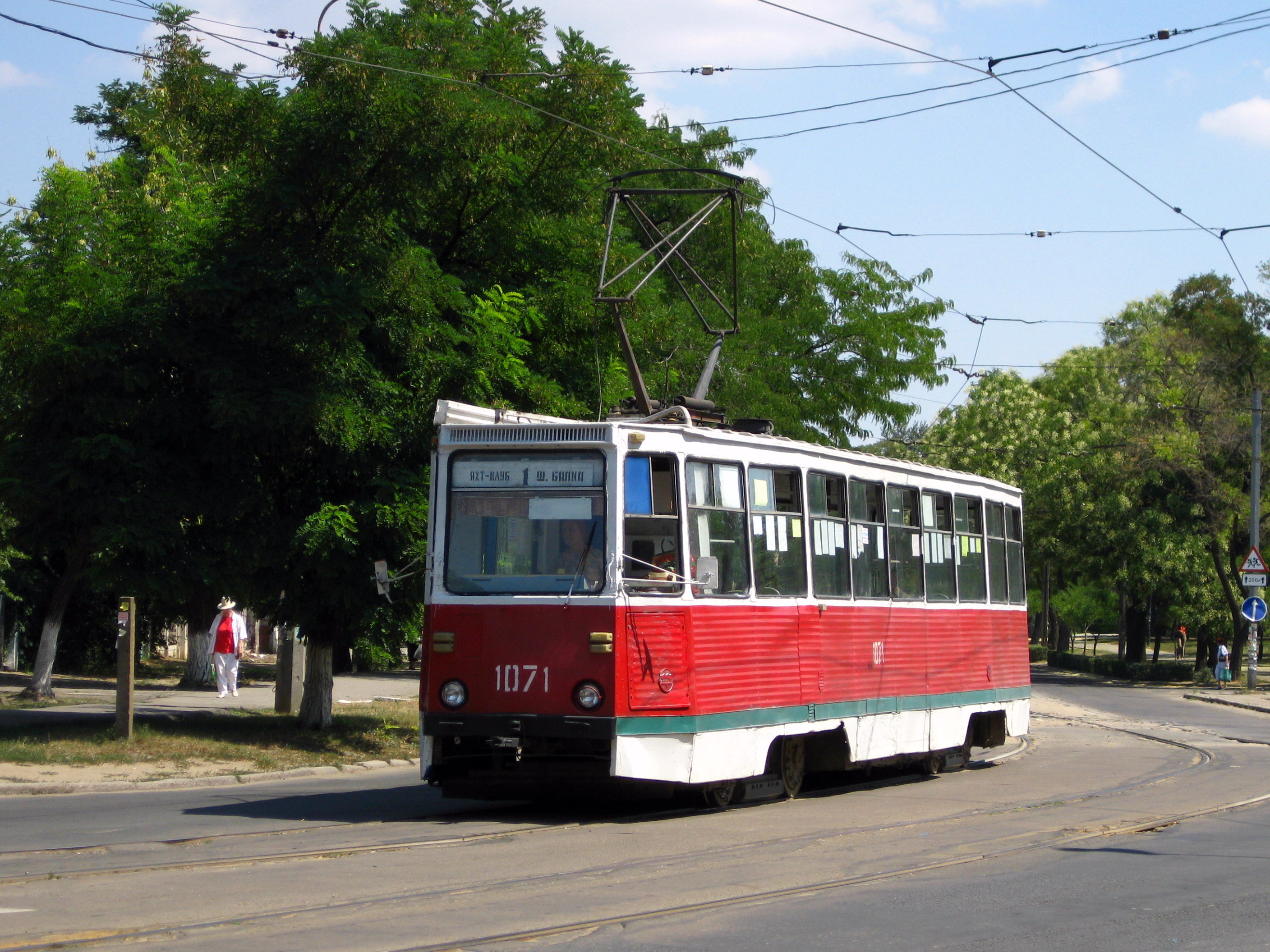
ムィコラーイウ （ムィコラーイウ市電）
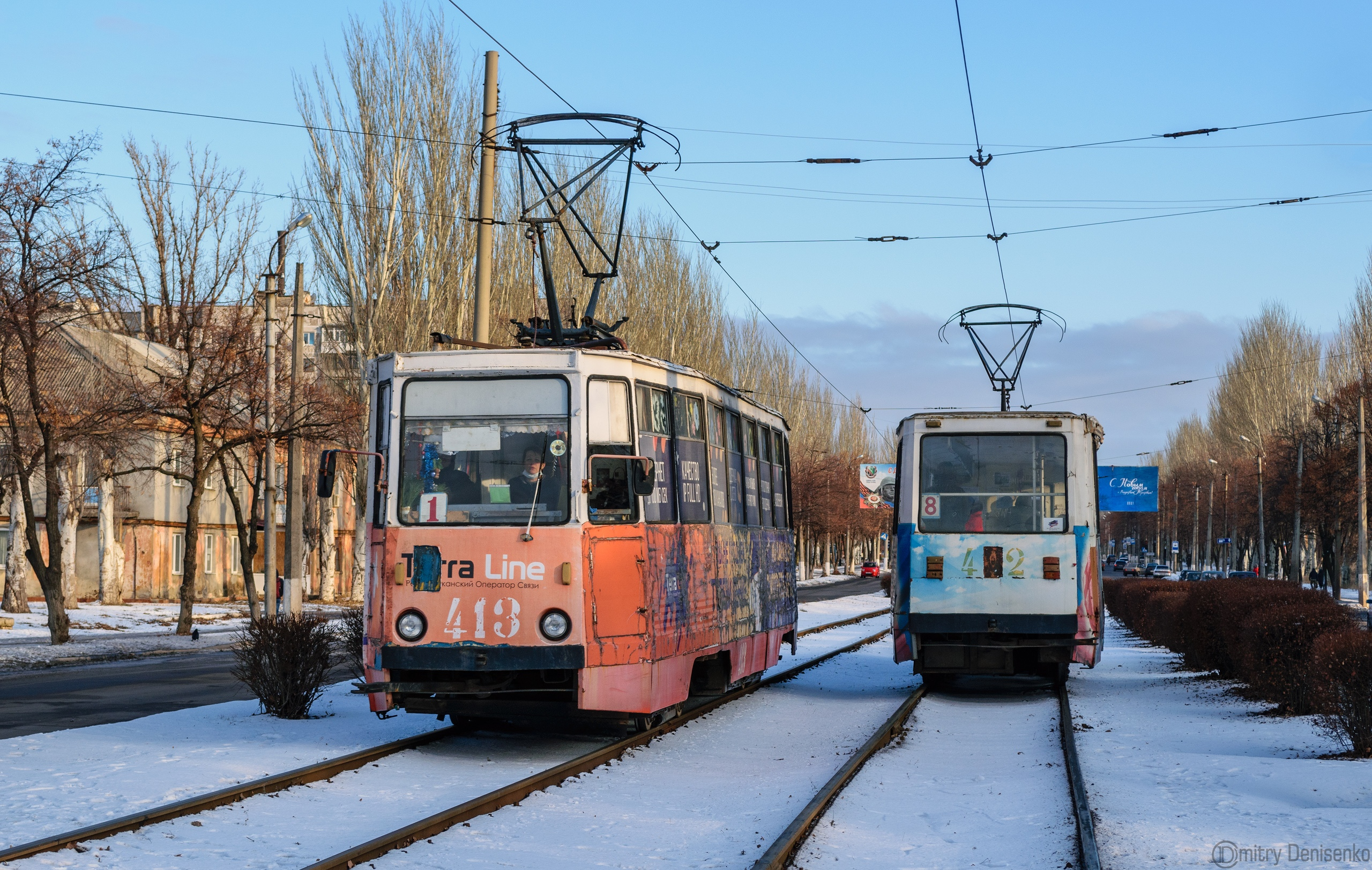
ホルリフカ （ホルリフカ市電）
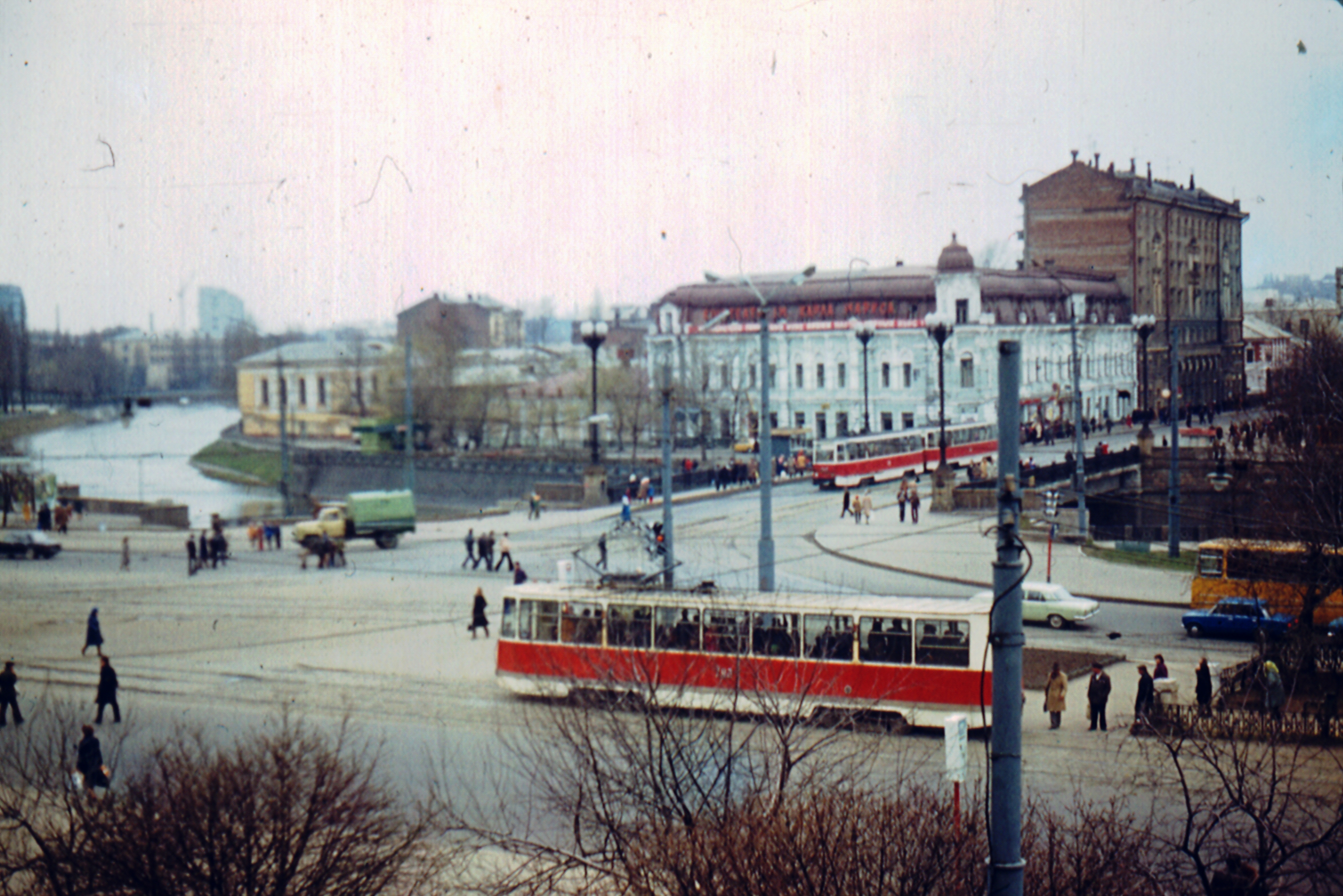
ソビエト連邦（現：ウクライナ）：ハルキウ （ハルキウ市電）

### ベラルーシ

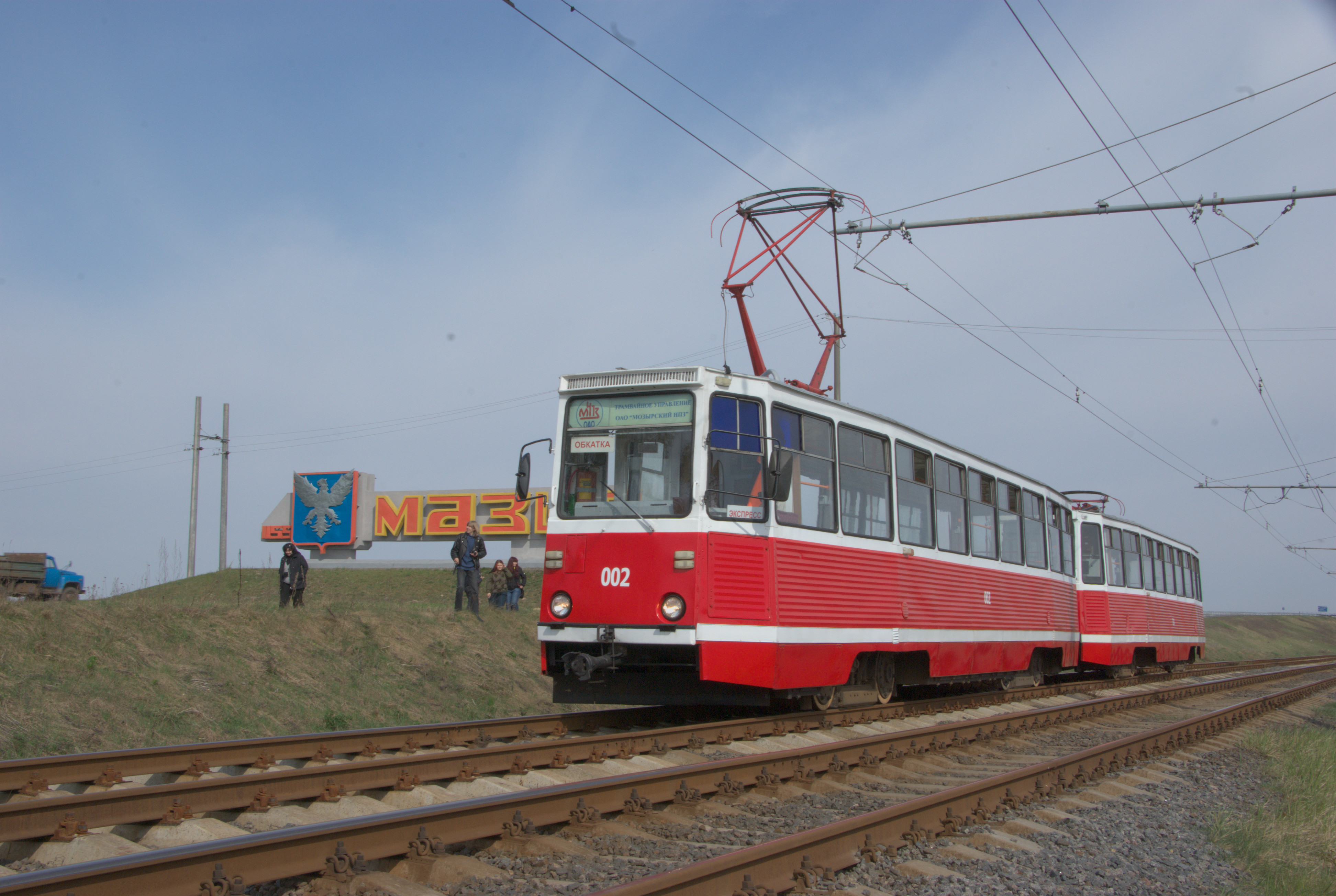
マズィル （マズィル市電）
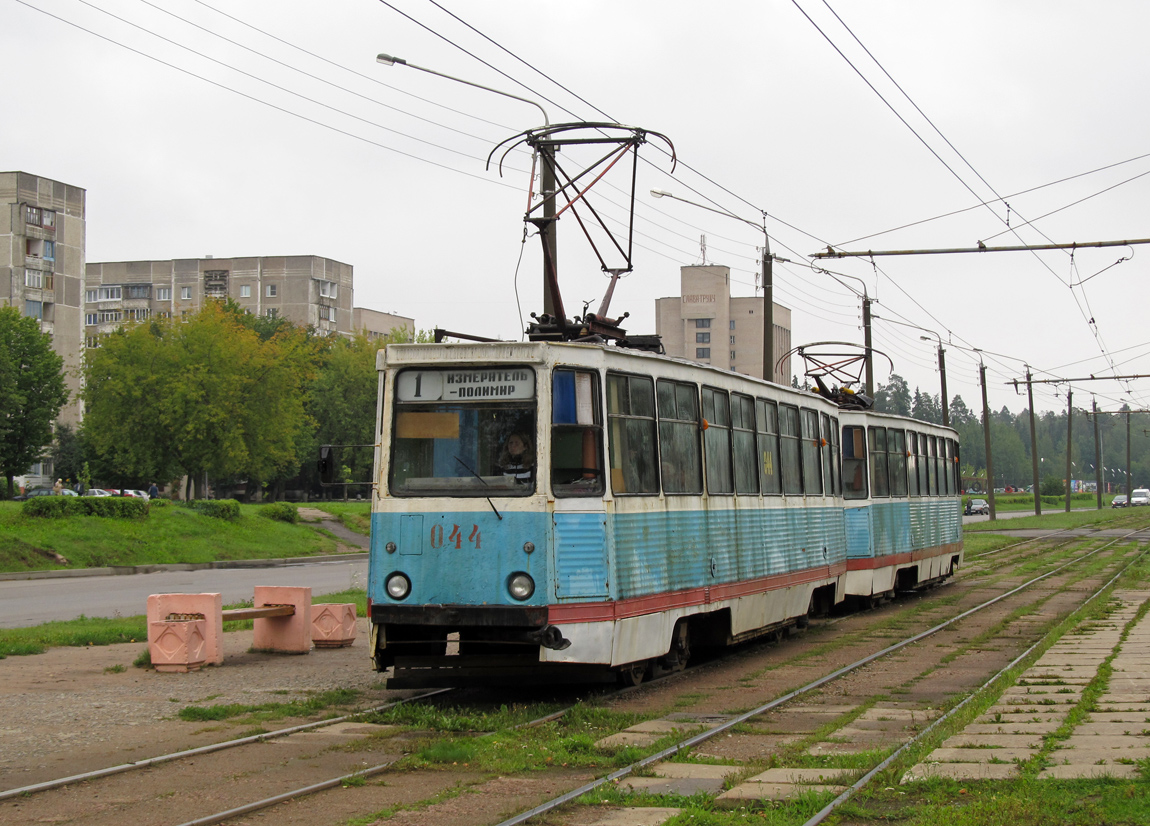
ナヴァポラツク （ナヴァポラツク市電）
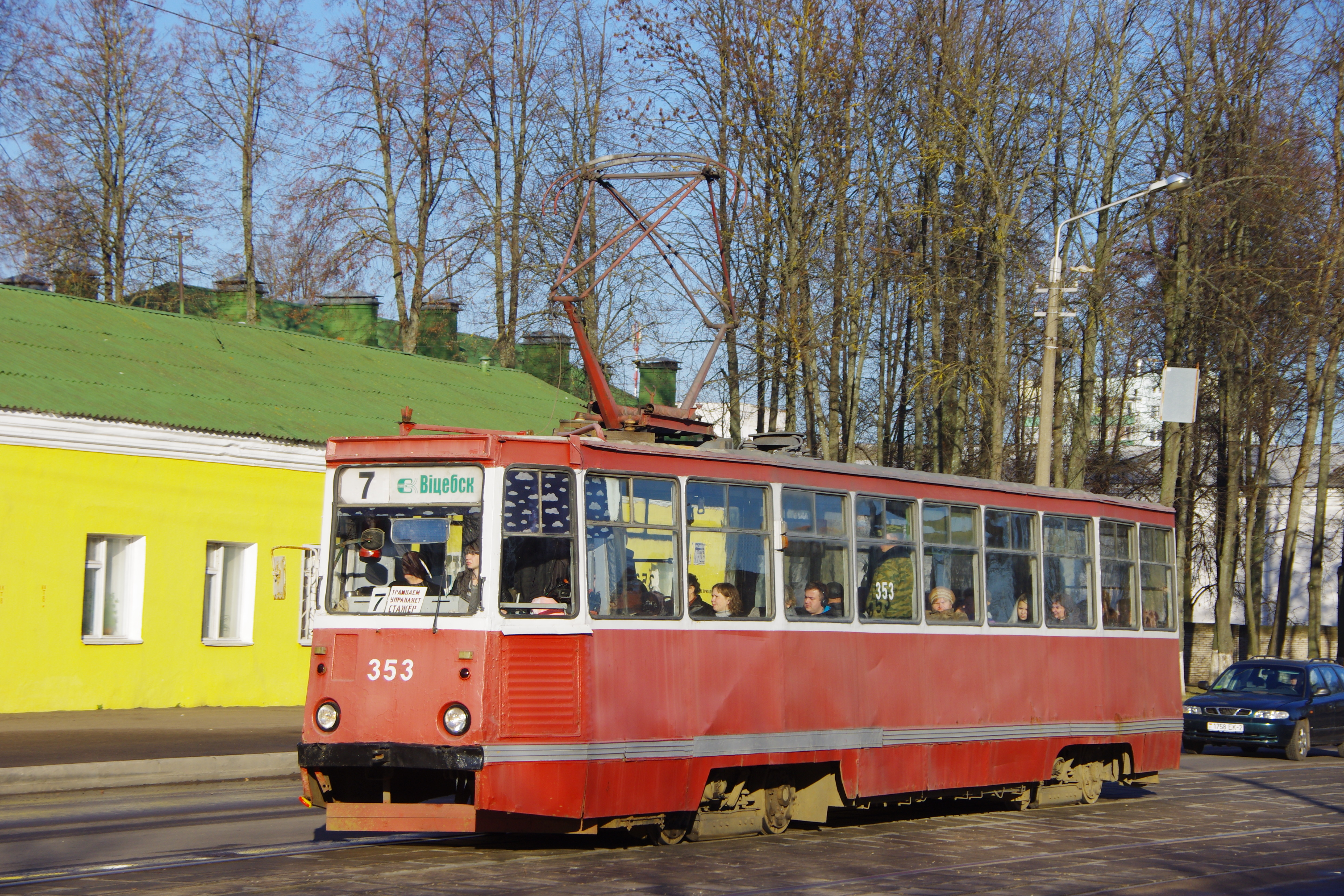
ヴィーツェプスク （ヴィーツェプスク市電）

### その他

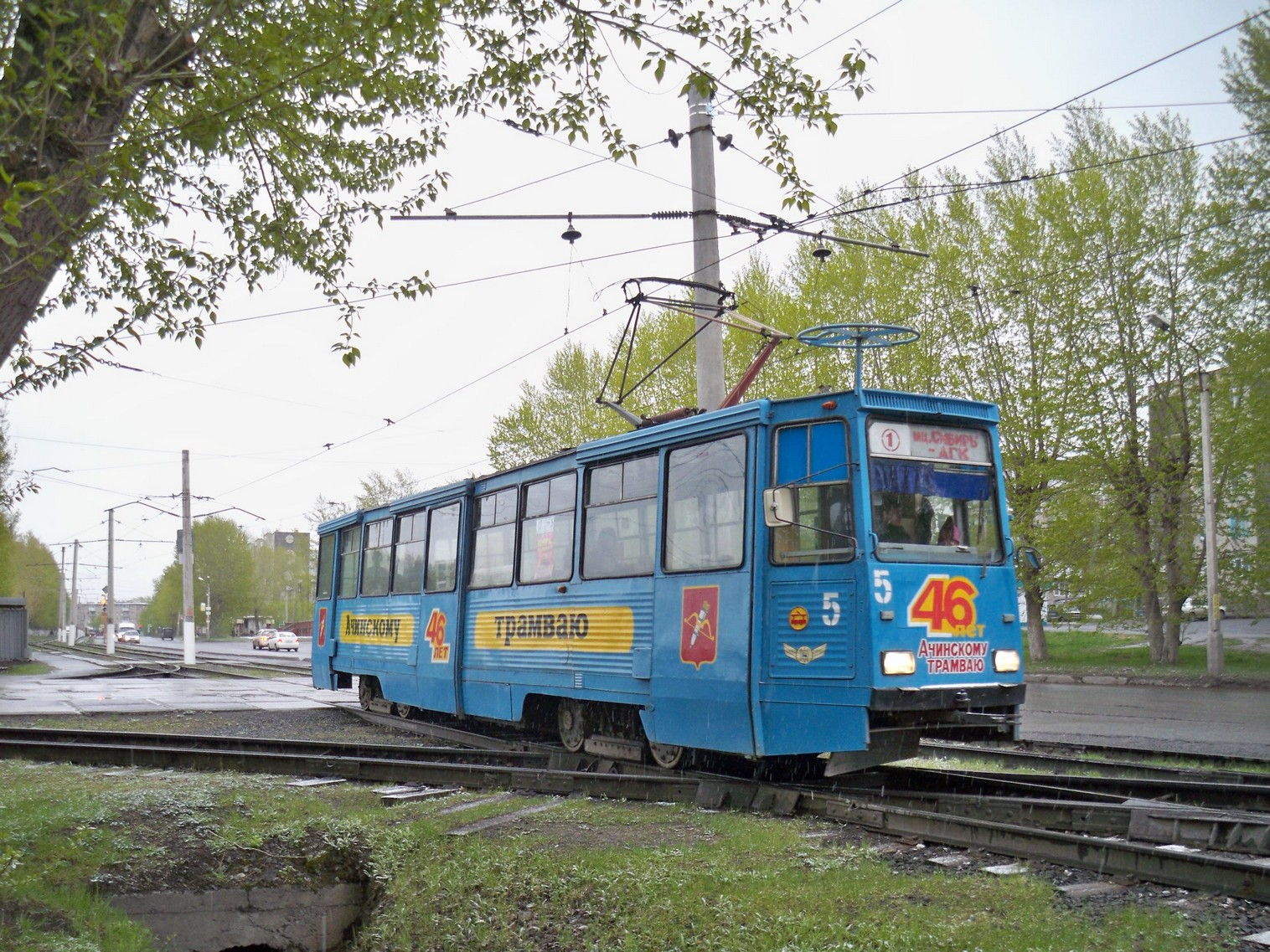
ロシア連邦：アチンスク （アチンスク市電）
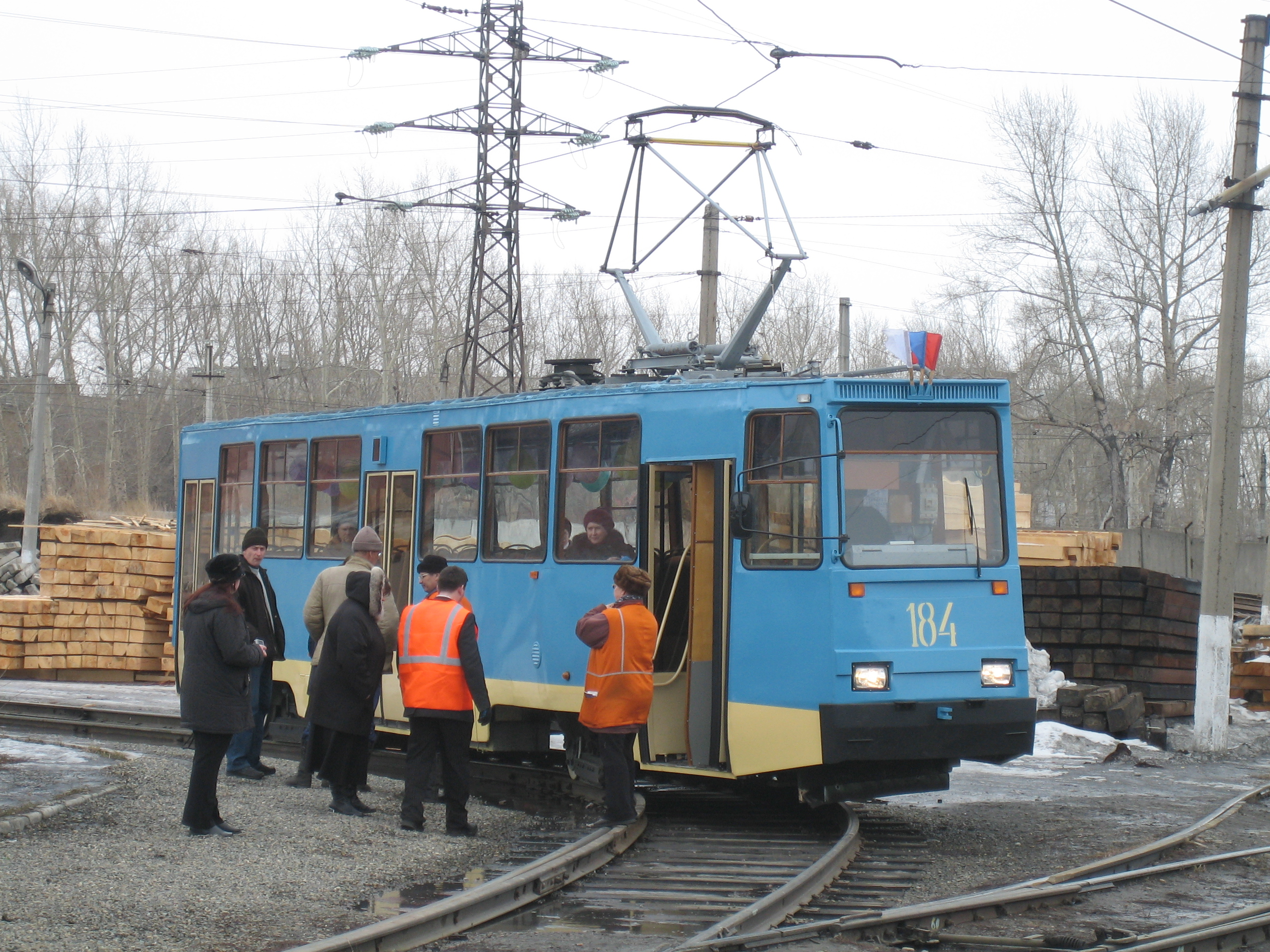
ロシア連邦：ビイスク （ビイスク市電）
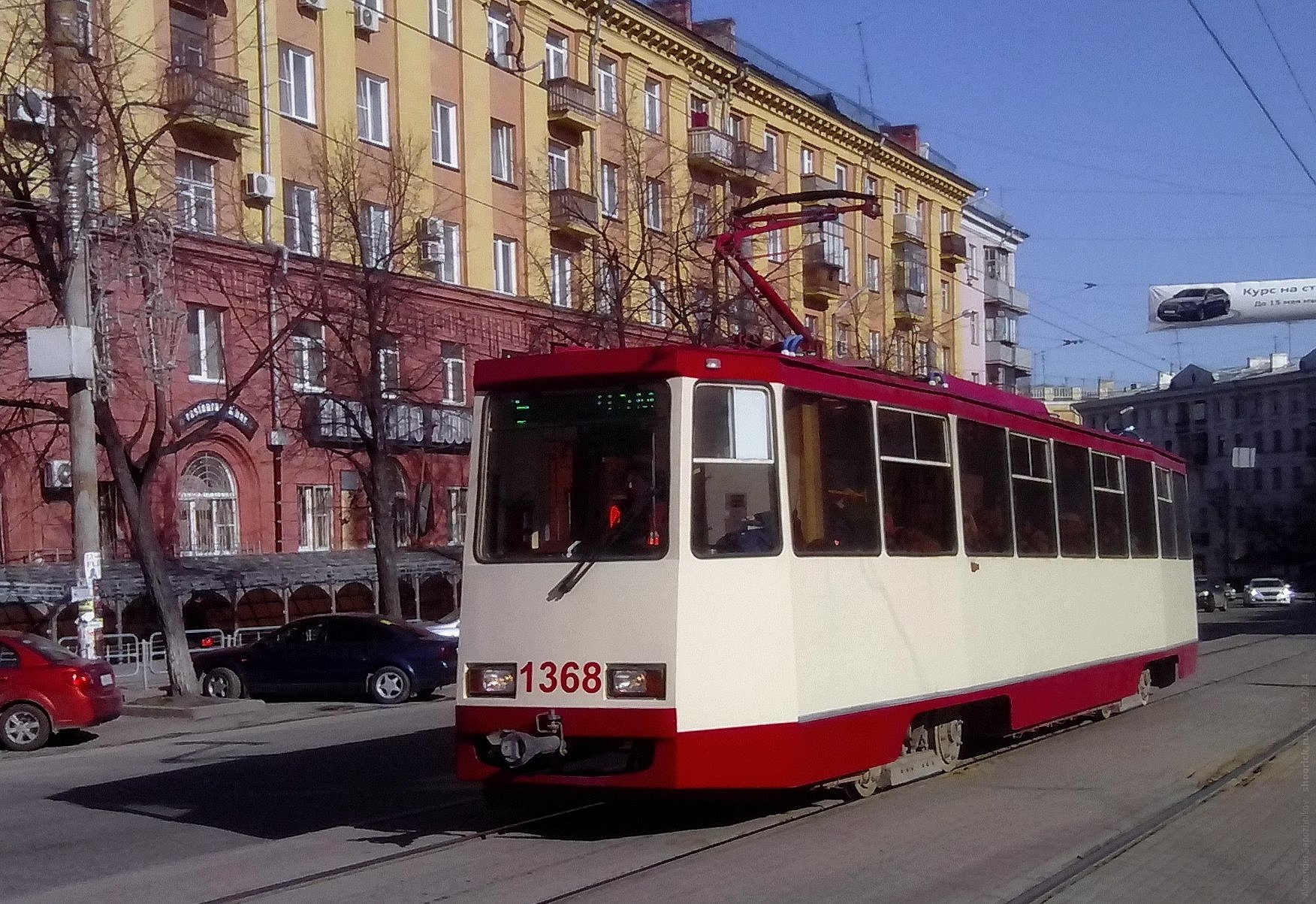
ロシア連邦：チェリャビンスク （チェリャビンスク市電）
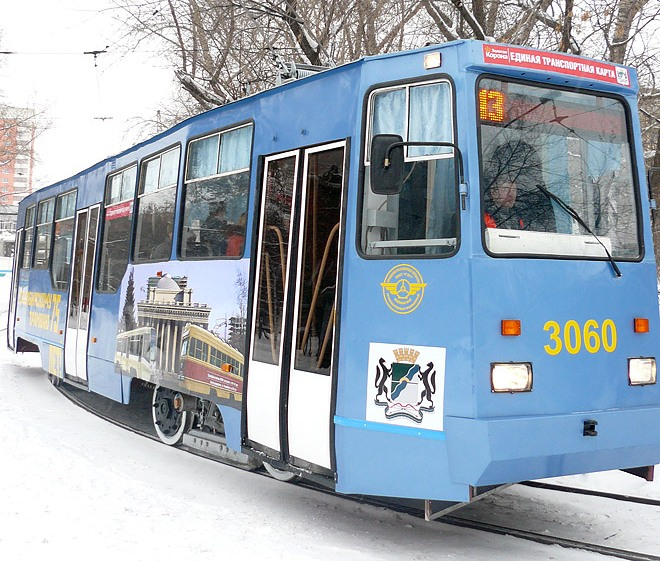
ロシア連邦：ノヴォシビルスク （ノヴォシビルスク市電）
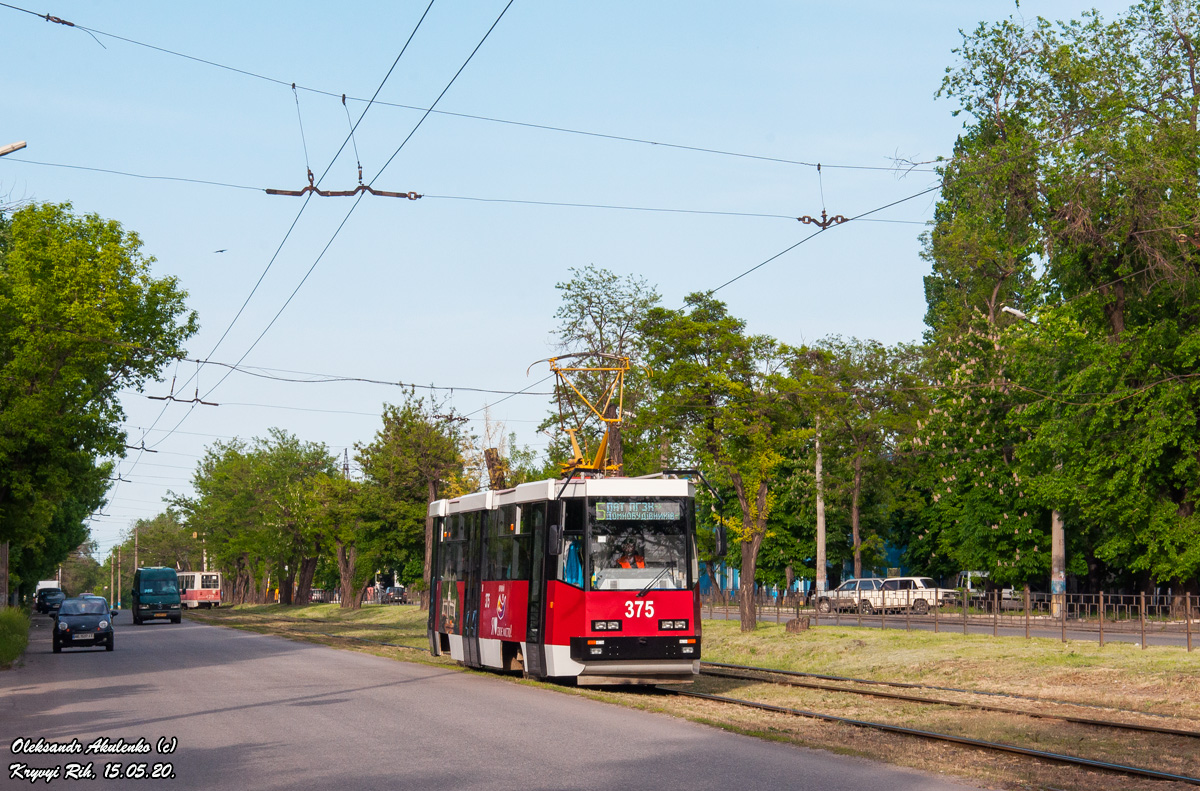
ウクライナ：クルィヴィーイ・リーフ （クルィヴィーイ・リーフ市電）
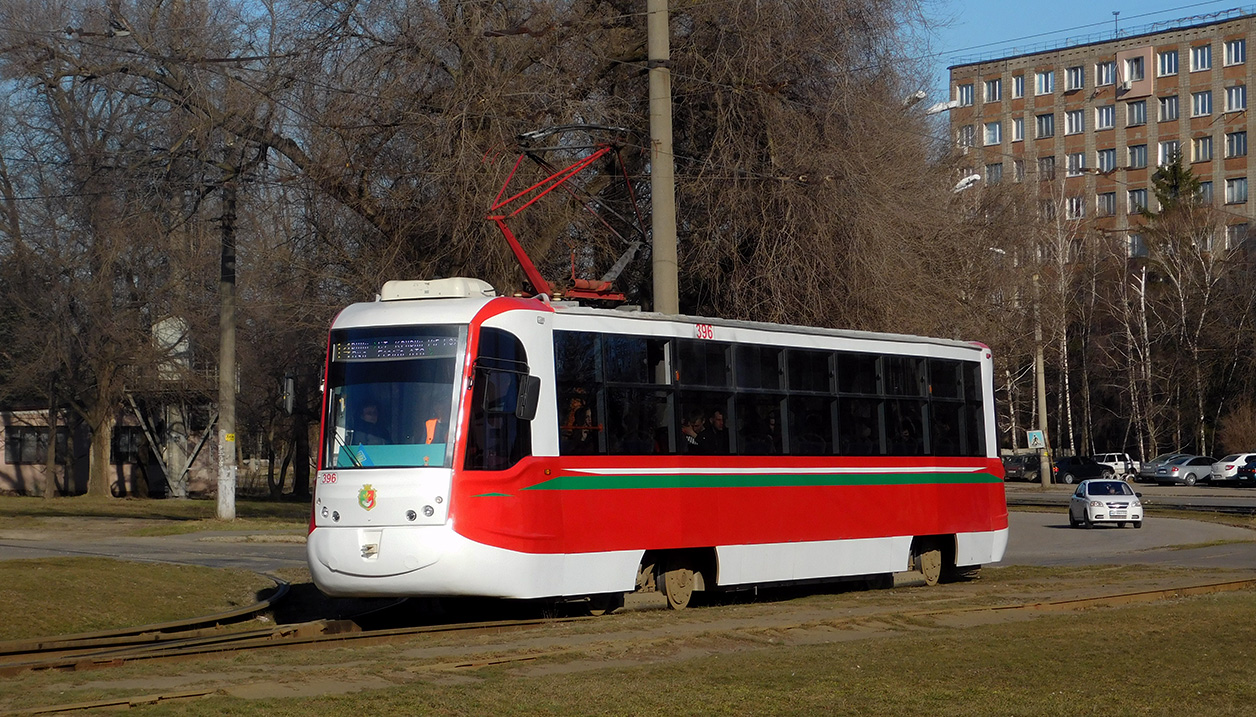
ウクライナ：クルィヴィーイ・リーフ （クルィヴィーイ・リーフ市電）

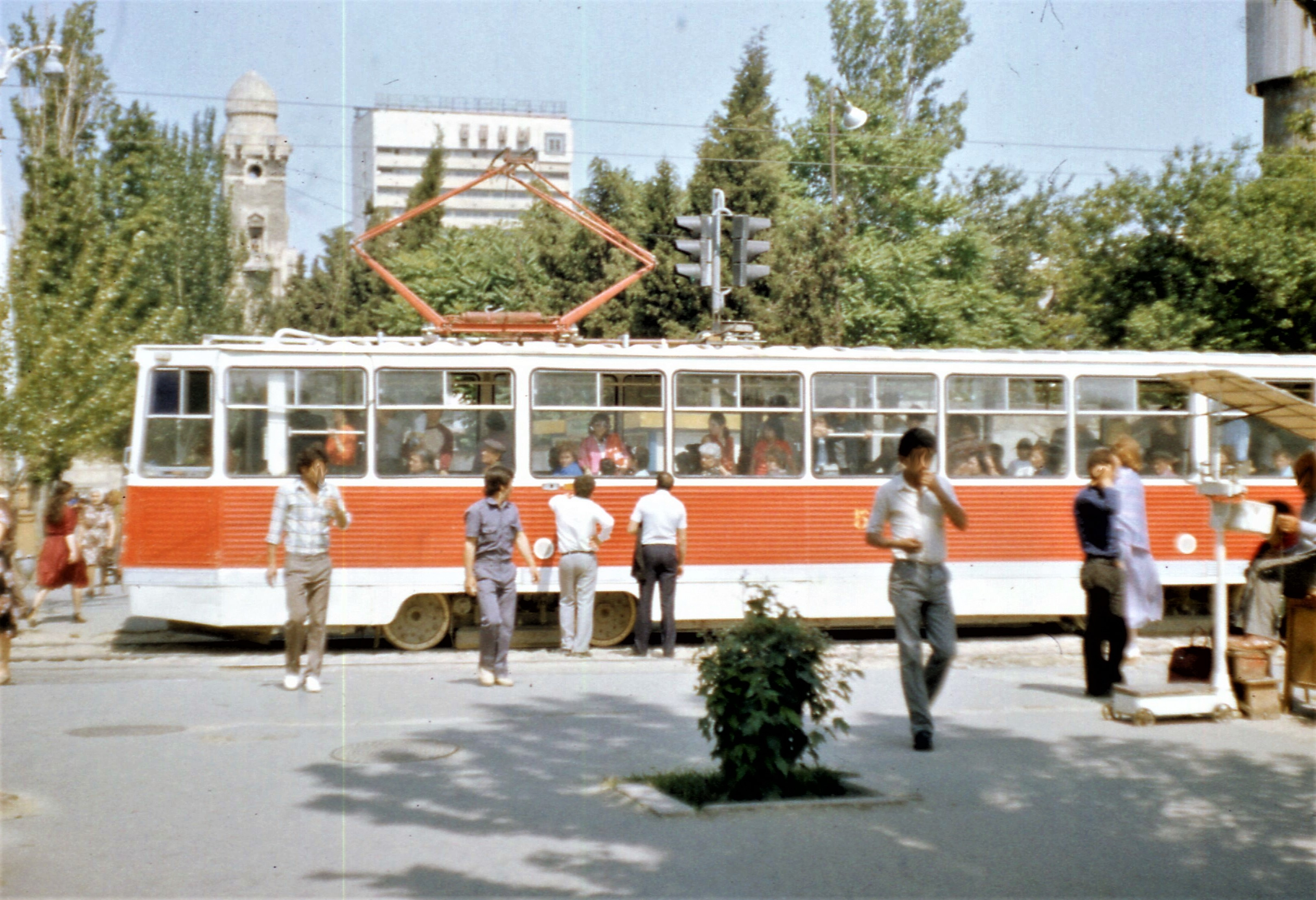
ソビエト連邦（現：アゼルバイジャン）：バクー （バクー市電）
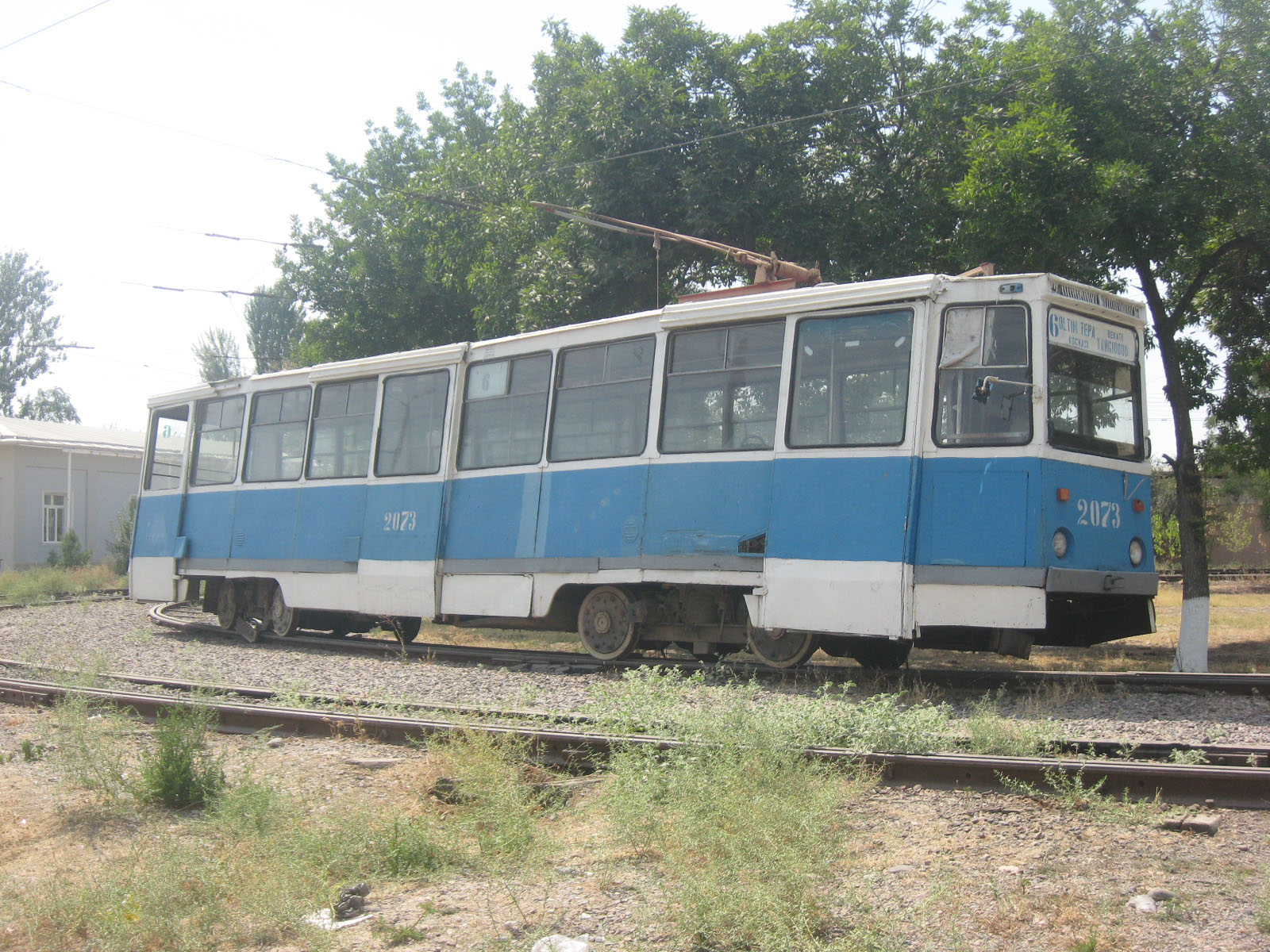
ウズベキスタン：タシュケント （タシュケント市電）
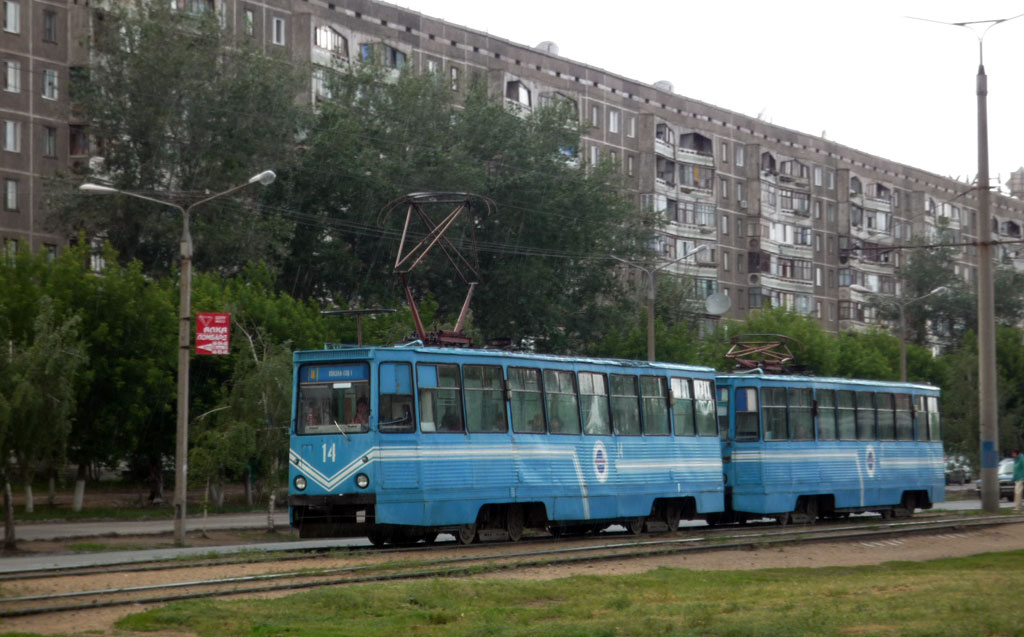
カザフスタン：パヴロダル （パヴロダル市電）
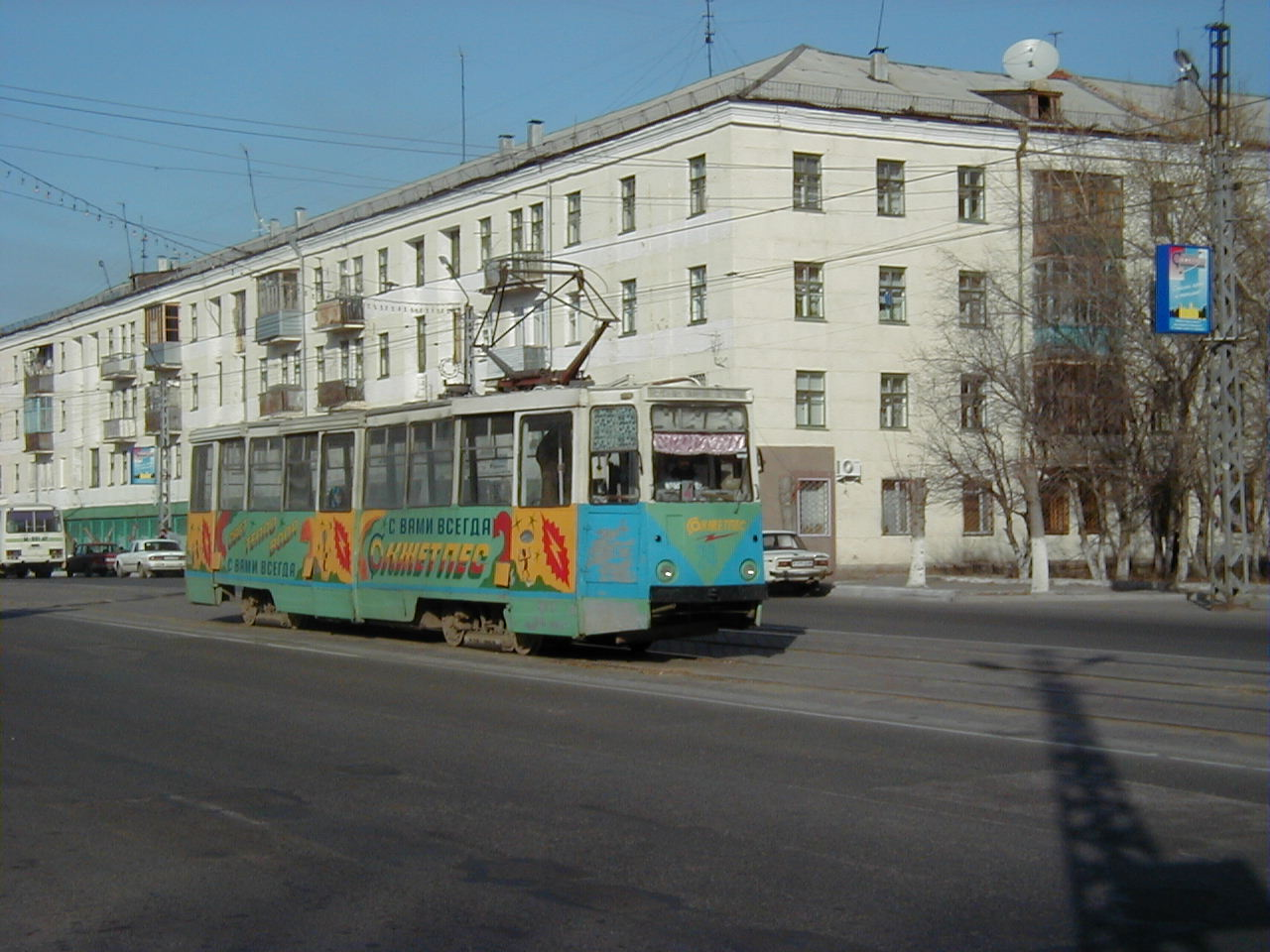
カザフスタン：テミルタウ （テミルタウ市電）
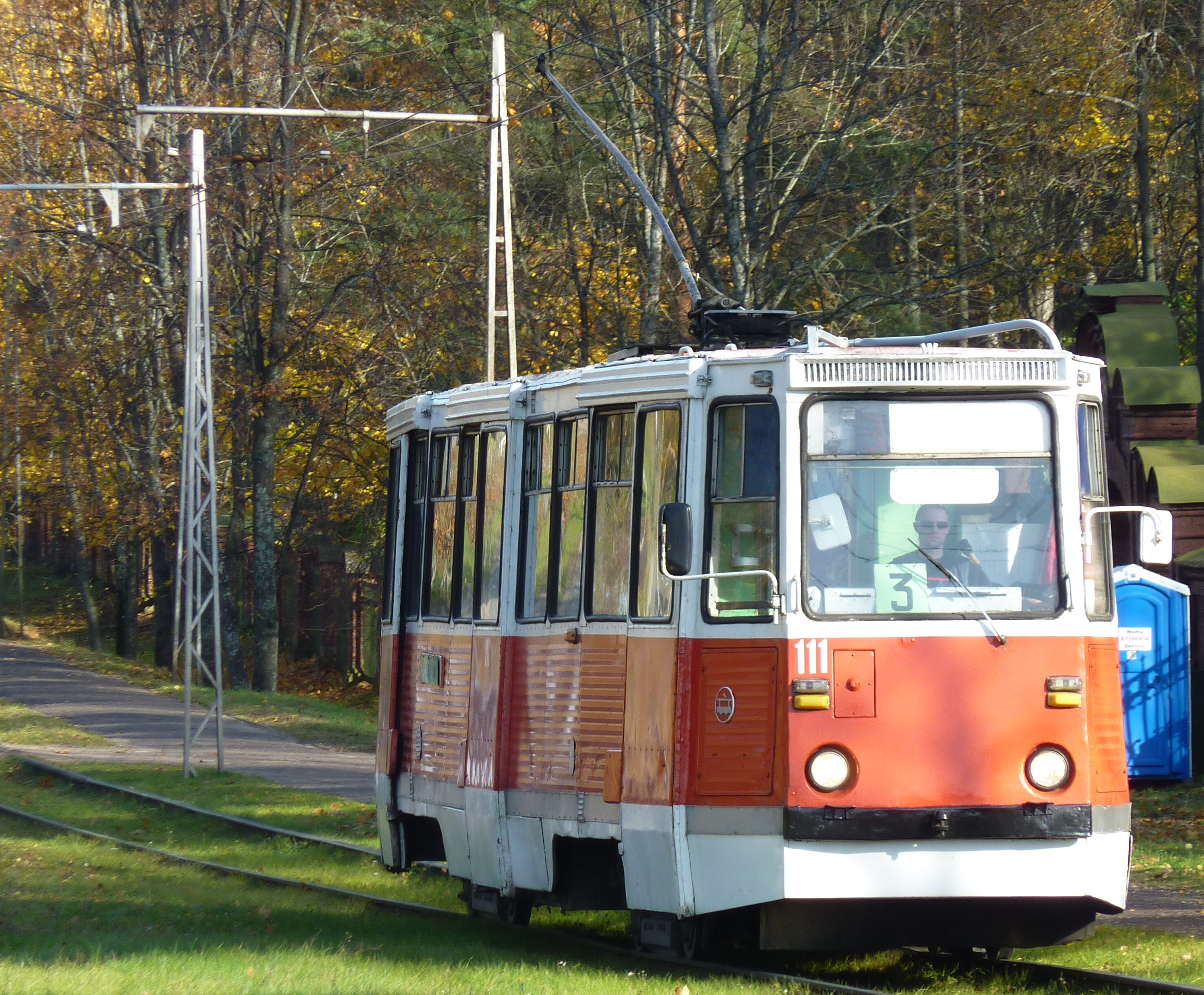
ラトビア：ダウガフピルス （ダウガフピルス市電）
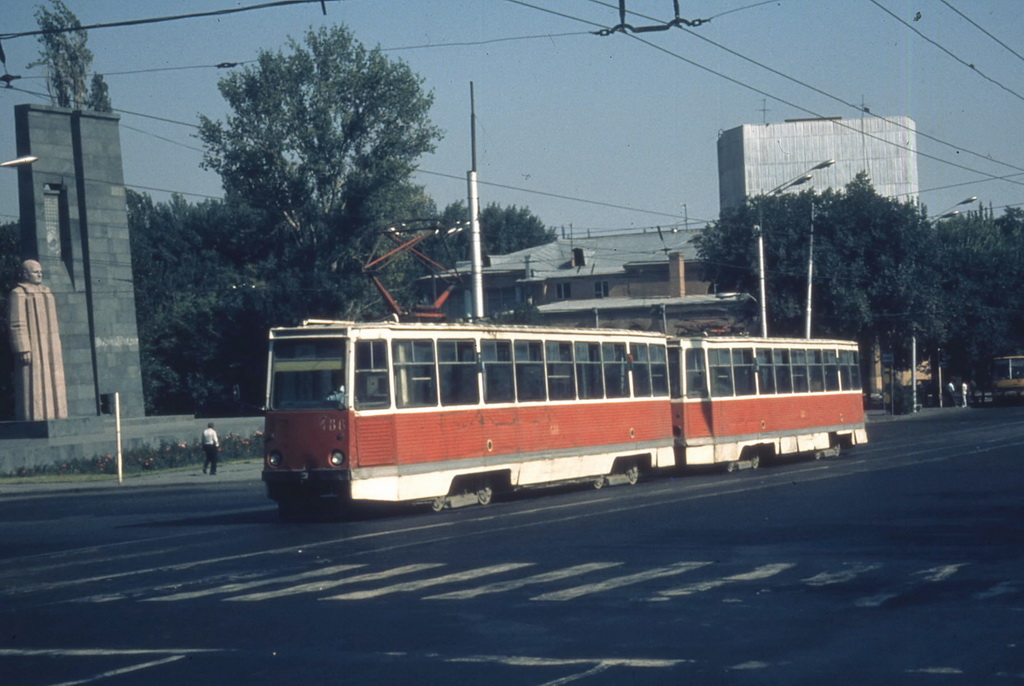
ソビエト連邦（現：アルメニア）：エレバン （エレバン市電）

## 改造

### 71-605RM（71-605РМ）

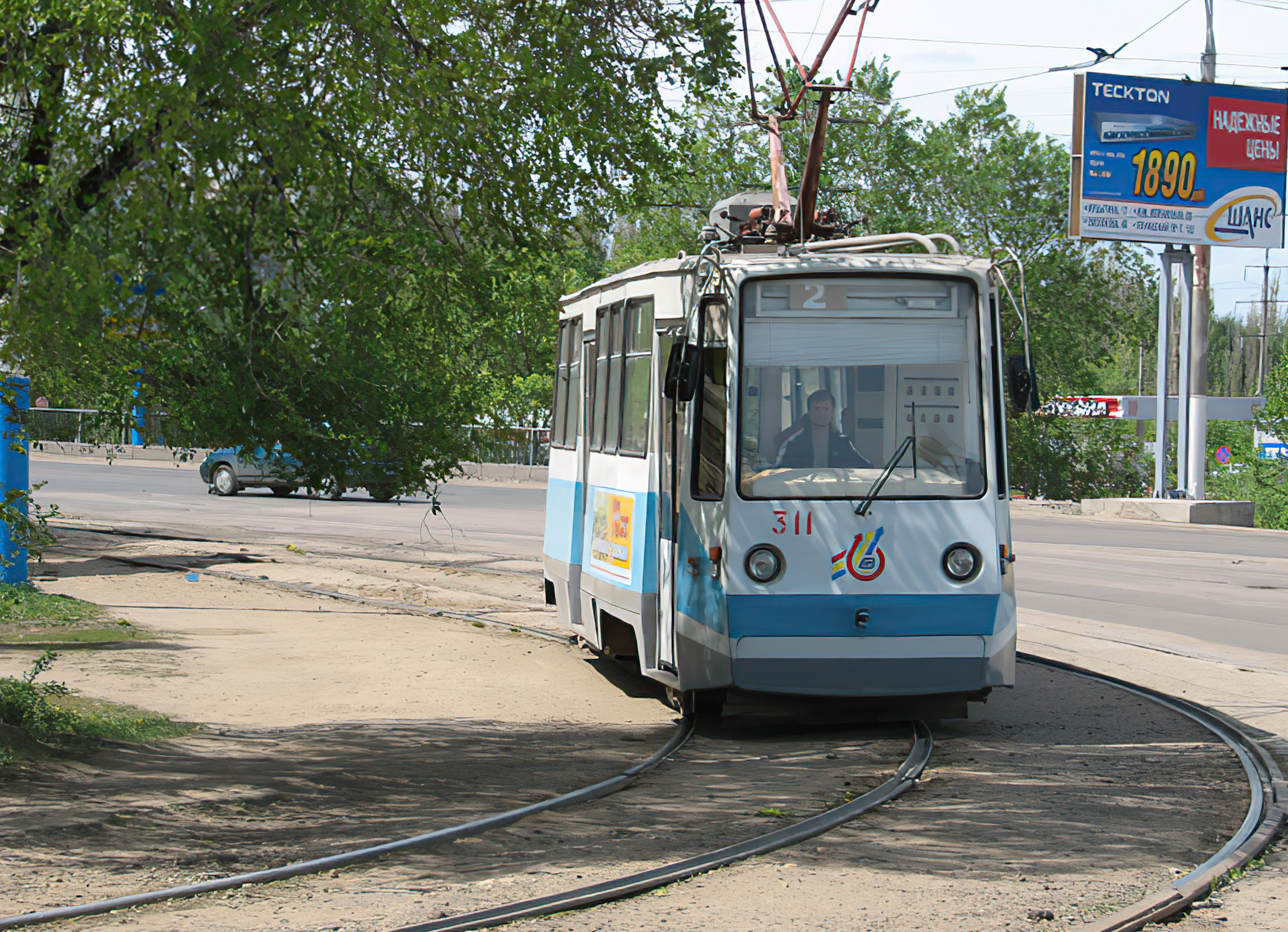
71-605RM
（ヴォロネジ、2006年撮影）

長年の使用で老朽化が進んだKTM-5（71-605）に対し、延命も兼ねた大規模な近代化工事が施された形式。ヴォロネジに存在したヴォロネジ路面電車・トロリーバス修理工場（ВРТТЗ）とウスチ＝カタフスキー車両製造工場が共同で開発した。車体は台枠を残して新しく作り替えられ、前面は試作のみに終わったKTM-6（71-606）を基にした丸みを帯びた形状に改められた。乗降扉についても両開き式のプラグドアに変更され、車内照明は蛍光灯が採用された。電気機器も補助電源装置の静止形インバータへの交換、マイクロプロセッサ制御の導入など大規模な更新が実施された一方、制御装置は導入先によって異なっており、以下の形式に分けられた。
- 71-605RM（71-605РМ） - 2001年に1両が改造された試作車。制御装置は種車のカム軸式抵抗制御方式がそのまま用いられた。ヴォロネジ市電（ロシア語版）に導入されたが、同年以降市電では廃止に向けた路線の縮小が実施されたため早期に運用を離脱した[注釈 1][17][18]。
- 71-605RM2（71-605РМ2） - 制御装置の主回路にトランジスタを用いた制御装置（КТСУ）を導入した形式。ウソリエ・シビリスコエ市電（2004年、2006年）とケメロヴォ市電（2003年、2005年）に2両ずつ導入された。双方とも最終組み立ては各市電の修理工場で実施された[17][19]。

### KTM-5M3R8（КТМ-5М3Р8）

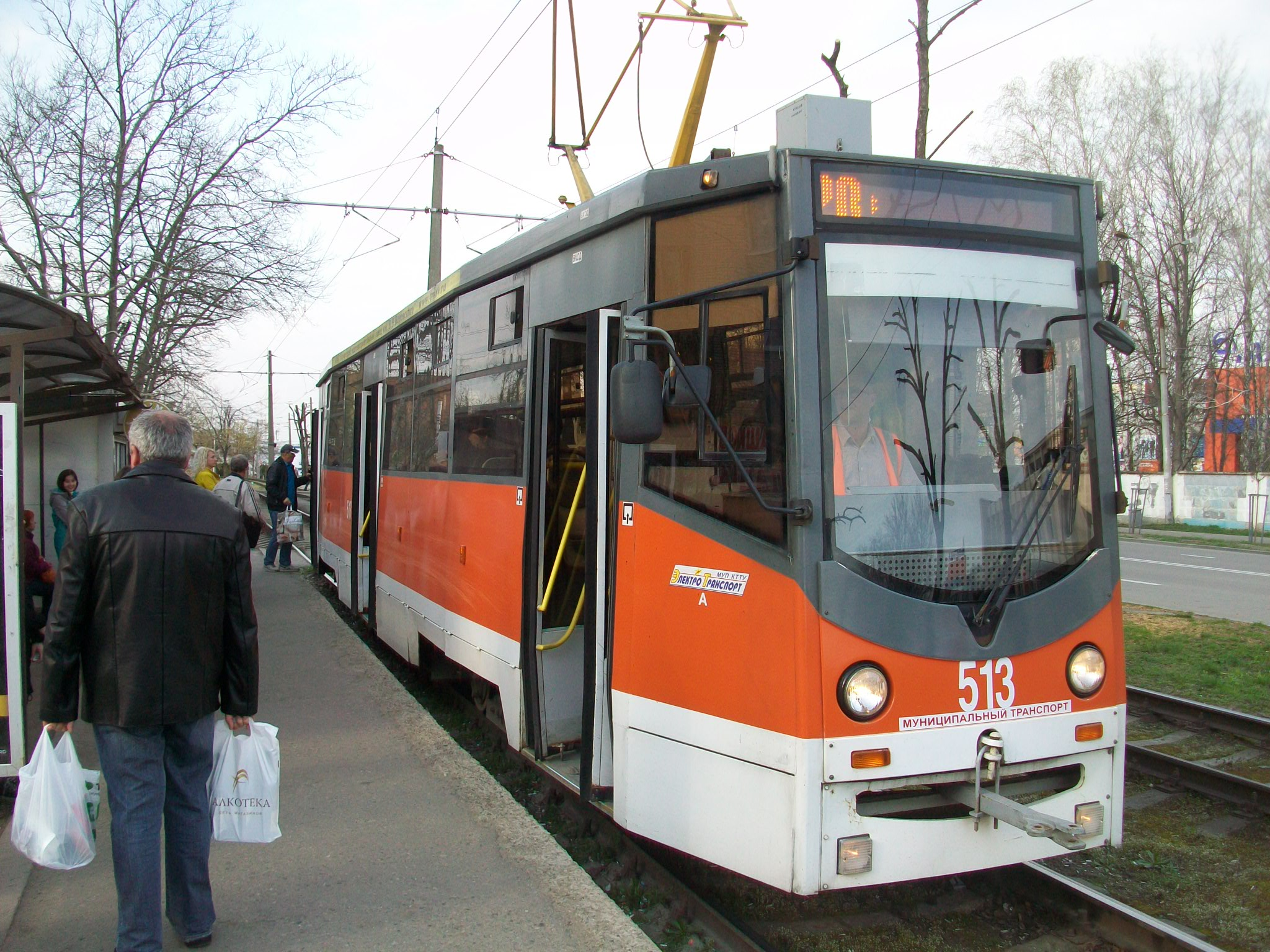
KTM-5M3P8（2015年撮影）

2010年以降クラスノダール市電向けにチホレツク機械製造工場で近代化工事が施された車両。台枠や梁を残して外装・内装が更新され、従来の車体と比較して強度が増加している他、乗降扉は2枚折戸式に変更され、運転室には暖房機能を搭載した空調装置が搭載されている。サイリスタ位相制御方式を用いる制御装置も含めて電気機器も交換され、信頼性の向上が図られている。

### 71-605RM13（71-605РМ13）
ゴリゾント社（ООО «Горизонт»）によって製造された、KTM-5の主要機器を用いた車体更新車（機器流用車）。回生ブレーキやコンバータの設置により従来の車両から消費電力の大幅な削減が実現している他、車体についてもモジュール構造を採用する事でメンテナンスの容易化が図られている。また、充電池を搭載しており停電など架線から電力が供給されない状態でも短距離での走行が可能となっている。2024年現在、54両が運用に就くマグニトゴルスク市電に加え、ズラトウースト市電（3両）やサラトフ市電（1両）、イルクーツク市電にも導入が進められている。これらの車両は3次に渡る設計変更が実施され、2次車は前面形状が流線形となり、3次車以降は中間部が低床構造になっている。

### 71-605EP（71-605ЭП）
2010年代以降、オムスク市電向けに近代化工事が施工されている車両。側面のコルゲート加工が廃され、中央扉付近が低床構造となり窓が下方向に拡大した。制御装置にはサイリスタ位相制御方式が用いられている。

### KTM-5VP（КТМ-5ВП）

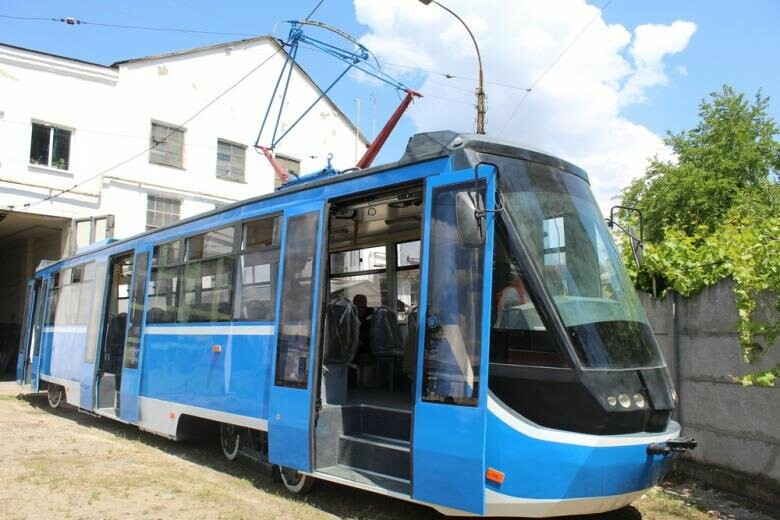
KTM-5VP（2023年撮影）

ウクライナに本社を置くポリテクノサービス（ООО «Политтехносервис»）によって近代化工事が施工された車両。車体正面が流線形の新規デザインに改造されている他、乗降扉や窓ガラス、塗装など各部の更新工事が実施されている。人件費を含め、改造に必要となる初期費用の試算は900万フリヴニャであり、新造車両を導入する場合と比較しておよそ1/3以上の安価に抑えられている。この改造プロジェクトにあたってはムィコラーイウのムィコラーイウエレクトロトランス（Никлаевэлектротранс）も協力しており、最初の改造車両は2021年からムィコラーイウ市電で運用に就いている。

### クラスノヤルスク市電向け更新車両

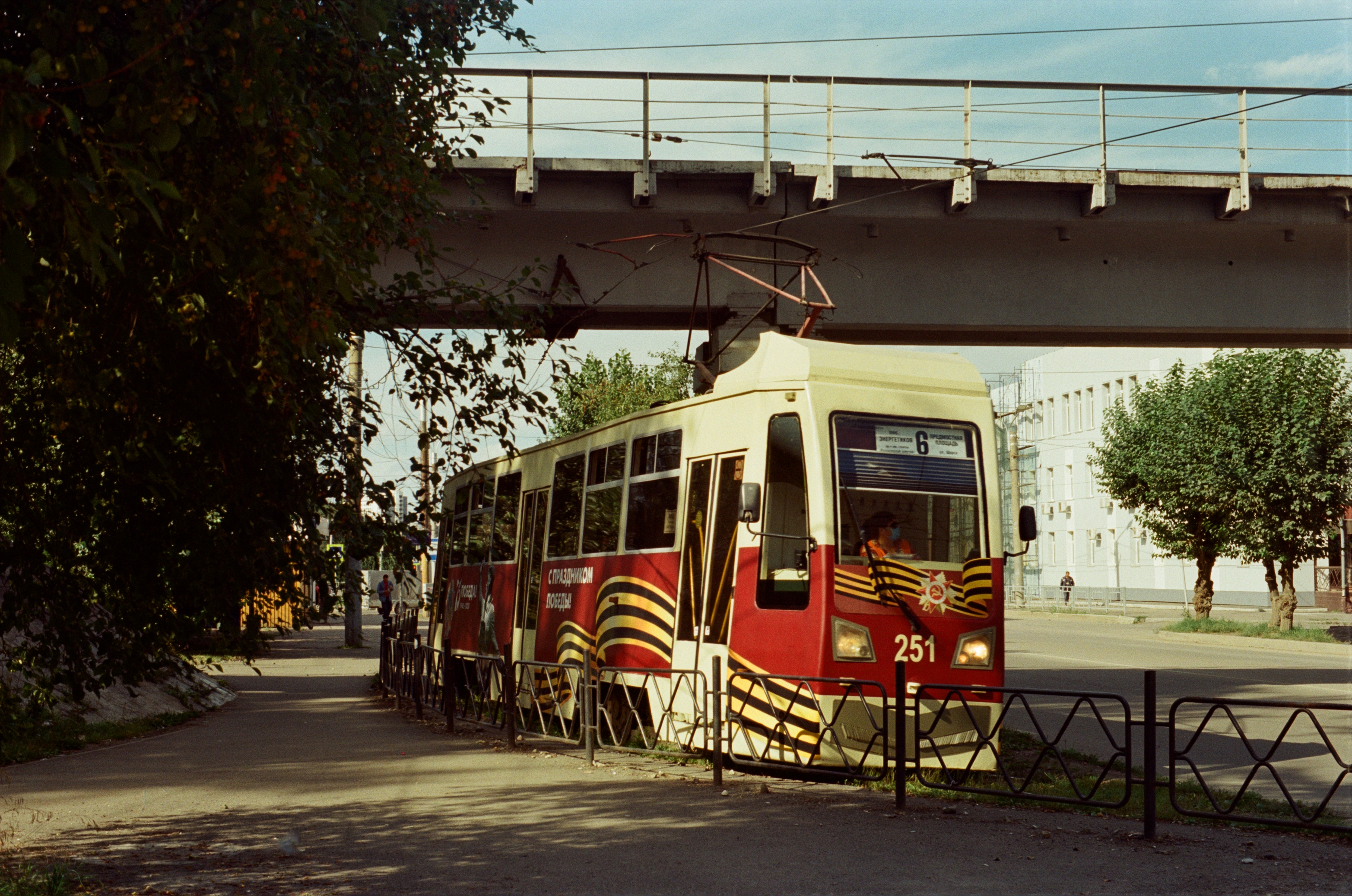
車体更新車両（2020年撮影）

2010年代以降、クラスノヤルスク市電で使用されているKTM-5については地元のクラスノヤルスク電気自動車修理工場（Красноярский электровагоноремонтный завод、КрЭВР3）による近代化工事が継続して行われているが、2016年以降に更新対象となった車両については新造車体への更新、誘導電動機やサイリスタ位相制御装置への換装といった大規模な近代化工事が施工されている。

### AKSM-62103

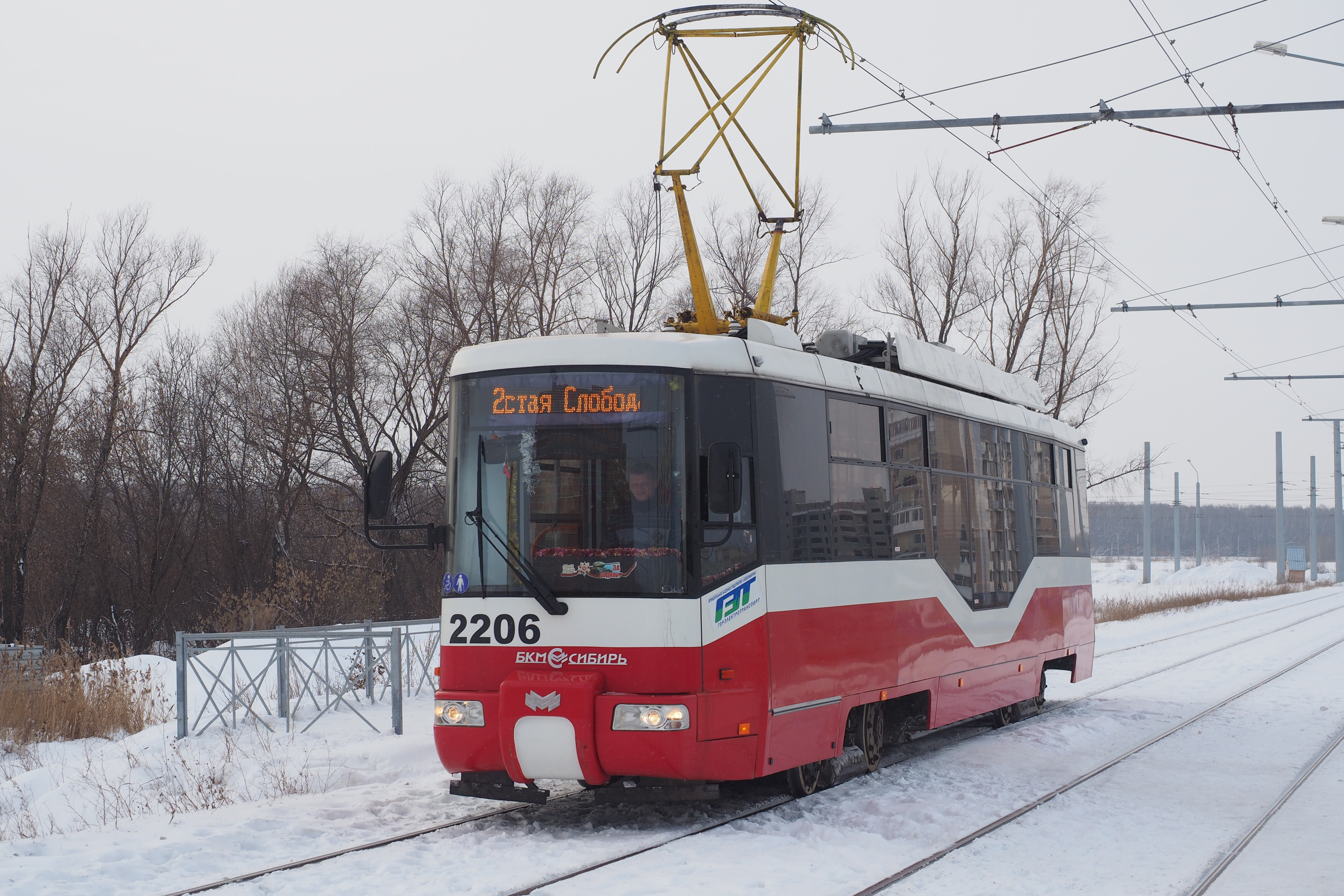
AKSM-62103（2018年撮影）

AKSM-62103は、ベラルーシの輸送用機器メーカーのベルコムンマッシュが展開する、車体の中央部が低床構造となっている路面電車車両である。そのうちノヴォシビルスク市電に向けて2017年以降導入が行われている車両は、現地子会社（合資会社）のBKMシベリア（БКМ-Сибирь）によりKTM-5M3の台枠や車輪が再利用された機器流用車（車体更新車）として生産されている。

### 路面気動車への改造
独立後、社会情勢の悪化により電力供給が不安定となり、定時運転がままならない状況になったジョージア（グルジア）のトビリシ市電では、一部車両に対してディーゼルエンジンを搭載したボンネットを取り付ける改造が行われ、架線を撤去した路線で路面気動車として使用された。

### その他
- ロシア連邦：アチンスク
（アチンスク市電）
- ロシア連邦：ビイスク
（ビイスク市電）
- ロシア連邦：チェリャビンスク
（チェリャビンスク市電）
- ロシア連邦：ノヴォシビルスク
（ノヴォシビルスク市電）
- ウクライナ：クルィヴィーイ・リーフ
（クルィヴィーイ・リーフ市電）
- ウクライナ：クルィヴィーイ・リーフ
（クルィヴィーイ・リーフ市電）

### 事業用車両への改造

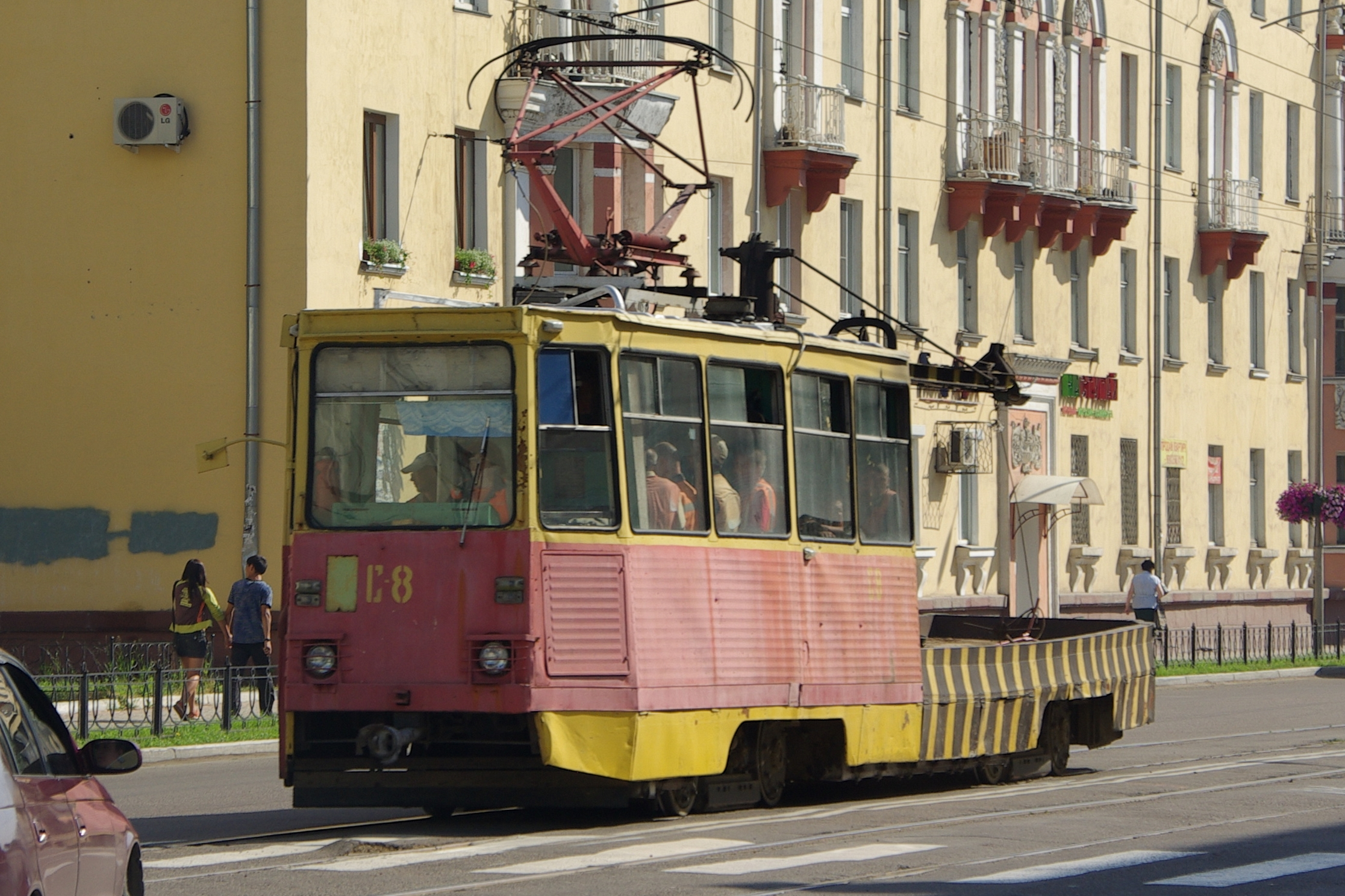
ロシア連邦：アンガルスク
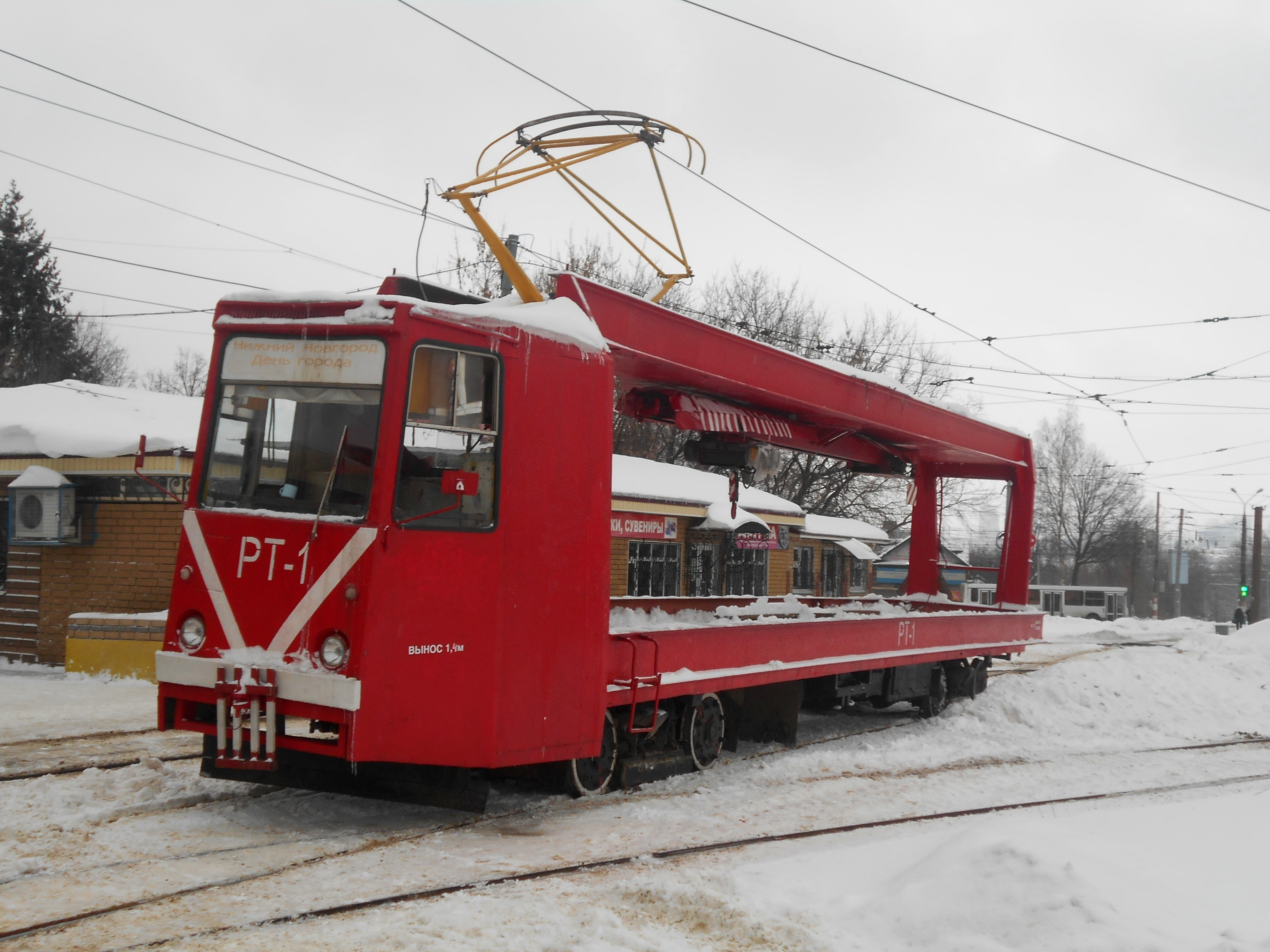
ロシア連邦：ニジニ・ノヴゴロド
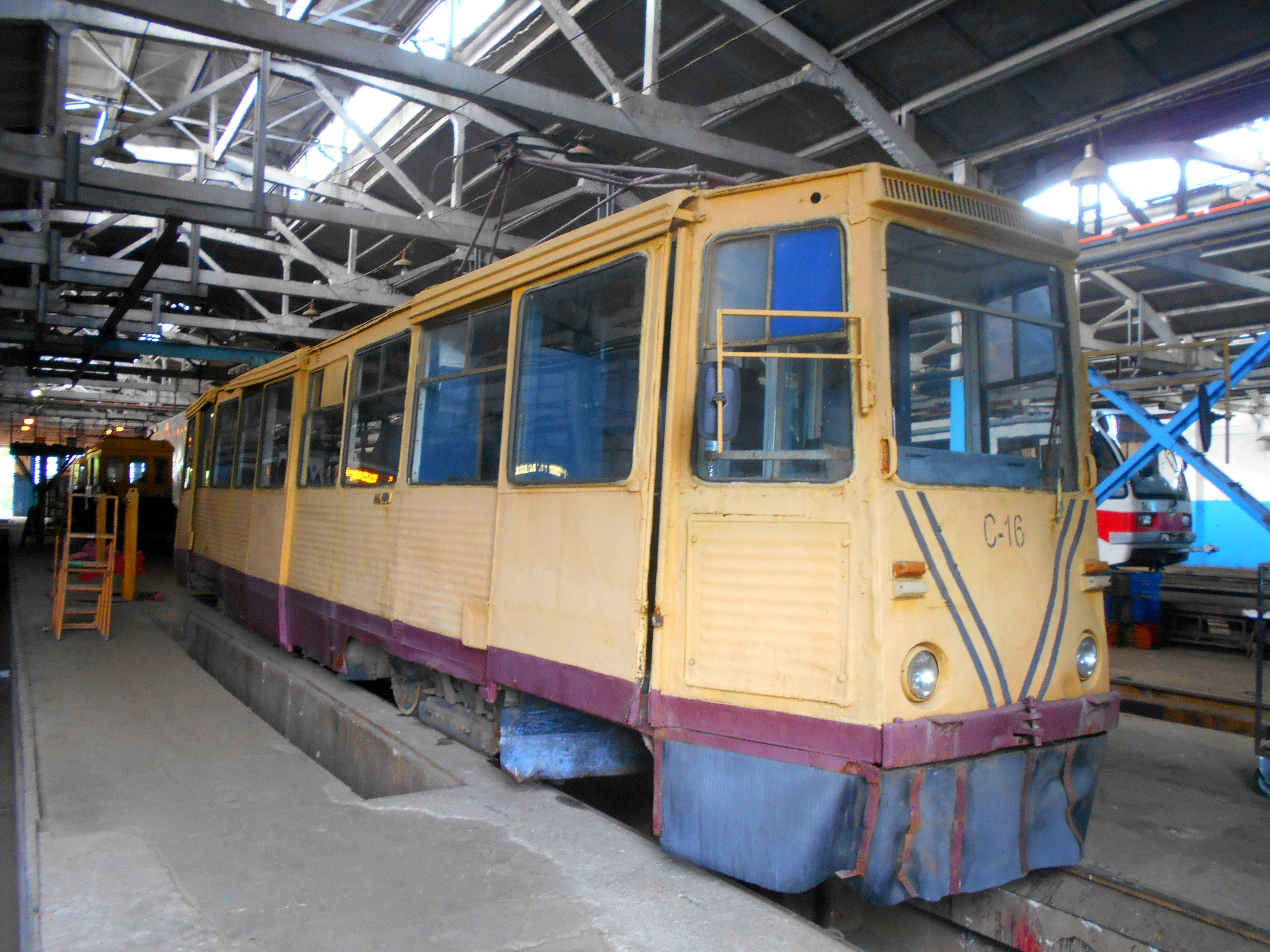
ロシア連邦：ニジニ・ノヴゴロド
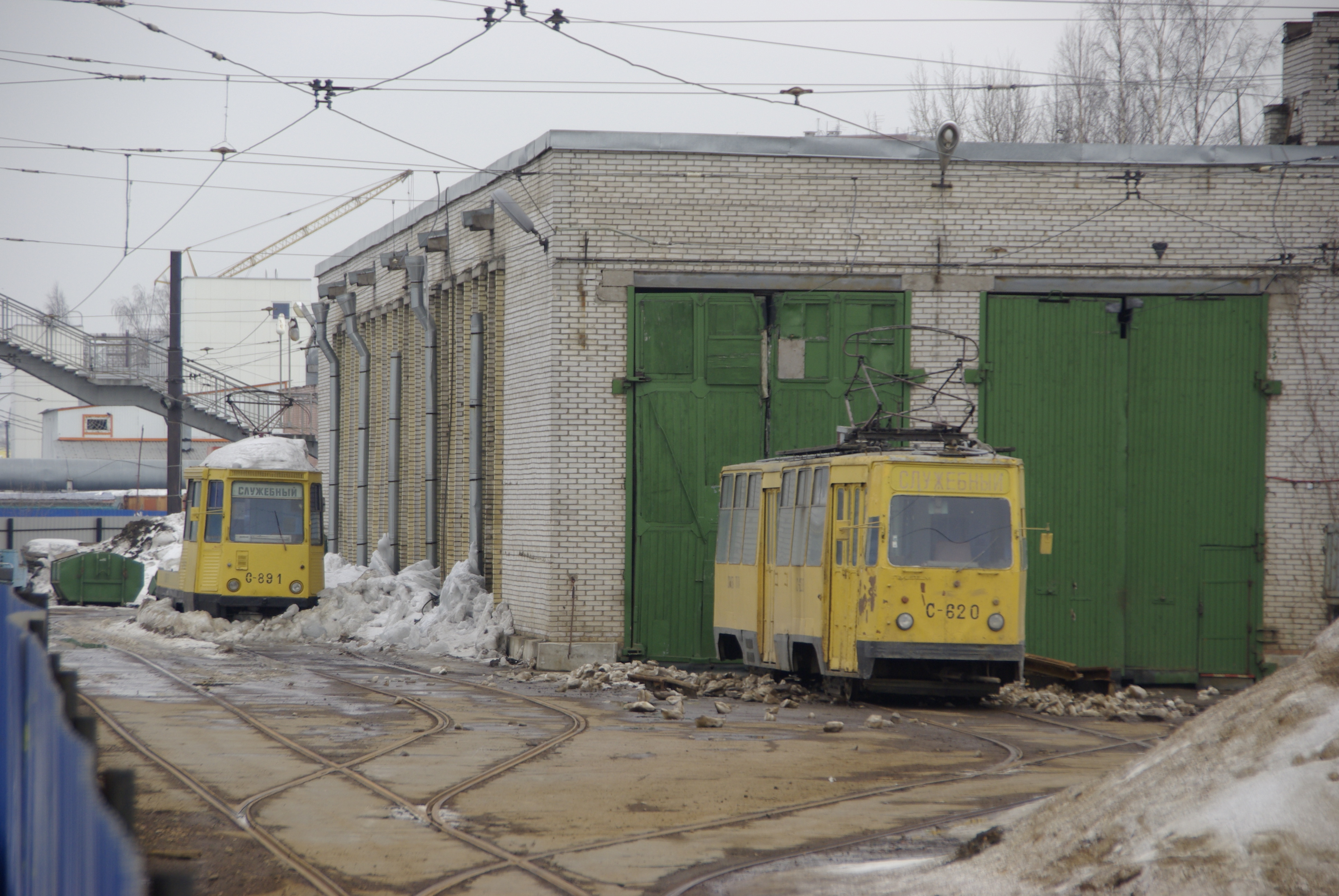
ロシア連邦：サンクトペテルブルク
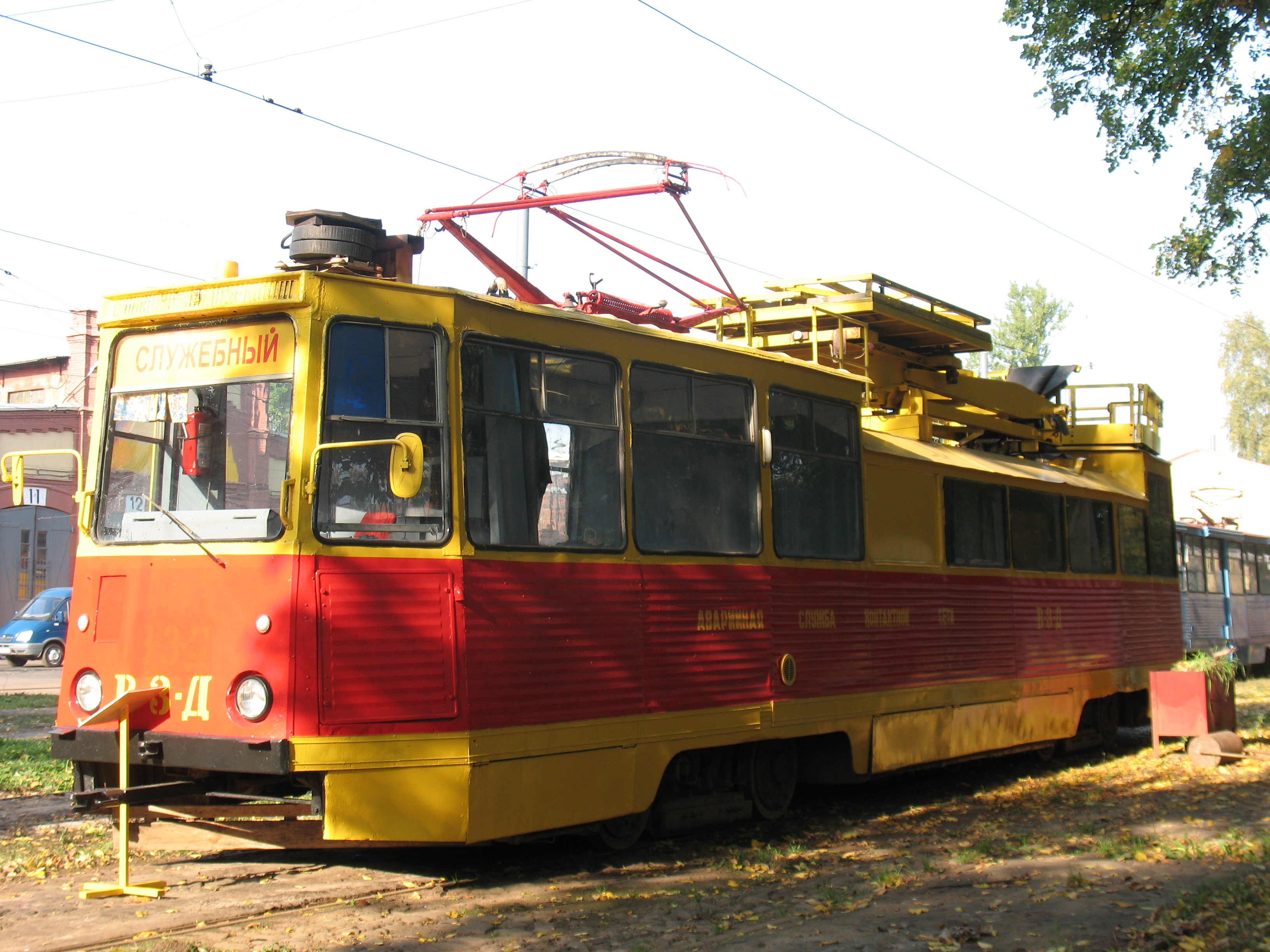
ロシア連邦：サンクトペテルブルク